# Banda militar (música)

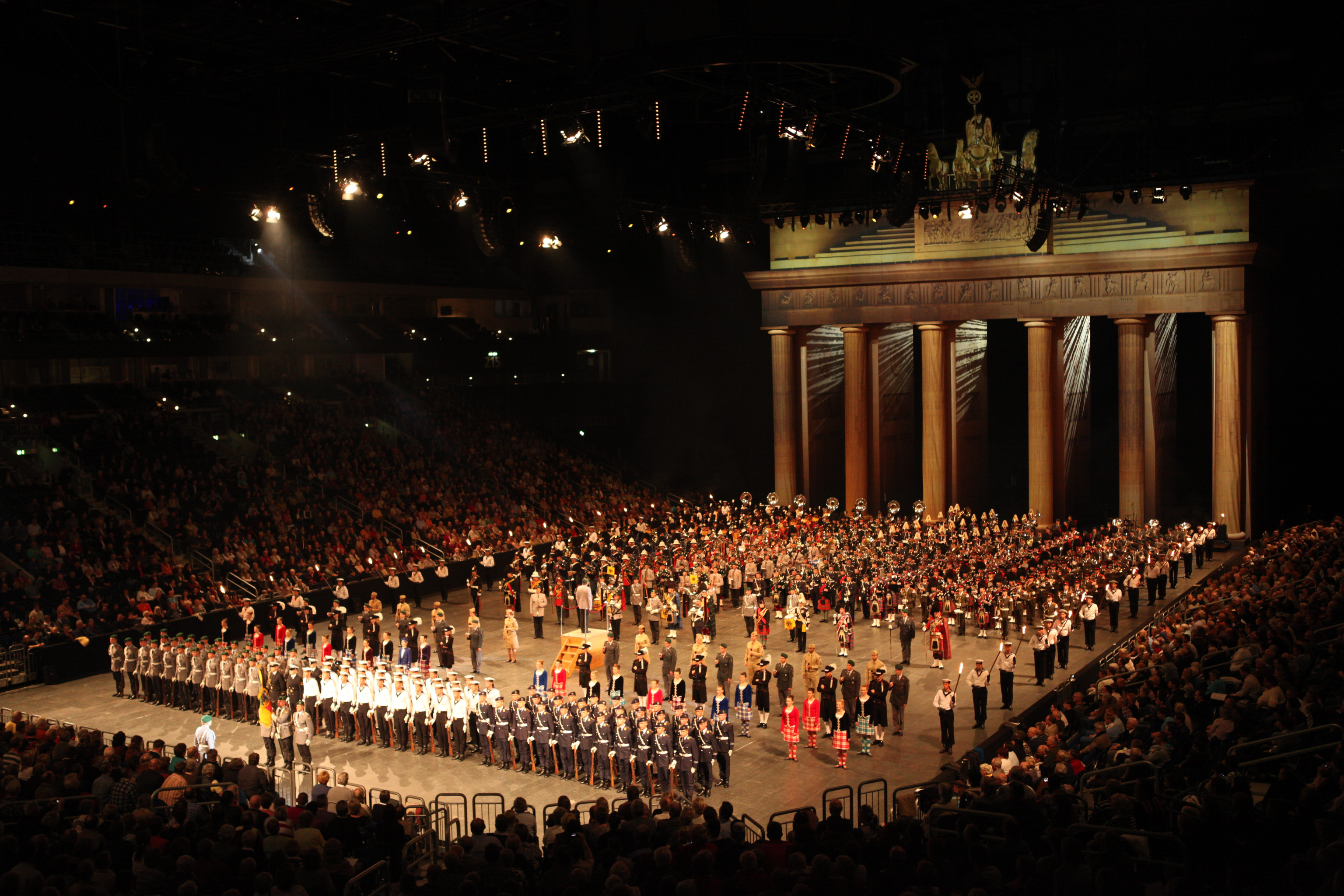
Trobada de bandes militars de diversos països, el 2011 al Berlín Militar Tattoo

Una banda de música militar és un grup de músics que realitzen tasques musicals per a funcions militars, normalment per a l'exèrcit. Una banda militar típica està formada principalment per instruments de vent i percussió. El director d'una banda és anomenat mestre o director. Es creu que les bandes militars otomanes són la tipologia de bandes militars més antiga del món, que daten del segle xiii.
La banda militar tant pot interpretar música cerimonial i de marxa, incloent-hi himnes nacionals i cançons patriòtiques, com himnes d'altres països. Les bandes militars també participen en funerals militars.
Hi ha dos tipus de tradicions històriques en les bandes militars. La primera és la música militar de camp (de batalla). Aquest tipus de música inclou cornetes (o altres instruments com trompes naturals), cornamuses o pifres i gairebé sempre tambors. Aquest tipus de música servia per a controlar les tropes al camp de batalla i també per a l'entreteniment. Després del desenvolupament d’instruments com la trompeta de claus o la família d'instruments de metall com el saxhorn, es va formar una segona tradició de la banda militar amb metall i vent de fusta. Un tercer tipus, el d’una banda muntada a cavall, serveix a formacions de cavalleria i, de vegades, d’artilleria.
Algunes forces policials tenen les seves pròpies bandes de música que ofereixen una funció similar a la d'una banda militar.

## Història

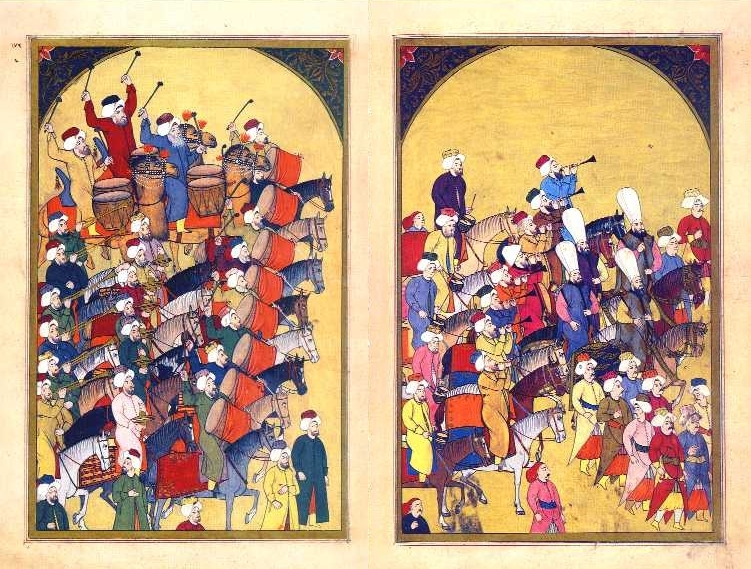
Representació d'una banda militar otomana el 1720.

Històricament s'utilitzaven instruments com el pifre, el tambor i la corneta per comunicar ordres als soldats en batalla. El llibre del segle XI Divânu Lügati't-Türk esmenta un prototipus del Mehtaran (banda militar otomana), com a "nevbet", tradició de la banda militar turca. Les bandes estaven formades per soldats. Evliya Çelebi, viatger del segle xvii, va explicar que l'Imperi Otomà tenia uns quaranta gremis de músics a la dècada de 1670 a Istanbul. Les bandes militars otomanes van influir en els seus equivalents europeus. Cada regiment de l'Exèrcit Britànic mantenia la seva pròpia banda militar. Fins a l'any 1749 els músics miliatars eren civils contractats a costa del coronel que manava un regiment. Posteriorment, els bandits es van convertir en homes allistats a l'exèrcit que acompanyaven la unitat en servei actiu per oferir música per millorar la moral al camp de batalla o, des de finals del segle xix, també per fer d'homes llitera. Els instruments musicals durant el segle xviii incloïen pifre, percussió, oboè, trompa, clarinet i fagot. Els tamboriners van convocar homes de les granges i ranxos per allistar-se al servei. En l’ambient caòtic del camp de batalla, els instruments musicals eren l’únic mitjà per dirigir als homes perquè avancessin, s'aturessin o es retiressin. A mitjan segle xix cada unitat més petita tenia el seu propi pifrer i tamboriner, que tocaven la rutina diària. Quan les unitats es van concentrar per a la batalla es va crear una banda de músics per al conjunt general.

## Deures i funcions

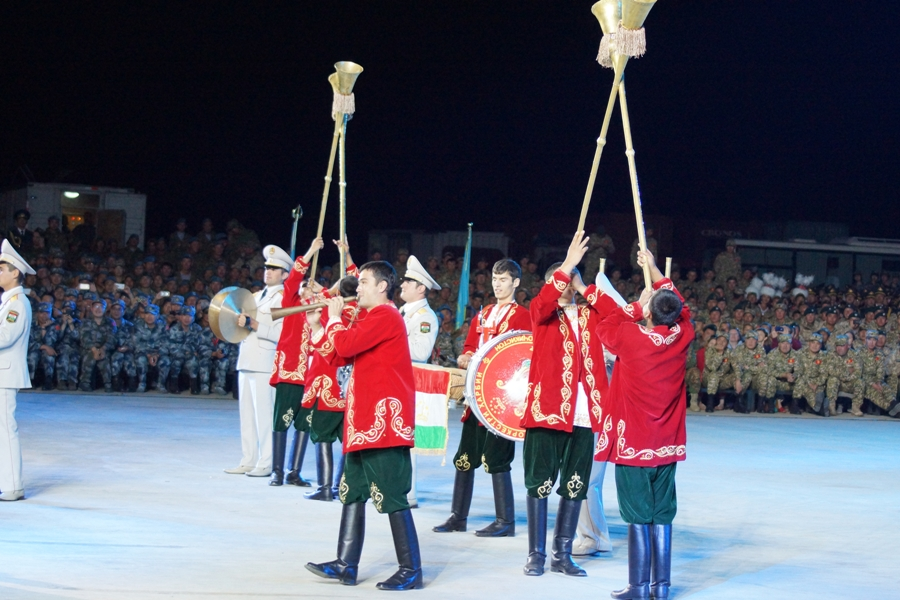
Una banda militar tadjica amb Karnays en un military tattoo a la base d’entrenament de Zhurihe a la Xina, 2014.

Les bandes militars poden variar en funció i deures de la seva missió específica. Les bandes tenen actuacions quan hi ha esdeveniments especials, desfilades militars, revisions militars, military tattoos, i per entreteniment de les tropes. També tenen un paper a l’hora de millorar la moral (ciència militar) de tot l'exèrcit, d’una branca particular del servei o d’una unitat específica (normalment, com a mínim, de la mida d’un regiment o brigada).
Les bandes militars toquen música cerimonial i de marxa, inclosos els himnes nacionals i cançons patriòtiques. El repertori d'una banda simfònica inclou composicions originals per a instruments de vent, arranjaments de composicions orquestrals, música lleugera, melodies populars i marxes que es troben en el repertori estàndard. Els músics militars d'avui dia solen interpretar diversos estils de música en diferents conjunts, des de música de cambra fins a rock and roll.

## Bandes militars a Àfrica

### Angola
Les Forces Armades Angoleses mantenen bandes militars d'estil portuguès, principalment a l'Exèrcit, l'Armada i a la Força Aèria Nacional, i també en unitats individuals. La principal, la Banda de la Casa de Seguretat Presidencial, té 100 membres, és el servei de seguretat oficial del President d'Angola. La banda de música de l'Ordre d'Exèrcit va ser creada el 16 de juny de 1994. Quatre anys més tard, cap al 15 d'agost de 1998, la Força d'Aire Nacional va crear una banda de música dins de la brigada artística. A més a més de la banda de marxa de l'armada, aquesta també té un grup musical petit conegut com a Banda 10 de Julho (Banda 10 de juliol), establerta a la base naval de Luanda. Totes les bandes segueixen el dos precedents, portuguès i britànic, amb la percussió al davant de la banda.

### Camerun

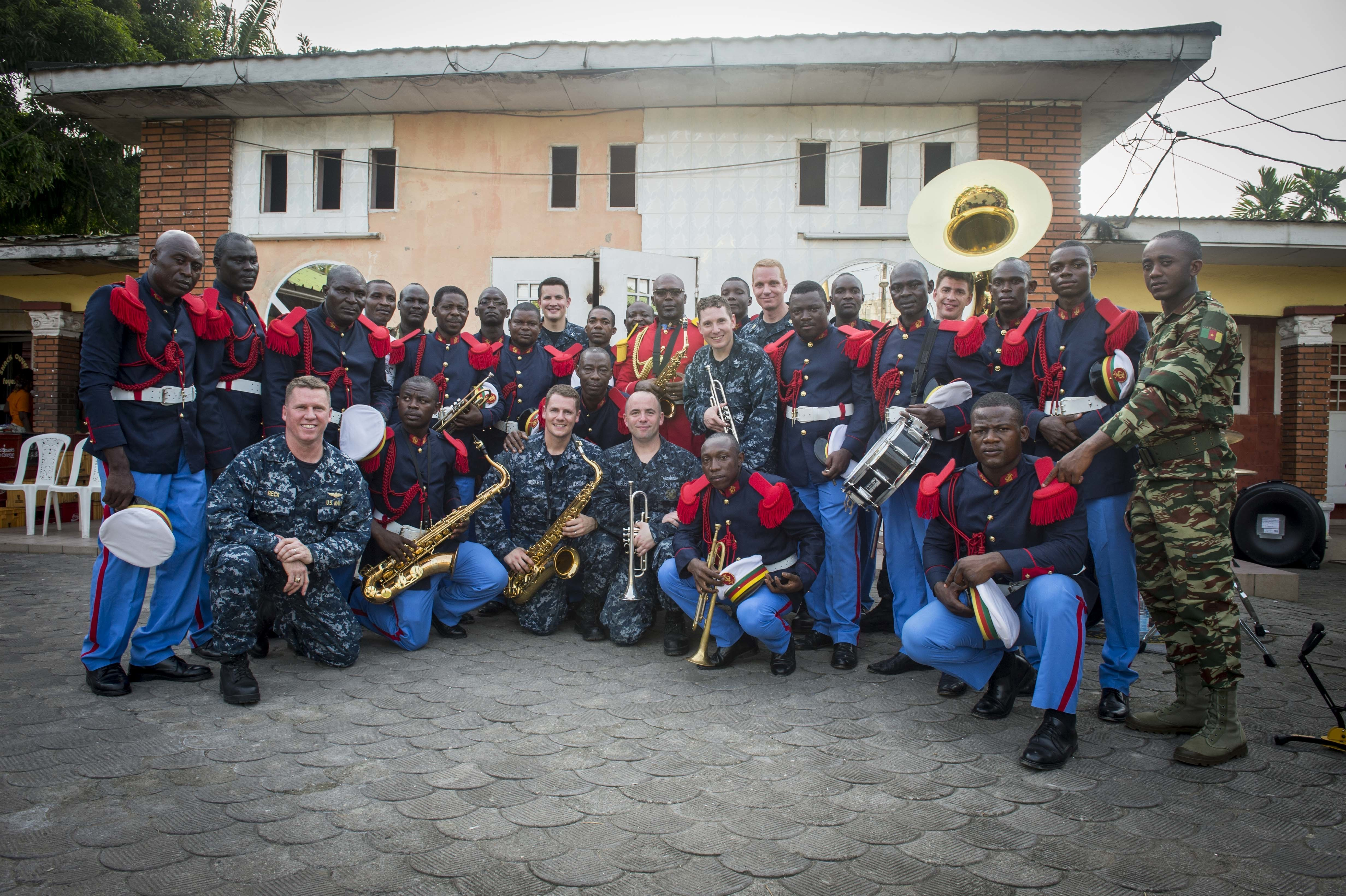
Membres de la banda militar camerunesa i nord-americana a Douala, març de 2015

Les bandes militars cameruneses segueixen únicament el precedent francès de la música militar i les bandes militars. La companyia de bandes de música de les forces armades cameruneses amb seu a Yaoundé, sota la batuta del capità Florent Essimbi, és la principal banda militar del país. La banda es va fundar el 1959, un any abans que el Camerun guanyés la seva independència, com a Brass Band. A causa de l'augment de músics, es va actualitzar com a secció musical deu anys després. Des del 2004 manté el nom actual. La banda ha confiat prèviament en la seva cooperació amb l'Exèrcit Francès i específicament en les seves connexions amb músics del Conservatori Nacional Superior de Música i Dansa de Lió. Altres grups inclouen el Musique du Carroussel Spécial de l'Armée, el Musique de la Garde Présidentielle i el Musique de la Gendarmerie.

### Namíbia
La Força de Defensa de Namíbia té moltes bandes militars a totes les seves branques de serveis i fins i tot la seva pròpia banda central per a tota la NDF. Aquestes bandes mantenen el precedent sud-africà i britànic per l'administració del país com a Àfrica del Sud-oest del 1915 al 1990. En els darrers anys han derivat cap a una tradició més alemanya i prussiana en marxar i actuar basant-se en l'era colonial del segle xix del país com l'Àfrica Sud-occidental Alemanya. Des de principis de la dècada de 2000, els militars sud-africans han ofert formació musical regular. La Brass Band de la Força de Defensa de Namíbia és actualment la banda militar més antiga del país, amb una àrea de responsabilitat fora de la seva base a Windhoek. La Marina de Namíbia i el Cos de Marines de Namíbia també tenen les seves pròpies bandes de música cerimonials.

### Nigèria
Les bandes militars de Nigèria segueixen el format de la British Houshold Division i estan fortament influenciades (i reben ajuda) per bandes militars britàniques. Comparteixen pràctiques similars amb la Banda de Policia de Nigèria, que es va considerar la formació pionera del país, establerta el 1892. En estar composta majoritàriament de cornetes militars en el moment de la seva fundació, la banda estava composta originalment per militars britànics, en lloc de natius nigerians. Amb el pas dels anys, però, les Forces Armades de Nigèria han fet esforços per aconseguir que les bandes militars siguin amb nigerians, sobretot per evitar l'ús excessiu de música militar nord-americana i britànica i promoure l'exposició dels militars a l'art nigerià. Alguns d'aquests passos inclouen l'establiment de l'Escola de Música de l'Exèrcit de Nigèria (NASM) i la composició de nova música militar. Les bandes militars nigerianes estan avui al comandament del quarter general de les forces armades nigerianes a Abuja.
El Cos de Bandes de l'Exèrcit de Nigèria (NABC), que proporciona enregistraments militars oficials de les forces armades, és la banda més antiga de l'exèrcit de Nigèria i de les forces armades. Altres grups mantinguts per les Forces Armades de Nigèria fora del NABC inclouen la Banda de la Força Aèria de Nigèria, la Banda de la Marina de Nigèria i la Banda de l'Acadèmia de Defensa de Nigèria. La Banda del Cos de Seguretat i Defensa Civil de Nigèria també actua com a banda paramilitar. La Banda de la Marina de Nigèria es va crear el 1963, mesos abans que el país es convertís en una república. La banda de la força aèria és la banda militar creada més recentment, fundada el 1970. Els músics allistats només es van ajuntar un any després i no van tenir el seu primer director de música fins al 1975. El 9 d'abril de 2019, el NAF va graduar el seu primer conjunt de gaiters d'una base aèria d'Abuja, que posteriorment formaria la recentment formada NAF Pipe Band. També es pot trobar una secció de gaiters a la Brigada de Guàrdies. Els tambors de Trinitat es van introduir a finals dels anys 70, amb la NABC que va començar el procés de fabricació de L'Escola de Música de l'Exèrcit a Ojo i l'Escola de Música de la Marina a Otta ofereixen instruccions musicals pel que fa als músics que comencen. El setembre de 2019, Ibok Ekwe Ibas, el cap de personal naval de Nigèria, va anunciar els plans per a que la Direcció de Música de la Marina s'associés als seus homòlegs estrangers, així com a la Music Society de Nigèria, per millorar les seves actuacions.

### Senegal

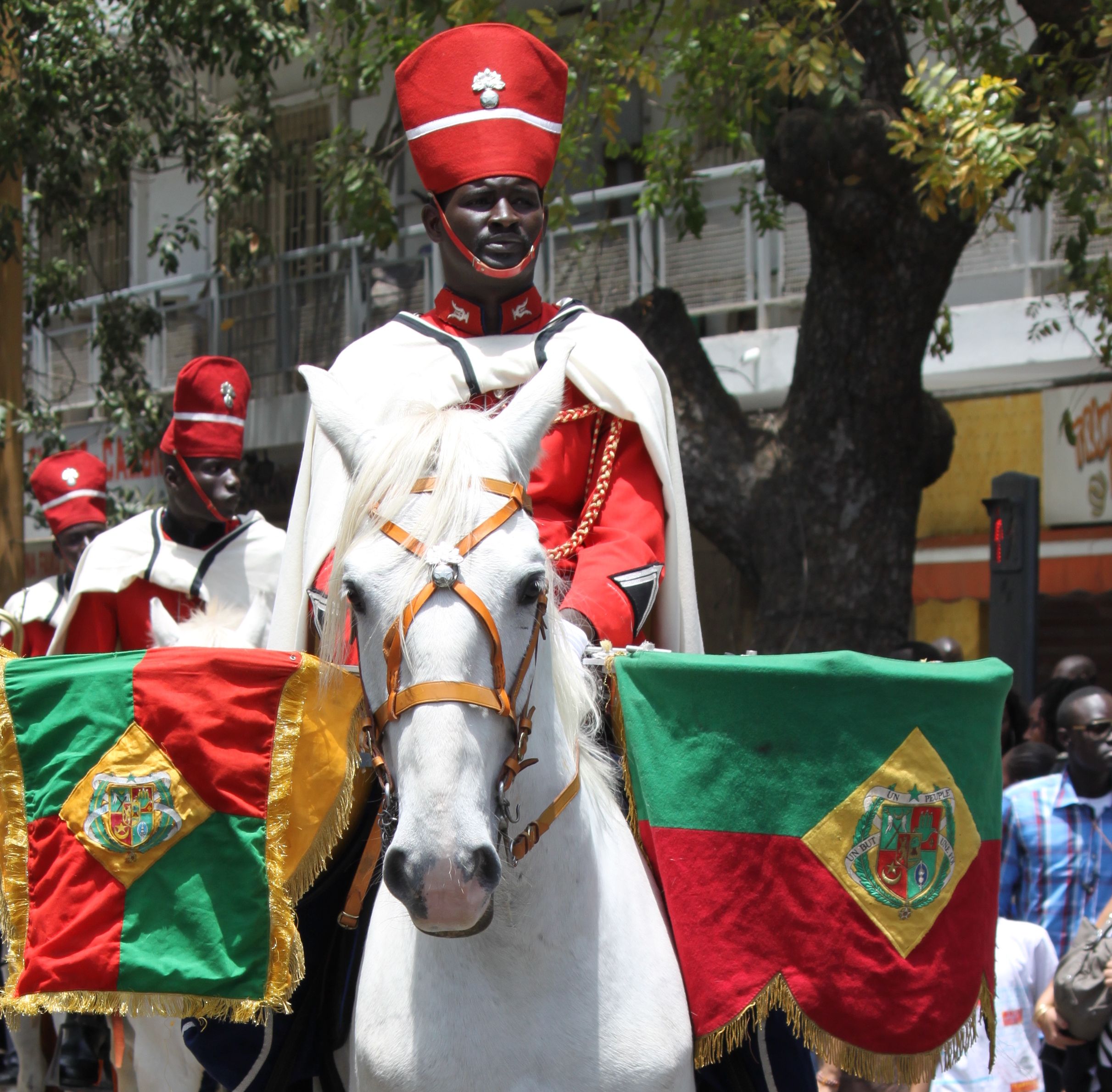
Un intèrpret senegalès de timbales a la Guàrdia Roja del Senegal.

Com al Camerun i a Níger, les Forces Armades del Senegal segueixen el format de la banda militar francesa en totes les seves formacions. L'Esquadró Muntat de la Guàrdia Roja del Senegal, sent la principal unitat cerimonial del seu 1r Regiment d'Infanteria, manté una fanfàrria muntada de 35 membres, similar a la de la cavalleria de la Guàrdia Republicana Francesa. La banda muntada lidera l'esquadró en desfilades militars i processons cerimonials a la capital de Dakar. Músics de la banda munten sobre cavalls blancs, amb les cues tenyides de vermell, perquè coincideixin amb els colors oficials de la Guàrdia Roja.
Les Forces Armades del Senegal estan representades per una banda de serveis conjunts que, a diferència de la banda muntada de la Guàrdia Roja, compta amb un repertori que va des de música clàssica a la música popular senegalesa. Aquesta banda es va crear el 1961 en el moment de la fundació de les Forces Armades i la independència del país. En aquell moment la banda principal de les Forces Armades del Senegal estava formada sobretot de joves reclutats i que no tenien coneixements musicals. Aleshores comptaven amb el capità Jean Avignon, que va dirigir, durant 12 anys, la Musique des Troupes de Marine, amb seu a París. Va deixar la direcció el novembre de 1981. La gendarmeria senegalesa també manté la seva pròpia banda de fanfàrries.

### Sierra Leone
Durant el govern colonial a Sierra Leone, la unitat de música de l'exèrcit era la banda del primer batalló, el Regiment Reial de Sierra Leone. Mustapha Sahr "Big" Fayia va formar una banda de ball de l'exèrcit el 1965 a partir de soldats de les forces armades acabades de formar. Va guanyar diners tocant concerts a casa i a l'estranger, guanyant el 1978 el màxim premi de la banda amb la seva actuació al Festival Mundial de la Joventut de l'Havana. Les Forces Armades de la República de Sierra Leone mantenen avui una banda de música organitzada en format britànic.

### Sud-àfrica
Actualment hi ha nou bandes militars que depenen de la Força de Defensa Nacional Sud-africana (SANDF) i que es mouen a través de les quatre branques diferents de la SANDF (Exèrcit, Armada, Força aèria, Servei de salut). Fora de les bandes de marxa, que segueixen la influència britànica, el SANDF també segueix el precedent britànic de la Commonwealth d’utilitzar bandes de cornamuses, amb alguns dels cornamusaires i percussionistes més notables provinents del Regiment Escocès Transvaal. Des de 1969, l'Exèrcit Sud-africà està representat pel Cos de Bandes, un servei de bandes militars que presideix les cinc bandes militars del país i la banda de la Guàrdia Cerimonial Nacional. La Banda de la Marina de Sud-àfrica, la Banda de la Força Aèria de Sud-àfrica i el Servei de Salut Militar de Sud-àfrica també operen al país per representar les seves pròpies sucursals.

### Uganda
La Força de Defensa Popular d’Uganda té una banda militar per a cadascun dels tres serveis: Exèrcit, Força Aèria i Comandament d’Operacions Especials. Totes les bandes segueixen el precedent britànic. La banda sènior forma part de l'exèrcit, que exerceix funcions cerimonials a Kampala. Als anys setanta les bandes militars dirigides pel president Idi Amin van aconseguir el patrocini oficial.

### Zimbàbue
La Força de Defensa de Zimbàbue (ZDF) manté múltiples bandes militars basades en el patró britànic. Les dues bandes principals són la Banda de l'Exèrcit Nacional de Zimbàbue (Banda de l'Exèrcit Zim) i la Banda de la Força Aèria de Zimbàue. Aquesta última banda té un jugador tradicional de Hosho que serveix a les seves files. Una banda més petita, Crocodile Sounds, forma part de la Brigada Mecanitzada. La ZDF també manté l'Escola Militar de Música, que actualment té la seu a la caserna Imbizo de Bulawayo. A les Forces de Seguretat de Rhodèsia, ja dissoltes, la banda de tambors, els Rodhesian Afgrican Rifles, es va fer càrrec de les qüestions musicals dirigida pel capità Ken MacDonald, compositor de Rise, O Voices of Rhodesia, l’himne de Rhodèsia). També es mantenia una banda militar pel Cos de Senyals de Rhodèsia.

## Bandes militars a Amèrica
Donada la història de les forces militars a Amèrica, el patrimoni de les bandes militars en aquesta part del món és una barreja de diverses tradicions, moltes extretes d’Europa. Els països d'Amèrica que pertanyen a la Commonwealth se solen modelar segons els seus homòlegs britànics. Trinitat i Tobago porta aquesta tradició una mica més enllà amb l’ús de steelpans a les seves bandes. Les bandes militars de tota Amèrica Llatina provenen de les bandes militars de França, Alemanya, Portugal, Itàlia i Espanya. Tot i això, Haití continua sent l'únic estat de la regió les bandes militars de la qual es basen en els models francesos.

### Argentina
Argentina manté relacions de llarga durada amb Alemanya i les seves bandes de l'exèrcit mostren aquests vincles tradicionals. A principis del segle XX es va produir un intercanvi de marxes entre l'exèrcit imperial alemany i l'exèrcit argentí: els alemanys van donar als argentins Alte Kameraden, mentre que els argentins van donar als alemanys la Marxa de San Lorenzo, que es va utilitzar el 1940 durant la desfilada de la victòria als Camps Elisis, després que França fos derrotada. Les bandes militars argentines són de percussió i, ocasionalment, porten cornetes i pifres (com és el cas de la banda militar Tacuari Drummer del Regiment de Patricis, que té dos pifres) acompanyant la banda principal.
Als regiments més antics de cavalleria, artilleria i infanteria de l'Exèrcit Argentí hi ha tres bandes,hi ha tres bandes, que estan estructurades segons les tradicions alemanyes i italianes. Totes elles depenen de la Comandància de la Guarnició de Buenos Aires i són administratives, com passa amb les altres bandes, que pertanyen a la Inspecció General de Música Militar.

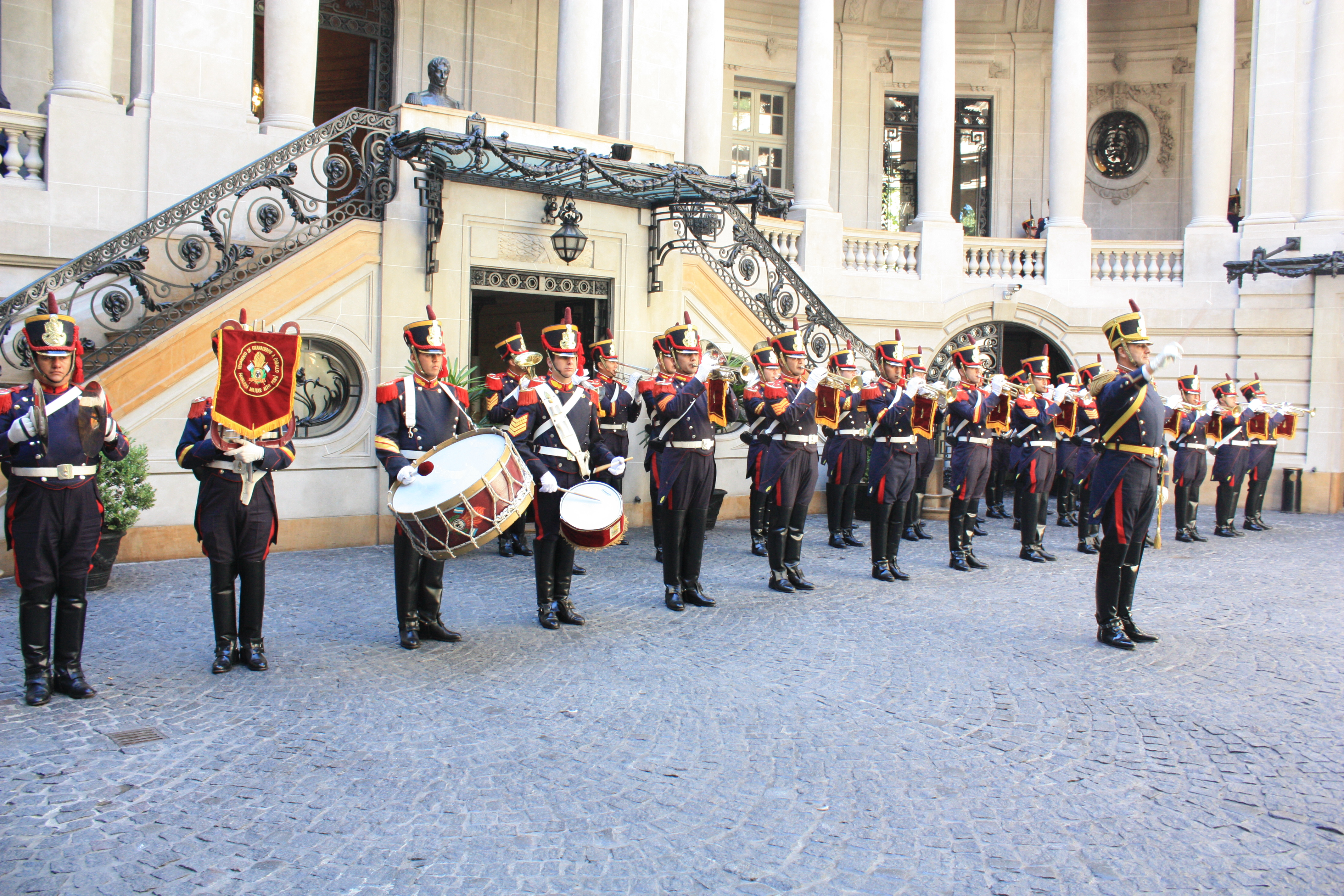
La fanfàrria Alto Peru d'Argentina, Regiment de Granaders a cavall General San Martín, és una banda exclusivament d'aeròfons de metall muntada.

- L'Alto Peru Fanfare Band d'Argentina, del Regiment de Granaders a cavall San Martín, és una banda a cavall exclusivament de metall i percussió. El disseny de l'uniforme cerimonial data del 1813, aquesta banda serveix al president de l'Argentina.
- La Banda de Tambors de Tacuari és del Regiment de Patricis. Aquest és el regiment d’infanteria de línia argentí més antic i prestigiós. Els músics porten l’uniforme de 1806 que duia originalment el regiment quan es va aixecar en resposta a l’atac britànic a Buenos Aires. Els patricis representen formalment la capital federal com la seva banda d'honor.
- La Banda Ituzaingó del 1r Regiment d'Artilleria "General de Brigada Tomas de Iriarte", és la banda d'honor oficial del Ministeri de Defensa argentí. La banda porta uniformes que van portar els artillers argentins durant la guerra Argentina-Brasil i els conflictes posteriors, amb cascos en forma de tocat.

Una altra banda notable de l'exèrcit argentí és la Banda Muntada del 4t Regiment de Cavalleria Blindada (Muntanya) "Cuirassiers del general Lavalle". Porten uniformes similars als de la cavalleria de la guàrdia republicana francesa i a les unitats de cuirassier del segle xix. Aquesta banda utilitza els mateixos instruments de llautó i percussió que als Grenaders Muntats, quan es munta o es desmunta. Actualment hi ha 54 bandes a l'exèrcit. Altres bandes de l'exèrcit inclouen:
- Banda del Colegio Militar de la Nación
- Banda de l'Escuela de Suboficiales del Ejército "Sargento Cabral"
- Banda de l'Academia Militar General José de San Martín
- Banda de l'Academia Militar General Manuel Belgrano
- Banda del Regiment d'Infanteria 16 "Rifles de los Andes".
- Banda del Regimiento de Caballería Blindada 10 "Húsares de Pueyrredón"
- Banda del Regimeno de Cavalleria Blindada 6 "Blandengues".
- Banda del Regiment de Cavalleria Lleugera 5 "General Martín de Güemes"
- Banda del Regiment d'Infanteria de Muntanya 22 "Teniente Coronel Juan Manuel Cabot"

La Marina Argentina compta amb la Banda de Personal de la Marina, la Banda de l'Acadèmia Naval Argentina i la Banda de l'Escola de Suboficials de la Marina Argentina. La Navy Staff Band és particularment única: a part dels clarins, també té una secció de cornamuses. En representació de la Força Aèria Argentina hi ha la Banda de l'Acadèmia de la Força Aèria Argentina, la Banda de l'Acadèmia de Suboficials de la Força Aèria Argentina i la 1a Banda de la Brigada Aèria.
Les bandes policials d’estil militar estan presents tant a la gendarmeria nacional argentina com a la Prefectura Naval d'Argentina.

### Barbados
La Banda de la Força de Defensa de Barbados (també coneguda com la Banda de Zouave), és un element de les unitats de reserva que estan compostes per membres del Regiment de Barbados i de la Força de Defensa de Barbados.

### Bolívia
A Bolívia l’ús de la mitja lluna turca amb l’addició de pancartes i estandards verticals és una pràctica habitual a les seves bandes militars (només els cornamusaires de camp de la Marina boliviana i els trompetistes de fanfàrries a les seves bandes), mentre que la línia de tambor es col·loca al davant del conjunt, seguint així els models alemany i francès. Les bandes del Regiment Bolivià dels Colorados, el regiment d'infanteria de la guàrdia presidencial i de l'Escola de Música Militar de l'Exèrcit Bolivià estan designades com a bandes militars més antigues del país de les Forces Armades bolivianes. La Escuela Miliitar de Música del Ejército es va crear per decret suprem el 20 de maig de 1889. Avui l’aniversari de l'escola se celebra el 20 de maig de cada any. El 1951 va rebre l'honorable tinent coronel Adrián Patiño. Porten el vestit de servei amb la gorra en punta. A més, la Banda del Col·legi Militar de Bolívia va ser la banda sènior de les institucions d'ensenyament militar, ja que s'havia establert a principis del segle xx. La banda segueix el precedent prussià amb el vestit de gala d'estil prussià a les desfilades. Dues bandes regimentals addicionals porten vestit de gala de l'era de la Guerra del Pacífic a l'exèrcit (les bandes del 2n Regiment d'Infanteria i del 3r Regiment d'Infanteria).
Diverses bandes de regiments de l'exèrcit van a la desfilada amb el vestit de batalla o combat, amb cascos de combat com a lligadura per als membres de la banda.
Les bandes també van muntades per l'Armada Boliviana i la Força Aèria. Com a regla general, els músics de la banda d’aquests dos serveis porten l’uniforme complet durant la desfilada, independentment del rang que tinguin (la Marina té una excepció, ja que els barrets dixie dels Estats Units són emprats amb el vestit complet pels banders que tenen un rang inferior).

### Brasil
Les bandes militars brasileres provenen de les petites unitats de l'Exèrcit Portuguès al que llavors era el Brasil colonial. La darrera de les bandes va ser la Banda de la Brigada da Real da Marinha. Les Forces Armades de l’Imperi del Brasil van mantenir viva aquesta tradició durant el segle xix. Les bandes militars eren més comunes a la dècada de 1840, expandint-se a serveis com els cossos militars i la Guàrdia Nacional. Des de finals dels anys quaranta, el Brazilian Marine Pipes, Drum and Bugle Corps utilitza metall (antigament cornetes) i instruments de percussió, a més de gaites i pifres. Representen tant el Cos de Marines brasiler com l'Armada brasilera en totes les activitats que participa. La seva formació reflecteix les tradicions de les bandes militars portugueses i italianes, així com les del cos de tambors i cornetes dels Estats Units de principis del segle xx.
El Cos Marí de Brasil també camps per a deures públics la Banda de Brasilia del Cos Marí i la Banda Central del Cos Marí. Altres bandes militars inclouen els de la Batalhão da Guarda Presidencial, la Independence Dragoons, i l'Acadèmia de Força d'Aire Brasilera Banda. La banda per la Batalhão da Guarda Presidencial és l'única banda a l'exèrcit brasiler que inclou les dues seccions, una d'aeròfons i una de percussió. La Brazilian Marching Band and Pipes and Drums té 74 músics que toquen instruments de marxa tradicionals. Actualment la 3a Divisió d'Exèrcit Banda de Música serveix una de les guarnicions militars més gran del país. També mantenen actives bandes militars a la Policia Militar i el Cos de Bombers Militar, una de les més destacades és la Banda Simfònica de la Policia Militar de l'Estat de Paraná.

### Canadà

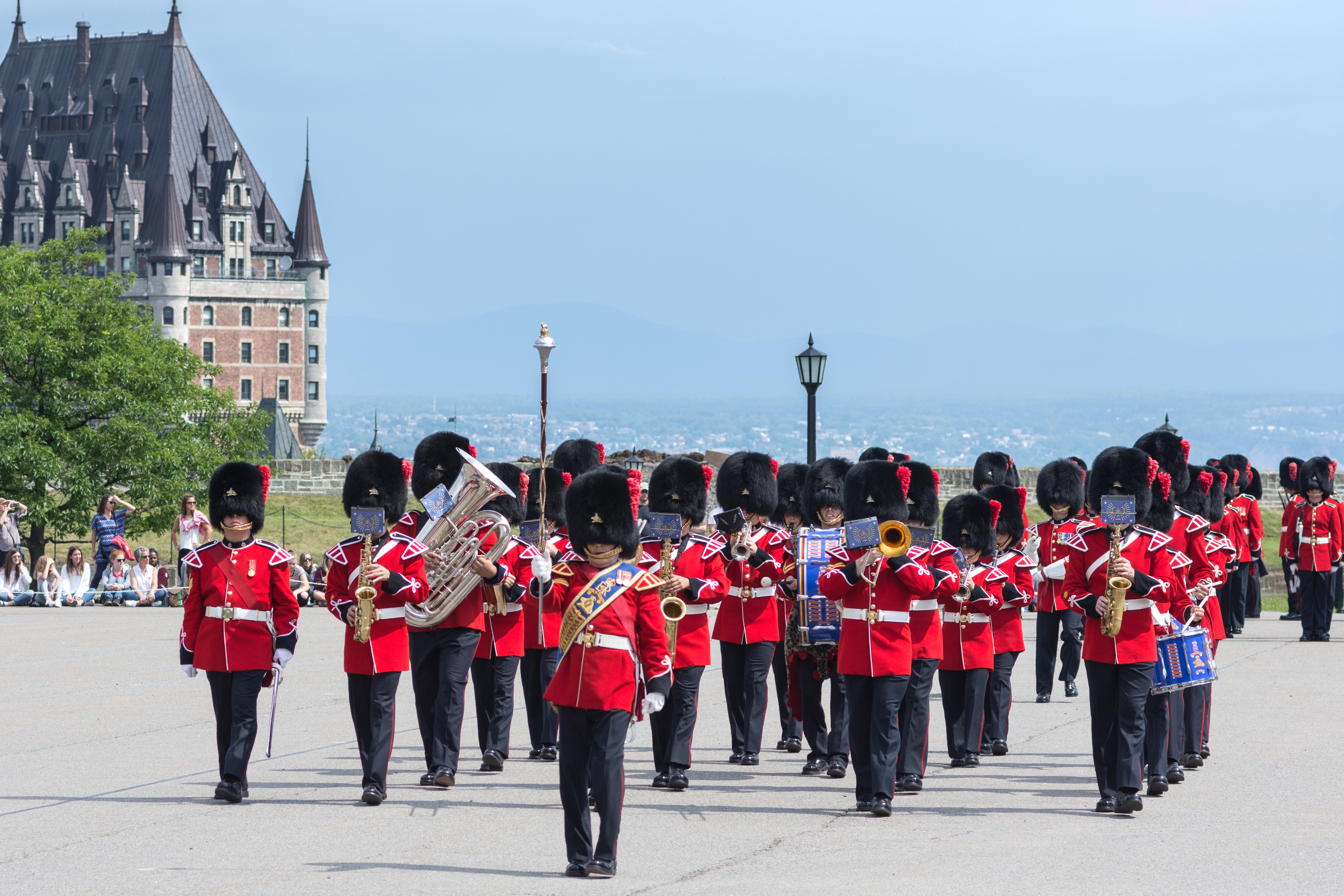
La banda del Royal 22nd Regiment a la Citadelle de Quebec, el 2018. La banda és una de les 59 bandes de les Forces Armades del Canadà.

Després d'anys de normes franceses i després britàniques, arribaria la tradició canadenca. La Banda de Música de les Forces Canadenques té sis bandes amb plena dedicació de la Força Regular, i 53 bandes de temps parcial de la Reserva Primària. Aquestes bandes serveixen l'Exèrcit canadenc, a la Royal Canadian Navy i la Reial Força Aèria Canadenca. La Band Branch inclou dues bandes de concert, fetes d'instruments de metall, percussió i instruments de vent de fusta, anteriorment duien bandes de tambors i cornetes per a les cerimònies.
A més de les bandes de la Força Regular i Reserva Primària, el Col·legi Militar Reial del Canadà també compta amb una banda de tambors i cornamuses. Les Canadian Cadet Organizations canadenques, un programa per a joves patrocinat per les Forces canadenques, que promou les bandes pròpies.

### Xile
Tenen un gran interrès dues bandes muntades xilenes: la banda muntada i cornetes del 1er Regiment de Cavalleria “Granaders” i la banda i cornetes del 3r Regiment de Cavalleria “Hússars” de l'Exèrcit de Xile. Altres bandes inclouen la banda de l'Escola NCO de l'Exèrcit i l'Acadèmia Militar Bernardo O'Higgins, també de l'Exèrcit de Xile, la Banda del Cos d'Infanteria de Marina, la Banda de l'Escola Naval Arturo Prat i la Banda Naval Politècnica Academy, tota l'Armada xilena i la Banda Nacional dels Carabineros. Les formacions de bandes a les desfilades, incloses les bandes muntades, segueixen el model alemany, però només la banda simfònica de la Força Aèria xilena no hi participa; el servei està representat per les Bandes de l'Acadèmia de la Força Aèria del Capità Manuel Ávalos Prado i l'Escola d'Especialitats de les Forces Aèries. Una altra formació cada vegada més sensible al públic és la banda militar de la Gendarmeria xilena, que depèn del Ministeri de Justícia.
Les bandes militars a Xile tenen la mateixa instrumentació amb l'afegit de cornetes al cos de tambors, com les bandes militars alemanyes. Una altra característica distintiva és la presència de l'idiòfon turc cevgen a les bandes militars quan desfilen i el director de la banda és ajudat per una corneta.

### Colòmbia
Les Forces Militars de Colòmbia i la Policia Nacional de Colòmbia porten bandes militars i cossos de tambors i cornetes amb formacions similars a les dels Estats Units, Itàlia, Alemanya i França. Les bandes militars van arribar a Bogotà per primera vegada al segle XVI i es van continuar essent conjunts musicals actius al segle xx. A finals de la dècada de 1890 es van implementar bandes militars al país amb la base del model francès. El 37è Batalló de la Guàrdia Presidencial d'Infanteria de l'Exèrcit Nacional de Colòmbia manté una banda de guerra i un cos de tambors que està sota el comandament del President de Colòmbia, a la seva residència de la Casa de Nariño. Les bandes de cornamuses també s'utilitzen a les institucions educatives de lArmada colombiana (l'Acadèmia Naval Almirall José Prudencio Padilla i l'Escola Bàsica Marina). La Banda Simfònica Militar de la Força Aèria Colombiana (fundada el novembre de 1987) està formada per suboficials -homes i dones- amb seu a l'Escola de Suboficials "Capità Andrés M. Díaz".

### Cuba

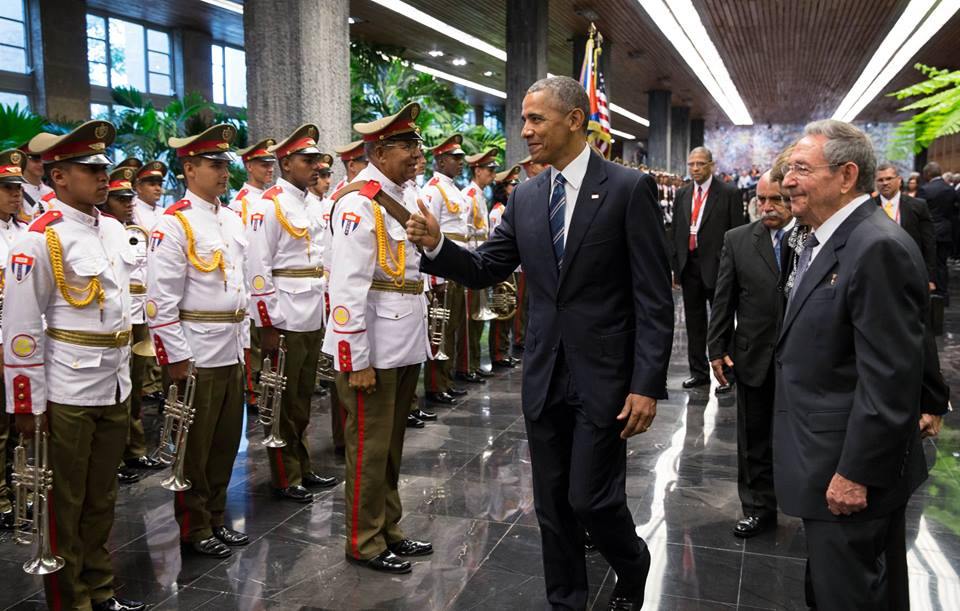
Reunió de Barack Obama i Raúl Castro amb membres de la Banda de les Forces Armades Revolucionàries de Cuba.

Des de finals dels anys seixanta, la tradició del Departament de Bandes Militars de les Forces Armades Revolucionàries Cubanes es basa sobretot en el model rus, però també amb una barreja de la influència musical nord-americana i caribenya.
A l'anterior règim de Fulgencio Batista, els militars s'allistaven a les bandes militars: la Banda de Música de l'Armada Cubana (nomenada oficialment com la Banda de Música de l'Armada Constitucional) i la Banda d'Estat Major de l'Exèrcit, ambdues establertes amb 5 anys de diferència a la primera dècada del segle xx. La Banda de la Unitat Cerimonial de les Forces Armades Revolucionàries ha rebut elogis de molts líders estrangers, inclòs el president dels Estats Units, Barack Obama, que va saludar el director de la banda, Ney Miguel Milanes Gálvez, i el va felicitar per la bona feina interpretant The Star-Spangled Banner.

### República Dominicana
Donada la llarga història de les Forces Armades de la República Dominicana, no és estrany que la tradició de la banda militar sigui una barreja de la pràctica de la banda militar francesa i americana. Les bandes cerimonials no són presents només a les Forces Armades, sinó a la Policia Nacional de la República Dominicana.
La banda sènior de les Forces Armades és la del Regiment de la Guàrdia Presidencial, la més antiga de la infanteria de l'exèrcit dominicà, que serveix de banda de protocol per al president de la República Dominicana, com a comandant en cap de les Forces Armades.

### Equador
Com a norma general, les bandes militars equatorianes són dirigides per militars amb formacions que segueixen el model alemany, britànic i americà. A les desfilades la percussió forma el primer rang de la banda o de les bandes.
La banda muntada de la Policia Nacional Equatoriana té instruments de vent metall, de vent fusta i percussió, però sense timbals. L'Acadèmia Militar Eloy Alfaro de l'Exèrcit Equatorià té la mateixa estructura que les bandes franceses, però sense cornetes, ja que formen part del Cos de Tambors. La banda de fanfarres de l'Esquadró Cerimonial Muntat Presidencial "Tarqui Grenadiers", també de l'exèrcit, només de timbales, trompetes de fanfàrria, tambors i sousàfons (quan es munta), la banda militar, que serveix de banda presidencial oficial, té una formació similar a la de l'Acadèmia Militar però més gran (al voltant de 60 músics).

### Guatemala
La influència europea de les bandes militars a Guatemala va començar quan una companyia d'òpera italiana va arribar al país, a la segona meitat del segle xix, per portar el director d'orquestra Pietro Visoni al país, on el president Miguel García Granados li va demanar que prengués la direcció de les bandes del 1r i 2n batalló de l'exèrcit guatemalenc, després dels quals Visoni va fusionar els dos grups i va establir la Banda Simfònica Marcial, que encara existeix avui. L'Escola de Suplents (coneguda avui com a Escola Militar de Música Mestre Rafael Álvarez Ovalle) es va crear poc després a causa de la manca de músics militars formats al país. L'escola de música és avui un centre d’entrenament militar de nivell mitjà. Moltes bandes, quan estan en formació, inclouen la marimba, ja que és l’instrument nacional de Guatemala.

### Jamaica

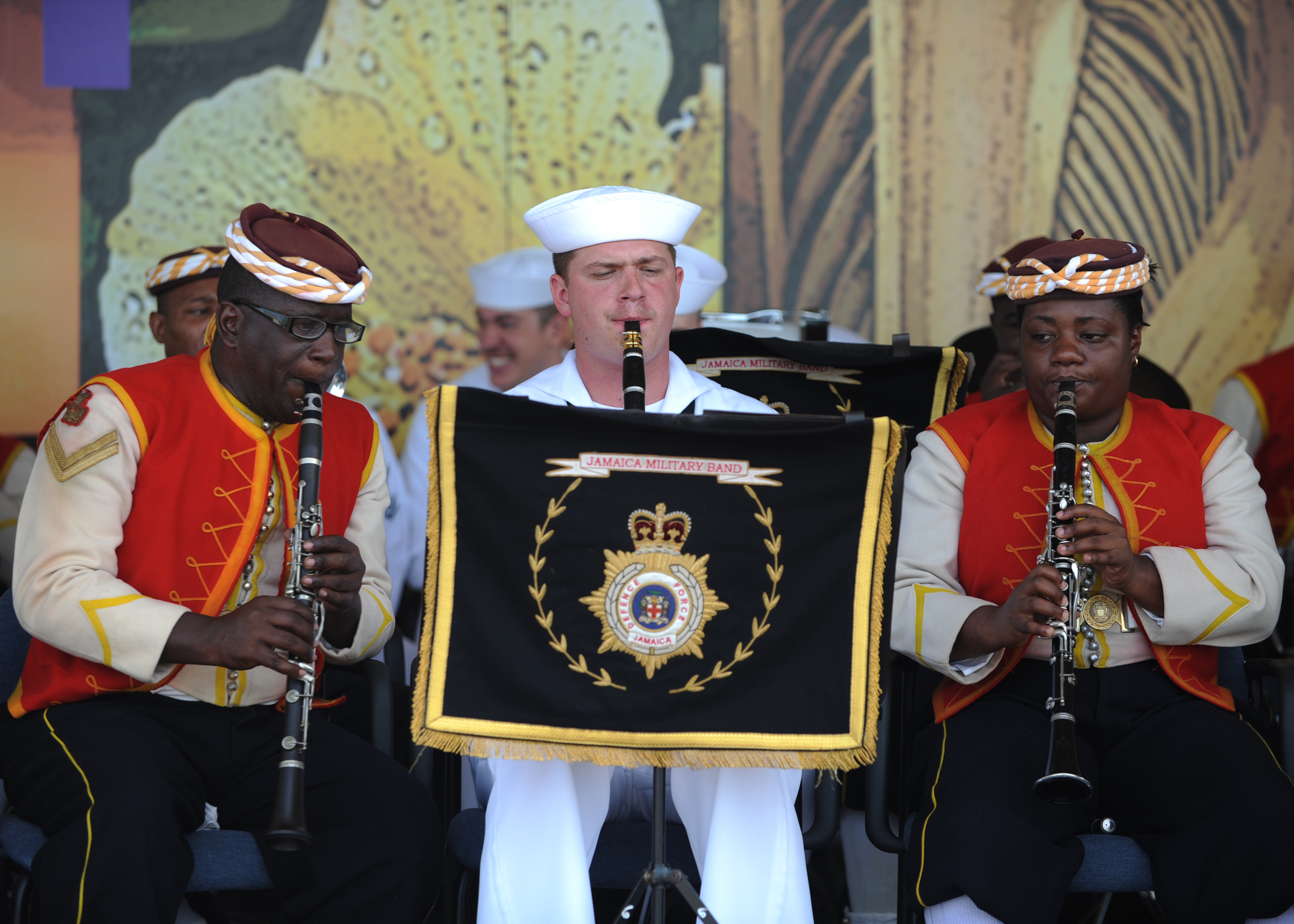
Banda Militar Jamaicana, amb membres de la banda naval dels Estats Units.

La Jamaica Defence Force finança i supervisa dues bandes militars a temps complet: la Jamaica Military Band i la Jamaica Regiment Banda. Durant la guerra, els músics assumiran funcions operatives com a assistents mèdics. Les bandes militars jamaicanes segueixen el model britànic i altres del Carib. La Jamaica Combined Cadet Force també manté la seva pròpia banda d’unitat.

### Mèxic
Les bandes militars a Mèxic segueixen el precedent de l'exèrcit espanyol, per a ocasions cerimonials, representada per un cos de tambors i cornetes, tots dos proveïts per unitats militars i institucions educatives. A les unitats de cavalleria i artilleria de l'exèrcit i la cavalleria de la Guàrdia Nacional, els trompetistes de fanfares són l'equivalent als seus homòlegs d'infanteria. El 1884, la banda de 76 membres del 8è Regiment de Cavalleria Mexicà, sota la direcció d'Encarnación Payén, va visitar l'Exposició del Centenari Industrial i del Cotó del Món, que va ser vista com una gran campanya de relacions públiques per a la inversió nord-americana pel president mexicà Porfirio Díaz. També es va dissenyar per mostrar la música militar mexicana, que rarament, fins i tot mai, s'havia fet abans. Cinc anys després, Díaz va ordenar la creació de la Banda de Música del Poder Suprem, que ara és la Banda de Música Representativa de les Forces Armades de Mèxic. Al febrer de 2015 es va reorganitzar per incloure personal de les secretaries de l'Exèrcit de Mèxic, la Força Aèria de Mèxic i l'Armada de Mèxic. La Banda Simfònica i el Cor de la Secretaria de la Marina també serveixen com a banda militar, formada per músics professionals de la Secretaria de la Marina.
El viatge nord-americà de 1884 també va tenir impacte en la música civil del Sud dels Estats Units, molts membres de la banda es van allotjar a Nova Orleans i es van ajuntar amb bandes civils. Lorenzo Tio Sr., el pare de Lorenzo Tio Jr., en va ser un exemple notable.
Les bandes i els timbalers i els clarins porten l’uniforme complet o de vestimenta de combat de la seva branca/unitat de servei o institució educativa assignada, amb distintius com insígnies i pegats de la unitat.

### Paraguai
Les bandes militars estan en servei a les Forces Armades del Paraguai i la Policia Nacional del Paraguai, seguint els patrons de bandes imperials alemanyes i franceses. La banda més antiga és la banda del Regiment de la Guàrdia Presidencial, que serveix al president del Paraguai com a comandant suprem en cap de les forces armades, que es troba sota el control operatiu de l'Exèrcit de Paraguai.

### Perú

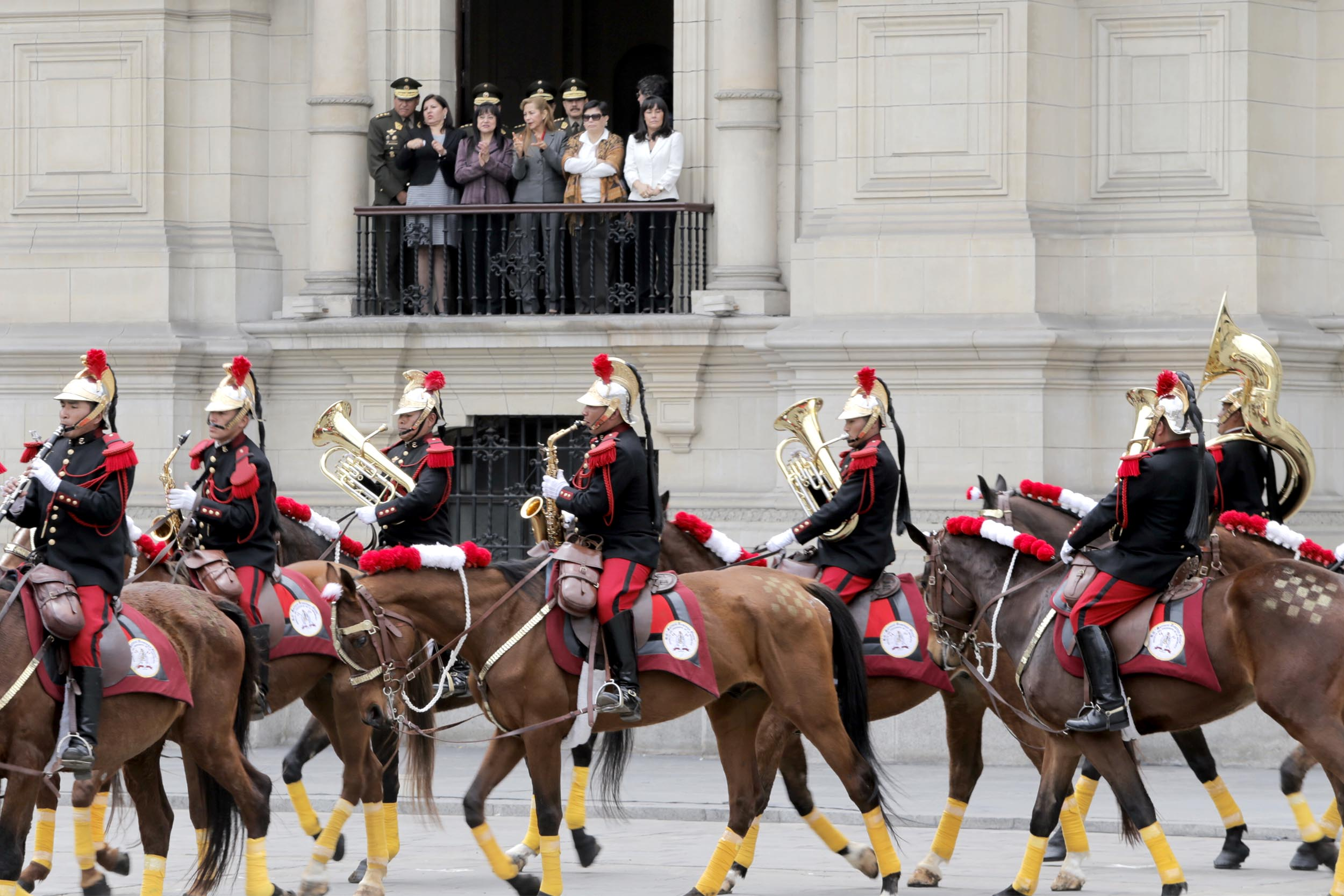
La banda del Regiment Presidencial de Dracs de la Guàrdia Vital és l'única banda activa muntada a les Forces Armades del Perú.

Alguns exemples de bandes peruanes són la Companyia de Bandes de Fanfàrria Muntada del Regiment de Dracs de la Guàrdia Salvavides Presidencial "Mariscal Domingo Nieto", la Banda de l'Escola Militar Chorrillos de l'Exèrcit del Perú, la Banda de la Regió Aèria de Lima de la Força Aèria del Perú, la Força Aèria del Perú Central Band, i la Banda Cadet Casma de l'Escola Naval del Perú. Aquestes bandes segueixen la pràctica espanyola i francesa, tot i que els tambors al davant segueixen el model francès, seguit d’alguna secció ocasional de cornetes (més sovint durant els anys vuitanta i a principis dels noranta). La banda del Regiment de Dragons de la Guàrdia de la Vida Presidencial és també l'única banda muntada en servei actiu dins de les Forces Armades del Perú.
La Banda de Guàrdies Republicanes del Perú, durant set dècades, va proporcionar música durant cerimònies estatals, funerals estatals i altres esdeveniments. La unitat es va dissoldre el 1991 quan es va fusionar amb les bandes dels altres serveis predecessors de la Policia Nacional. La Banda Muntada del Regiment de Dracs de la Guàrdia Vida Presidencial, l’altra banda presidencial oficial, es va establir el 1905 juntament amb la formació del regiment, es va dissoldre el 1987 i va romandre inactiva fins al 2012, quan va ser reactivada per Ollanta Humala, el president de Perú.
A més de les bandes militars de les Forces Armades del Perdú, la banda de tipus militar de la Policia Nacional del Perú continua amb l'herència de la Banda de la Guàrdia Republicana juntament amb les bandes de la Guàrdia Civil i la Policia d'Investigacions. Assignat a Lima, ha continuat amb la designació de la banda oficial de protocols.

### Trinitat i Tobago

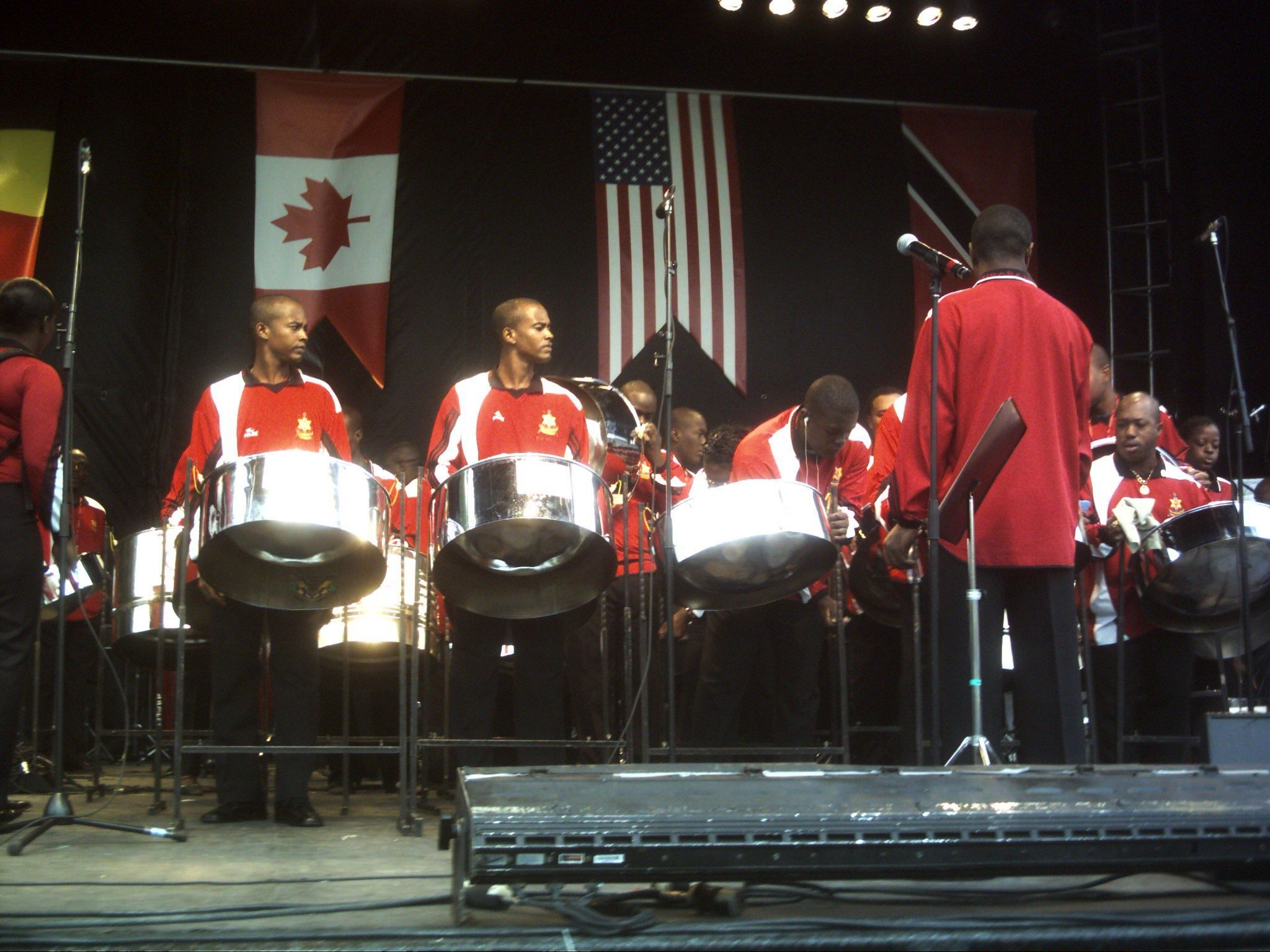
Els steelpans són un tipus d’instrument utilitzat per l’ Orquestra d’Steelpans de la Força de Defensa de Trinitat i Tobago.

Les bandes militars de Trinitat són úniques perquè segueixen les tradicions franceses i britàniques de les bandes militars, però no utilitzen instruments convencionals, sinó els steelpans i instruments propis de Trinitat. Fins al dia d’avui, l'Orquestra d’Steelpan de la Força de Defensa de Trinitat i Tobago (TTDFSO) és l’única banda militar de metall d’aquest tipus al món. El Regiment de Trinitat i Tobago del TTDF proporciona la majoria dels músics assignats a l'orquestra.

### Estats Units
Les tradicions de la banda militar nord-americana comencen a l’època britànica. A partir de la Guerra de la Revolució nord-americana, les bandes militars -i els músics de camp que tocaven la percussió, els pifres i les cornetes- van marxar de la mateixa manera que els seus homòlegs francesos. Des que la Revolució Americana va acabar el 1781, les bandes militars nord-americanes marxaven al ritme ràpid de les bandes militars franceses, en comparació amb el ritme lent de les bandes britàniques. La disposició instrumental, encara que inspirat en els britànics, també és una barreja d'altres influències, incloses la francesa i alemanya.
Durant la Guerra Civil dels Estats Units, gran part de l'Exèrcit de la Unió tenia els dos tipus de grups dins de la unitat. Tanmateix, a causa dels canvis en les tàctiques militars al final de la Primera Guerra Mundial, la qüestió musical de camp s'havia eliminat majoritàriament en favor de les bandes d'instruments de metall, que són la base cultural actual de la cultura i la tradició de les bandes de música civils. Aquestes tocaven en escenaris per a entreteniment, a més de continuar practicant exercicis marcials. Als Estats Units, aquestes bandes van augmentar en instrumentació per incloure els fustes, cosa que va conduir a les tradicions més modernes i les bandes de música de secundària i de la universitat, o les bandes de concerts.
Una formació musical militar únicament nord-americana és el Cos de Pifres i Tambors, que juntament amb l'Old Guard Fife and Drum Corps, són les úniques bandes que queden a l'exèrcit dels Estats Units. Les bandes militars de cornetes són les precursores dels cossos de cornetes civils actuals i l'única que està en servei avui en dia és la United States Marine Drum and Bugle Corps "The Commandant's Own".

### Uruguai
La banda militar més gran del món és la "Fightin' Texas Aggie Band" de la Universitat Texas A&M. Està completament composta per cadets de la ROTC del cos de cadets de la universitat i subdividit en dues bandes: la banda d'infanteria i l'artilleria del cos. Els altres quatre col·legis militars estatals i quatre col·legis militars menors tenen bandes pròpies. El format utilitzat per la British Royal Marines és la formació utilitzada per l'Acadèmia Militar i la Banda Regimental de la Universitat de Valley Forge a Wayne, Pennsilvània, dirigida i integrada per personal retirat de la RMBS, i per la Banda Regimental de l'Acadèmia de la Marina Mercant dels Estats Units. Una altra acadèmia militar nord-americana, la Missouri Military Academy, té la seva banda modelada de la mateixa manera que els Royal Marines.
La banda muntada del 1r regiment de cavalleria "Blandengues de José Gervasio Artigas" de l'exèrcit uruguaià és una banda muntada que segueix la pràctica argentina, porta els uniformes de vestir complet del segle xix del regiment, però a diferència del seu homòleg argentí, també utilitza instruments de vent-fusta. Un altre exemple és el de la 1a Banda de Brigada d'Infanteria de l'Exèrcit, la banda oficial d'honor de l'Assemblea General de l'Uruguai, que porta uniformes esportius durant la guerra Argentina-Brasil i els conflictes posteriors. Les bandes també estan muntades per l'Escola Militar Uruguaiana de l'Exèrcit i l'Escola Superior Militar General Artigas, on han restablert recentment l'ús de la corneta per a la seva secció de camp, l'única banda que ho ha fet. La Banda de la Força Aèria, que depèn de l'Acadèmia de la Força Aèria, és l'única que utilitza els redoblants carregats a l'espatlla i varis tambors tenors. Les bandes militars uruguaianes compten amb percussions de camp i, ocasionalment, clarins i pifres que acompanyen la banda principal. La Marina Nacional de l'Uruguai manté a efectes cerimonials la Banda de l'Acadèmia Naval Uruguaiana, que també funciona com a banda oficial del servei.
El "Dia dels Músics Militars" es marca a les Forces Armades i se celebra el 30 de novembre, amb la celebració anual del Festival Internacional de Bandes Militars coincidint en aquesta data.

## Bandes militars a Àsia

### Armènia
La Divisió de Bandes Militars de l'Estat Major de les Forces Armades d’Armènia supervisa totes les bandes militars d'Armènia. La Banda de l'Estat Major General de les Forces Armades d'Armènia és la banda militar més antiga de tots els militars, realitza totes les funcions estatals i desfilades militars nacionals. Segueixen el precedent de les bandes militars de Rússia i Europa, havent estat formade a partir de l'antiga banda de la guarnició de l'exèrcit soviètic d'Erevan. La banda combinada actua com a contingent convidat en la desfilada militar de l'Exèrcit de Defensa d'Artsakh a Stepanakert. La Banda Policial d'Armènia anteriorment va ser la banda de les tropes internes del país. Com l'exèrcit armeni i la policia d'Armènia, el Servei de Rescat del Ministeri de Situacions d'Emergència té una banda de música militar de 48 membres coneguda com Poghatin Nvagaxumb, fundada el 2010 per ordre del ministre Armen Yeritsyan. La Guàrdia Fronterera Armènia també manté la seva pròpia banda de música.

### Brunei
La Banda de les Forces Armades Reials de Brunei (Pancaragam Angkatan Bersenjata Diraja Brunei) és la banda oficial de les Forces Armades Reials de Brunei. Creada el 1962, va ser dirigida inicialment per músics de formacions de l'exèrcit britànic i graduats a la prestigiosa Royal Military School of Music. Inscrit al principi com a banda regimental del llavors recentment creat Royal Brunei Malay Regiment, es va convertir en la banda de les Forces Armades el 1984, quan el país va assolir la independència. El primer director de música nascut a Brunei, el major Haji Manaf bin Kamis, va ser nomenat per a aquest paper aquell any i va estar al capdavant durant la primera desfilada del Dia de la Independència del país, el 23 de febrer d’aquest mateix any. La seva participació internacional al llarg dels anys ha estat en tatuatges militars com l'Edimburgh Military Tattoo, el Brunei Darussalam International Tattoo i el Berlin Military Music Festival. La banda RBAF va participar per primera vegada a les celebracions de Hari Merdeka i al tatuatge internacional de Kuala Lumpur a Malàisia, el 2007, i des de llavors s'ha convertit en una de les bandes convidades més populars de les celebracions de Malàisia. Des de llavors, la banda RBAF ha estat la banda oficial de protocol i estat de la nació, tocant durant les visites estatals, l’obertura cerimonial de les sessions del Consell Legislatiu, en desfilades, funerals estatals i festius nacionals clau. A partir de 2003, el major Awg Jaya bin Metussin és el director de música de la banda RBAF. Des que es va iniciar, la banda va seguir el format de les bandes de l'exèrcit britànic amb la línia de percussió a la part davantera de la banda, ja que es va formar amb l'assistència dels seus músics i directors experimentats de bandes de l'exèrcit britànic, així com de la Força de Policia Reial de Brunei (establerta el 1958) i de la Policia Reial de Malàisia a l'estat veí de Sarawak.

### República Popular de la Xina

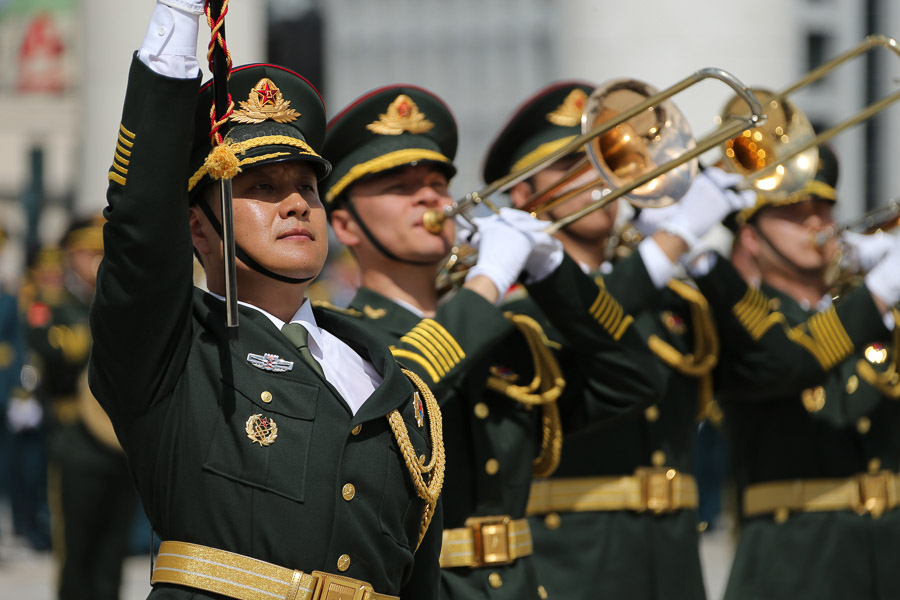
La Banda Militar Central de l'Exèrcit Popular d'Alliberament és la banda militar de la República Popular de la Xina.

Les bandes de música militar de la Xina provenen de les formacions de metall i percussió aixecades durant l'era imperial i les primeres bandes militars d'estil occidental formades durant les darreres dècades de la dinastia Qing, quan la nació va començar a modernitzar les seves forces armades. Durant la Rebel·lió dels bòxers, el general xinès xenòfob Dong Fuxiang, que comandava el musulmà Kansu Braves, es va negar a permetre a les seves tropes tocar instruments musicals occidentals, fent que toquessin instruments tradicionals xinesos com el Sheng Jia.
Tot i que s'inspiren en la música militar soviètica al llarg de la seva història, les bandes de la República Popular de la Xina, tant de l’ Exèrcit Popular d’Alliberament (PLA) com de la Policia Armada Popular, toquen marxes militars autòctones i compostes localment, durant cerimònies oficials i altres esdeveniments. Les bandes militars de la República Popular de la Xina toquen una barreja de marxes i peces musicals estrangeres i autòctones. La seva formació avui reflecteix la de les bandes de Rússia, fins al 2009 la formació va suposar un retrocés per a les que s'utilitzaven allà a les desfilades dels anys trenta i quaranta.
La Banda Militar Central de l'Exèrcit d'Alliberament Popular és la banda militar principal del país, amb la banda que està sota el comandament i la supervisió del Departament de Treball Polític, que és una direcció de la Comissió Militar Central.
La Banda Nacional de Marxa PLA és una unitat diferent adscrita a la banda central PLA, que consta de 61 percussionistes de camp, trompetistes de fanfares estatals i clarins que tenen un estil de marxa similar al Marine Drum and Bugle Corps dels Estats Units, i s'assembla una mica a les bandes universitàries dels Estats Units. Al PLA hi ha altres bandes d'unitats conegudes com a "bandes aficionades", amb les que inclouen la Banda Militar Femenina de la Universitat Nacional de Defensa PLA, la 14a Banda de l'Exèrcit del la Banda del Cos Aerotransportat i la Banda de 6a Divisió Blindada.

### Hong Kong
La banda de l'Exèrcit Popular d'Alliberament de la Guarnició de Hong Kong té un model similar a les altres bandes de guarnició del PLA. Juntament amb la guarnició PLA de Hong Kong, la banda policial de la policia de Hong Kong proporciona funcions similars a les de la banda militar. Aquestes bandes solen tocar una barreja de marxes xineses i internacionals.
A més de la banda de la guarnició PLA de Hong Kong, les bandes d’estil militar a Hong Kong solen modelar-se segons les bandes militars britàniques i de la Commonwealth. Com a resultat, diverses bandes d’estil militar a Hong Kong també faran ús de bandes de cornamuses, una característica habitual de les bandes militars de la Commonwealth. La banda del Cos de Cadets del Mar de Hong Kong està modelada segons el patró de la Royal Navy. Antigament, la Banda del Regiment Reial de Hong Kong es feia servir com a banda oficial de protocol.

### Macau
La Policia de Seguretat Pública de Macau manté una banda d'estil militar que reflecteix les tradicions militars portugueses de la regió. Aquesta banda es coneix com la Banda de Música da Polícia de Segurança Pública de Macau, o la banda de la PSP. La banda Macao Garrison també està disponible a la regió.

### República de la Xina (Taiwan)

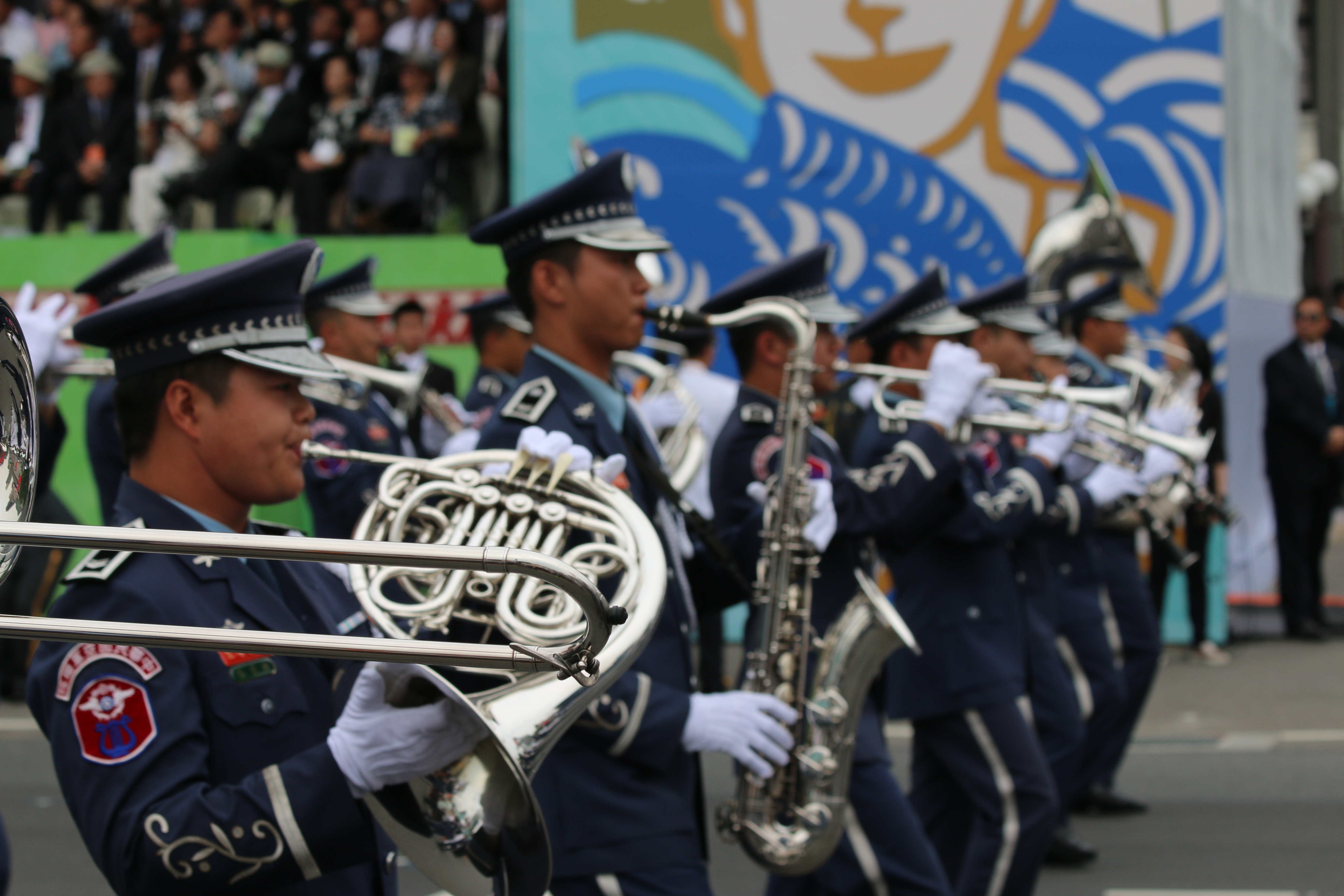
Una de les bandes de les Forces Armades de la República de la Xina.

Les bandes militars de la República de la Xina es remunten a la revolució de 1911. Les unitats de bandes militars existents són les següents:
- ROC Ministry of National Defense Symphony Orchestra (國防部示範樂隊)
- ROC Army Band (中華民國陸軍樂隊)[73]
- ROC Navy Band (中華民國海軍樂隊)
- ROC Marine Corps Band (中華民國海軍陸戰隊軍樂隊)
- ROC Air Force Band (中華民國空軍樂隊)
- ROC Military Police Band (中華民國憲兵軍樂隊)
- ROC Navy Academy Marching Band (海軍軍官學校軍樂隊)
- ROC Military Academy Marching Band (陸軍軍官校軍樂隊)
- ROC Air Force Academy Marching Band (空軍軍官學校軍樂隊)
- ROC Army Academy Military Band (陸軍專科學校軍樂隊)

Totes aquestes bandes s'inspiren en les tradicions de les bandes militars nord-americanes i alemanyes, i la seva formació reflecteix les utilitzades per les bandes militars dels Estats Units. Taiwan també té una gran tradició de tambors militars i de cornetes, amb uns quants cossos de tambors i cornetes militars en servei actiu, amb les seves formacions no gaire similars als cossos americans. També es poden trobar bandes de marxa al cos a l'Escola Preparatòria de les Forces Armades i l'Acadèmia de l'Exèrcit de la República de la Xina.

### Índia
Les bandes militars índies es basen en el patró britànic i han evolucionat fins a ser úniques per si mateixes. Les bandes marcials han existit a la cultura índia des de l'era de l'Imperi Maratha. Només al segle xviii les bandes militars organitzades van ser importades a l'Índia per l'exèrcit britànic. Les bandes militars es mantenen als centres regimentals de l'exèrcit indi, els vaixells de l'Armada Índia i les estacions de les Forces Aèries. L'Índia compta amb un gran nombre de bandes militars, en l'actualitat amb més de 50 bandes militars de metall i més de 400 bandes de cornamuses. La Military Music Wing de l'Army Education Corps és la principal institució musical educativa de l'exèrcit indi. Els militars indis també tenen bandes de cornamuses que serveixen com a unitats independents i es troben a tots els regiments d'infanteria. Una banda militar regular està formada per un director i 33 músics, mentre que una banda de cornamuses consisteix en un tambor major, un cornamusa major i un mínim de 17 percussionistes i cornamusaires per cada formació de batalló, sobretot de l'infanteria.

### Indonèsia

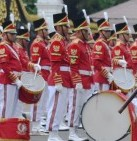
El destacament musical de la Força de Seguretat Presidencial és responsable de tocar l’himne nacional durant una visita d’estat.

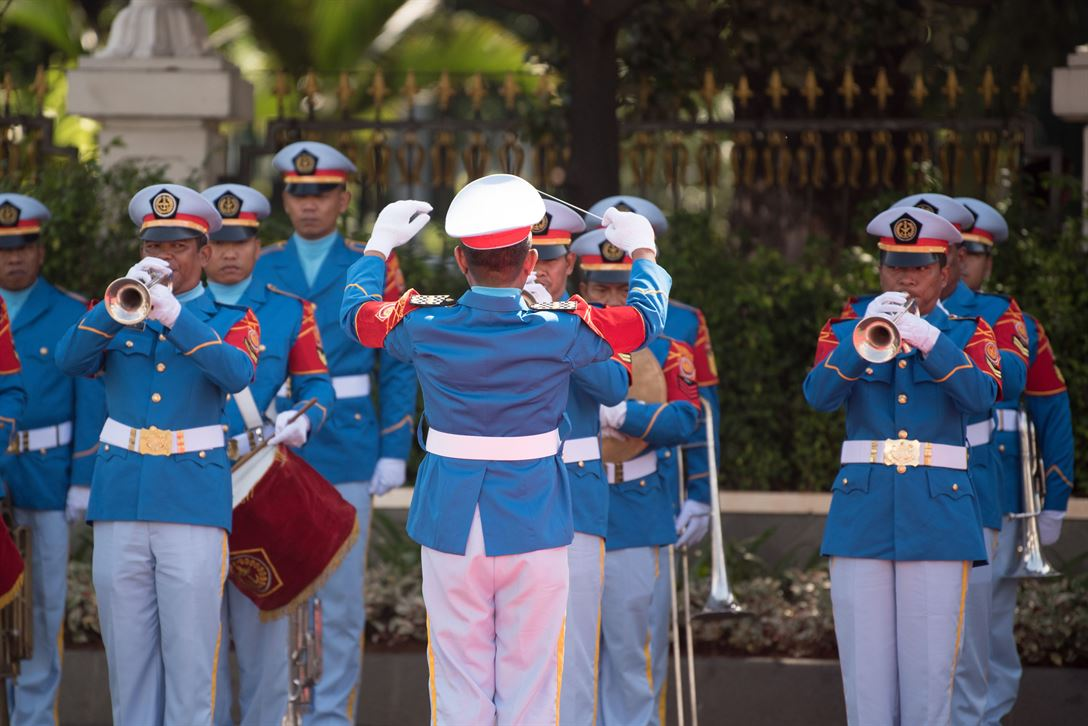
La banda militar de les Forces Armades Nacionals d'Indonèsia durant una cerimònia.

La tradició moderna de la banda militar indonèsia inclou influències japoneses, holandeses, britàniques i dels Estats Units, amb formes anteriors d'origen portuguès i xinès. Conegudes localment com a Bandes Cerimonials (Korps Musik Upacara/Satuan Musik Upacara/Detasmen Musik Upacara), formen part de les Forces Armades Nacionals d'Indonèsia. La banda més antiga d’aquestes és la Paspampres Presidential Band, que forma part de les Forces de Seguretat Presidencials de la República d’Indonèsia. Aquestes bandes estan dirigides per directors i mestres de banda i són l'element central. Indonèsia també manté una tradició de "cos de tambors", aquests conjunts estan dirigits per solistes de tambor. Aquests existeixen com a bandes completes o bandes de guàrdia (anomenades genderang sangkakala) que proporcionen els honors d'arribada o de sortida per a oficials governamentals i militars distingits. Aquestes unitats cerimonials, tant les bandes com la música de camp, també formen part del llegat colonial holandès, ja que tant l'Exèrcit reial de les Índies Orientals dels Països Baixos com la Marina Reial dels Països Baixos incloïen formacions similars abans de la independència, ambdues sobre la base de la cultura de bandes civils del Tanjidor existent. Jakarta, desenvolupada com a resultat de les tradicions de les bandes holandeses que van arribar als segles xviii i xix.
La Policia Nacional d'Indonèsia té bandes cerimonials similars.
A continuació es mostra una llista de bandes militars actives a Indonèsia:
- Paspampres Presidential Band
- Banda cerimonial de la seu de les Forces Armades Nacionals d'Indonèsia (Korps Musik Upacara Mabes TNI)
- Banda d'Estat Major de l'Exèrcit d'Indonèsia
- Banda de Personal de la Seu de la Marina d'Indonèsia
- Banda de l'Estat Major de la Força Aèria d'Indonèsia
- Banda cerimonial de la Policia Nacional d'Indonèsia
- Cos de Tambors "Canka Lokananta" i Banda Regimental de l'Acadèmia Militar d'Indonèsia
- Banda Regimental de l'Acadèmia Naval d'Indonèsia
- Acadèmia Naval Gita Jala Taruna Cos de tambors i cornetes
- Banda regimental de l'Acadèmia de la Força Aèria d'Indonèsia
- Acadèmia de la Força Aèria Gita Dirgantara Cos de tambors i cornetes
- Acadèmia de Policia d'Indonèsia "Pelopor Cendrawasih" Cos de tambors i cornetes
- Banda del quarter general, comandament militar regional de la capital de Jakarta
- Cos de tambors i cornetes (entrenament) del regiment d’entrenament regional de Jakarta
- Banda de l'escola de candidats a oficials de l'exèrcit
- Cos de tambors "Canka Panorama" de l'Escola Candidat d'oficials de l'exèrcit
- Banda del Comandament General de l'Exèrcit, Entrenament i Comandament de Doctrina
- Banda de l'Escola de Formació del Cos d'Ajutant General de l'Exèrcit
- Cos de tambors i cornetes (entrenament) de l'escola de formació del cos d’ajudant general de l'exèrcit
- Banda del quarter general, comandament militar regional Iskandar Muda
- Banda del Quarter General, 2n Comandament Militar Regional Regional
- Banda del Quarter General, 3r Comandament Militar Regional de Siliwangi
- Banda del Quarter General, 9è Comandament Militar Regional d’Udayana
- Cos de tambors i cornetes del 14è Comandament Militar Regional
- Cos de Tambors de la 1a Comandància Militar Regional
- Banda indonesia del cos de marines Jakarta
- Banda indonesia del Cos de Marines de Surabaya
- Banda del Primer Comandament Operatiu de la Força Aèria Oest

### Iran
Totes les bandes militars iranianes segueixen el format britànic, francès i àrab per a aquestes unitats, amb la percussió a les primeres files seguint el que fan la infanteria britànica i el Royal Marines (amb cornetes seguint precedents russos). El primer concepte de banda militar a l'Iran va ser a mitjans i finals del 1800 després de les gires europees del rei Nàssir-ad-Din Xah Qajar de Pèrsia. Després de la seva primera gira a la dècada de 1860, va ordenar la creació d’una escola de música militar i d’una banda de l'exèrcit imperial. Va emprar específicament músics francesos en l'occidentalització de les bandes militars del país.
Les Forces Armades de l'Iran mantenen bandes militars a l'Exèrcit dels guàrdies de la Revolució Islàmica i a l'Exèrcit de la República Islàmica de l'Iran. Aquest últim manté bandes militars a través de les seves branques, incloses les Forces Terrestres, les Forces Aèries i la Marina.
Abans de 1979, les Bandes de la Guàrdia Immortal Imperial proporcionaven acompanyament musical per a esdeveniments oficials de l'estat. Totes aquestes bandes proporcionen honors al President de l'Iran i durant esdeveniments com ara visites estatals i festes nacionals en un format de tres serveis a la capital de Teheran. Les bandes també són proporcionades per unitats militars territorials de les províncies i les principals ciutats del país.

### Iraq
El 30 d'agost de 1922 es van crear bandes de música de l'exèrcit iraquià. L’Escola de Música Militar és la principal institució educativa per a músics de bandes militars. Moltes bandes militars iraquianes han tingut molta demanda des de la guerra de l'Iraq i la guerra contra el terrorisme

### Israel

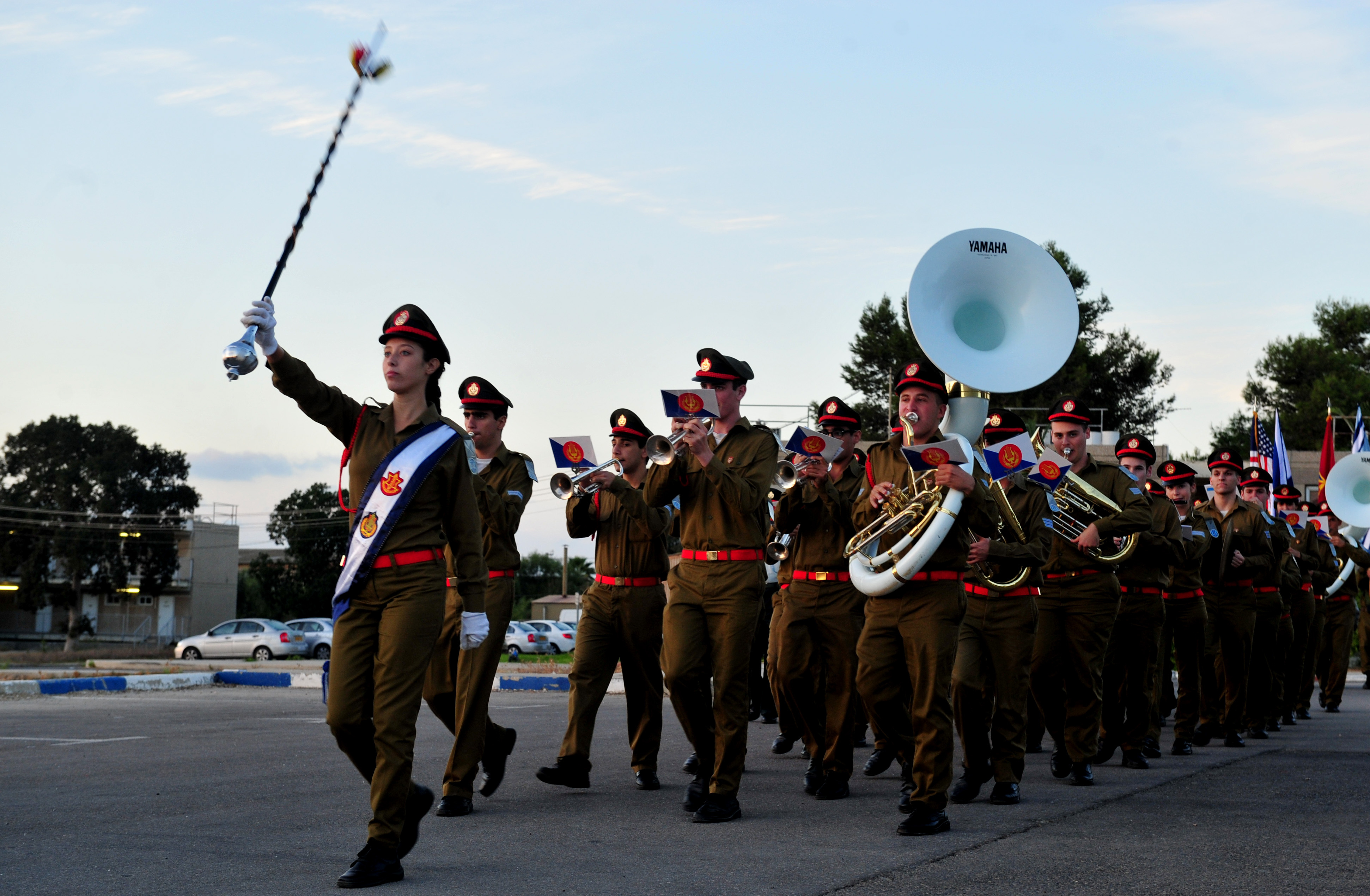
L'Orquestra de les Forces de Defensa d'Israel és el principal conjunt musical de les Forces de Defensa d'Israel.

Fins i tot abans de l'establiment de l'Estat d'Israel el 1948, les bandes militars han estat actives i destacades a la regió durant moltes dècades. Pel que fa a bandes dins de les actuals fronteres d'Israel, les úniques conegudes eren petits grups de soldats organitzats durant els primers 20 anys del país. Aquestes bandes estaven formades per soldats que servien en batallons desplegats en parts remotes del país. Les bandes militars israelianes van arribar a la que es considera la seva època daurada durant finals dels anys 60 i mitjans dels 70. En aquell moment, molts actors i músics famosos i benestants amb seu a Israel van rebre la seva educació musical no d’una escola de música, sinó de bandes militars de l'exèrcit que, com a norma general, es van inspirar al principi en les tradicions musicals de la Forces Armades Britàniques.
Avui en dia, l'Orquestra de les Forces de Defensa d’Israel, que té similituds amb les bandes militars nord-americanes i britàniques, a més d’una barreja de la tradició russa amb els seus trompetistes situats al davant de la banda, és el conjunt insígnia de les FDI i responsable de l’acompanyament musical en directe de tots els esdeveniments nacionals que tenen lloc a la capital de Tel-Aviv i Jerusalem. A més, les bandes també es troben al Cos d’Educació i Joventut de la Direcció del Directori de Personal de les FDI. El programa de músics destacats de les FDI és la forma més comuna en què els joves soldats continuen desenvolupant i avançant en les seves habilitats musicals durant el servei militar a les Forces.

### Japó

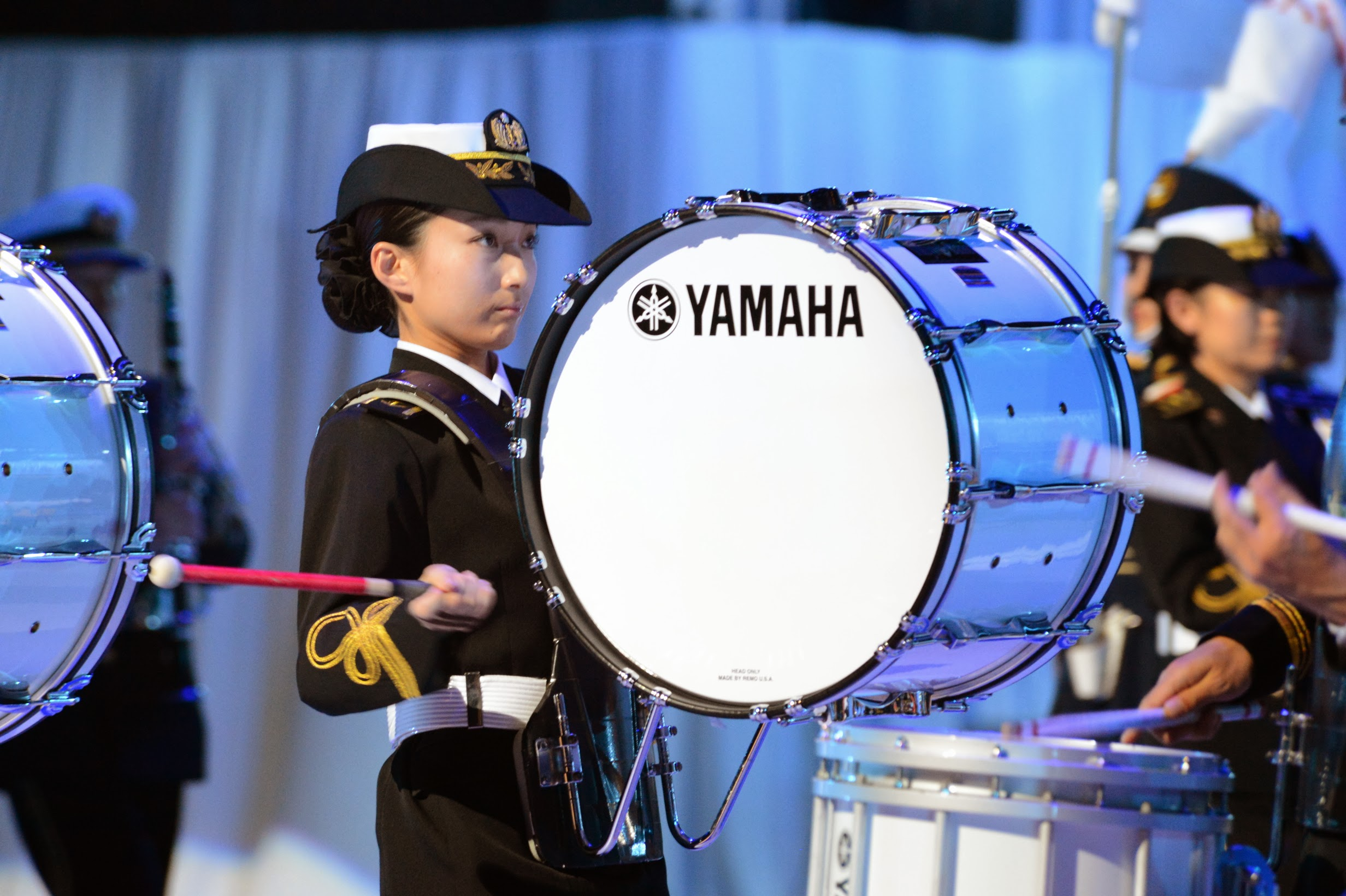
Membre de la banda de la Força Marítima d'Autodefensa del Japó durant el JSDF Marching Festival el 2013.

La tradició de la banda militar occidental va arribar al Japó durant la Restauració Meiji, que va veure com les forces armades es van reformar segons els estàndards dels serveis armats occidentals. Avui en dia, les Forces d’Autodefensa del Japó compten amb un nombre moderat de bandes militars dins de totes les seves branques de serveis (Forces d’Autodefensa Terrestre, Marítima i Aèria) que tenen un llarg llegat de la música militar japonesa a partir de la dècada de 1880. El JSDF també segueix la pràctica imperial de tocar cornetes, a les que es dediquen les seccions militars de corneta presents en gairebé totes les unitats que utilitzen cornetes en Sol major, similars a les que feia servir l'exèrcit dels Estats Units en el passat.
Les bandes militars japoneses tenen diverses formacions, basades en les dels Estats Units i el Regne Unit, i estan dirigides per un tambor major, directors i mestres de banda, mentre que les desfilades de les seccions de cornetes són dirigides per un corneta major. A part de les funcions cerimonials, els músics militars no tenen funcions secundàries.
Les principals bandes militars de la JSDF inclouen la banda central de les Forces d'Autodefensa Terrestres del Japó, la banda de les Forces d’Autodefensa Marítima del Japó i la banda central de les Forces d’Autodefensa Aèria del Japó. A més de les bandes centralitzades de les tres branques de serveis, el JSDF també manté diverses bandes regimentals i divisionals, incloses la Banda de l'Exèrcit Oriental, la Banda Central de l'Exèrcit, la Banda de 1a Divisió i la Banda SDF de Tòquio.
Fins al 1945, la Guàrdia Imperial Japonesa va mantenir cavalleria muntada i va desmuntar bandes que realitzaven tasques musicals, al costat de la resta de bandes de l'Exèrcit Imperial Japonès i de la Marina Imperial Japonesa.

### Jordània
El Regne Haixemita de Jordània, com molts altres països àrabs i països de la Commonwealth, segueixen el precedent i el patró britànic de les bandes militars. Les Forces Armades de Jordània tenen diverses bandes militars diferents que abasten les seves tres branques de servei. Com altres bandes militars de l'Orient Mitjà, Jordània segueix la tradició d'incloure bandes de cornamuses a les seves unitats. Els militars organitzen el cos de bandes de l'exèrcit jordà, que és l’organisme organitzador de la música militar, de manera similar a les bandes de la Household Division. El 1952 es va construir una petita escola de música per començar a formar músics militars. La banda més antiga de les forces armades és la Banda de les Forces Armades de Jordània, que serveix particularment al clan Haiximita en la seva posició de dinastia de Jordània.
Les institucions i unitats de la banda militar jordana inclouen l'Escola de Música de les Forces Armades de Jordània, Banda de Cornamuses Príncep de Jordània i la banda musical Al Hussein.

### Kazakhstan

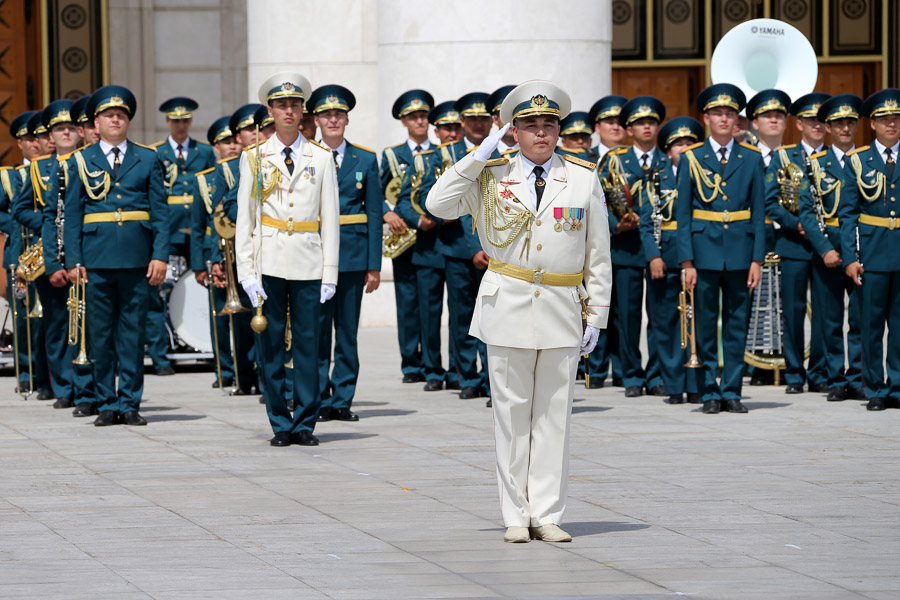
La Banda Militar Central del Ministeri de Defensa del Kazakhstan al SCO Military Tattoo 2016

Tot i que conserven una gran quantitat de música militar soviètica/russa que es va compondre a l'era soviètica, les bandes militars de les Forces Armades del Kazakhstan i/o el Ministeri d'Afers Interns realitzen marxes indígenes originàries del Kazakhstan i fetes per compositors kazakhs. El Servei de Bandes Militars és responsable de l’organització, el disseny i la instrucció de totes les bandes militars al seu comandament. La banda militar kazakh més notable és la Presidential Band of the State Secutiry Service of the Republic of Kazakhstan, que s'utilitza per a cerimònies estatals del Servei de Seguretat de l’Estat del Kazakhstan en presència del president del Kazakhstan en la seva posició de el comandant en cap de l'exèrcit nacional. Les bandes militars també es mantenen al Ministeri de Defensa i a la Guàrdia Nacional, així com als quatre comandaments regionals del país. Gran part dels directors d’aquestes bandes també treballen a les bandes de concerts estatals de la República del Kazakhstan.

### Corea del Nord
Les bandes de les Forces Armades de Corea del Nord i les Forces de Securetat Internes del Poble Coreà segueixen la instrumentació general de Daechwitas, les bandes militars tradicionals coreanes. També s'assemblen a les bandes militars russes i xineses, adoptant la tradició soviètica d’afegir trompetistes de fanfara cromàtica quan es formen bandes nombroses. De conformitat amb la política de Songun i la ideologia Juche dins de la KPA, com a unitats directament informants de la seva Oficina Política General, la majoria del seu repertori es basa en marxes compostes localment, a més de música clàssica i moderna adaptada per a la banda.
Les bandes nord-coreanes són conegudes a tot el món per les seves tècniques de marxa i les seves complexes maniobres de marxa, algunes de les quals només es troben en grans bandes universitàries com la Fightin' Texas Aggie Band, una tradició que va començar el 1997. Les bandes militars de la KPA i les bandes policials de la KPISF estan dirigides per un mestre o director de música, amb un tambor major que s'uneix a ell o ella per marcar el ritme de les bandes, si formen bandes massives, estan dirigides per un director sènior, 2-6 directors, 4-8 mestres i 5 a 6 majors de bateria (amb 2 tambors majors femenins inclosos).

### Corea del Sud

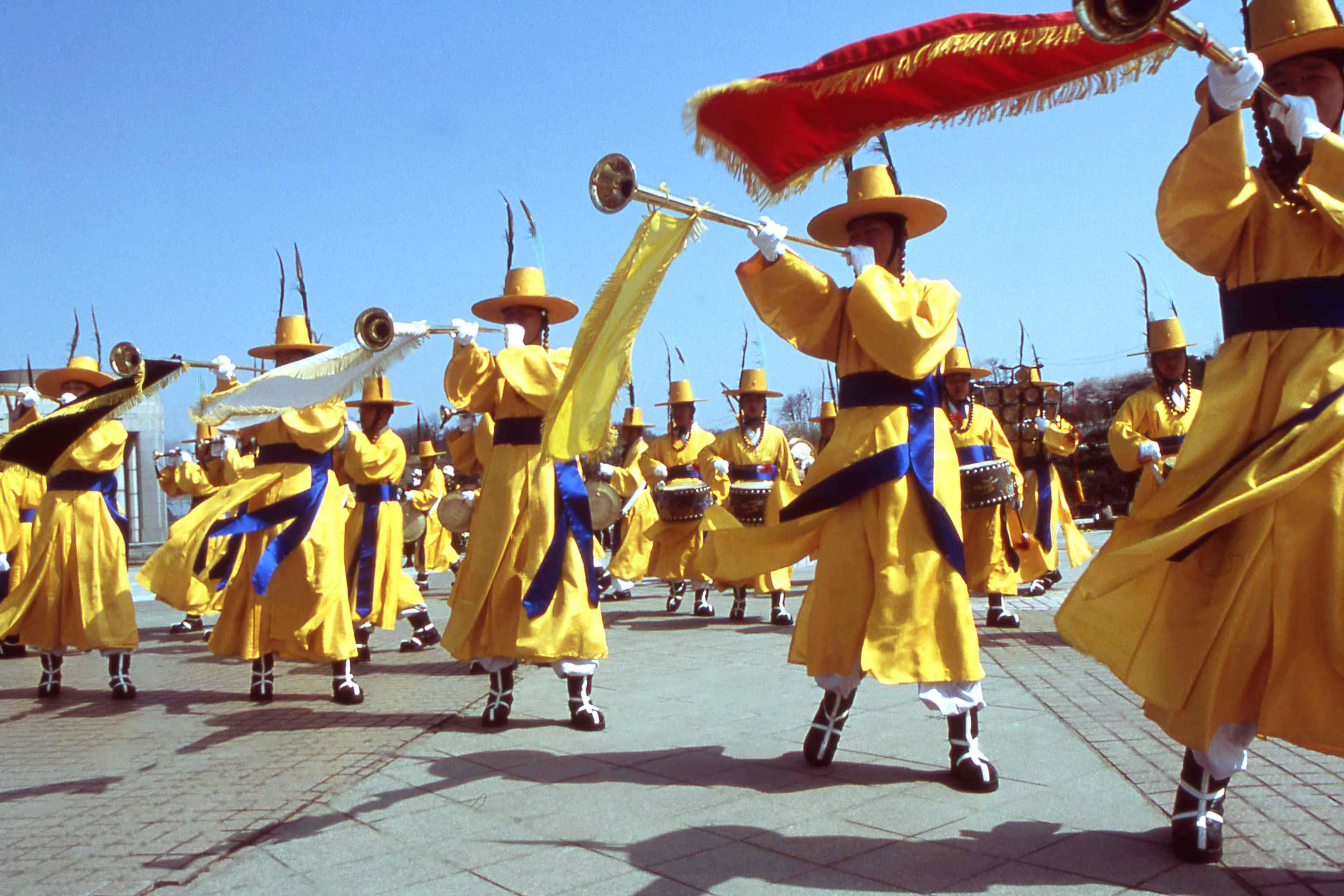
La banda tradicional daechwita de l'Exèrcit de la República de Corea.

Tot i que els esquemes de les formacions són segons les bandes militars nord-americanes i britàniques, les bandes de la República de Corea també s'inspiren en la daechwita dels antics regnes coreans. La seva formació reflecteix les de bandes militars nord-americanes i britàniques. L'Exèrcit de la República de Corea manté una banda tradicional que toca als estils daechwita de l'antiguitat, utilitzant instruments musicals tradicionals coreans.
Les Forces Armades de la República de Corea (Forces Armades de Corea del Sud) mantenen diverses bandes, incloent la Banda de la Força Aèria de la República de Corea, la Banda de l'Exèrcit de la República de Corea, la Banda de la Marina de la República de Corea i la Banda del Cos de Marins de la República de Corea. A més de les principals bandes de les oficines de serveis, la República de les Forces Armades de Corea també manté una Banda Daechwita Tradicional de les Forces Armades, així com bandes militars a les seves acadèmies militars, inclosa la Banda de l'Acadèmia Militar de Corea, la Banda de l'Acadèmia Naval de Corea i la Banda de l'Acadèmia de la Força Aèria de Corea.
Quan les bandes militars es van formar originalment a Corea del Sud, la música militar nord-americana era el principal tipus d’acompanyament musical utilitzat per les bandes ROK, ja que les bandes es van formar amb l’assistència dels Estats Units, amb influències posteriors de bandes de les altres forces armades que van ajudar el ROKAF durant la guerra de Corea (Canadà i Grècia per exemple). Més tard, a la dècada de 1970, la música marcial i tradicional coreana es va incorporar al repertori de les bandes, incloent adaptacions modernitzades de cançons populars per a actuacions durant els concerts.

### Laos
Les bandes militars de Laos sota el comandament de les Forces Armades Populars de Laos segueixen el format i la tradició militar de les bandes militars del Vietnam i Xina. L'Exèrcit Popular del Vietnam sovint proporciona lliçons de música a soldats musicals de bandes militars a Laos.

### Líban
L'única banda militar del Líban es coneix simplement com a Banda de l'Exèrcit, que dona suport al Comandament de l'Exèrcit i a les seves unitats. Segueix el precedent francès, així com un format àrab indígena per a bandes militars. És el descendent d'una banda anomenada "Banda dels Exèrcits del Llevant" que es va formar després de la Primera Guerra Mundial. Posteriorment va passar a anomenar-se "La Banda del Càrrec" i es va convertir en subunitat de la Guàrdia Republicana als anys 70, es coneix com la "Companyia de la Banda de l'Exèrcit". Actualment està establerta a la caserna Karantina de Beirut. Es basa més en el de la Guàrdia Republicana amb la banda principal i una secció de fanfàrria.

### Malàisia

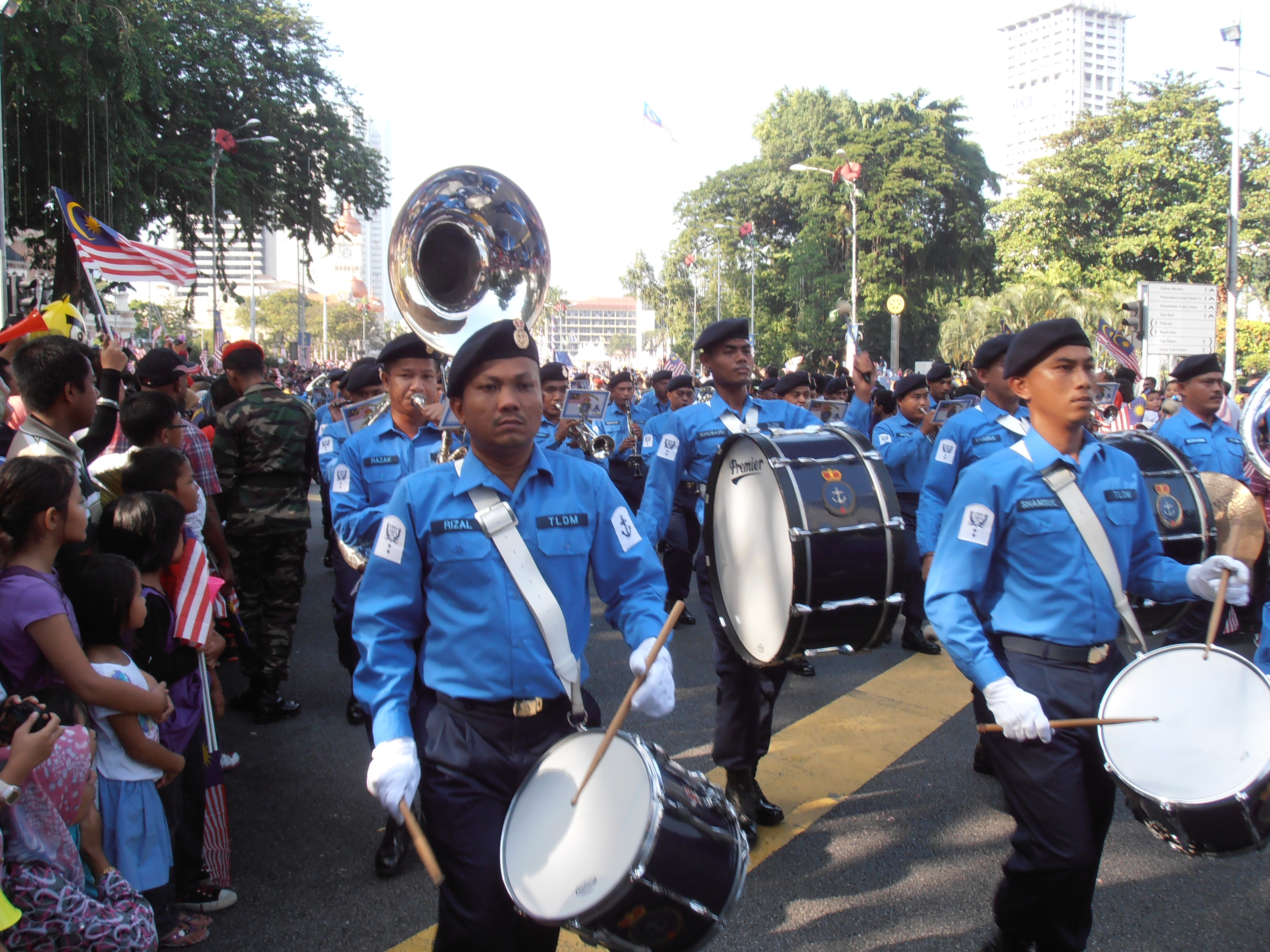
Les bandes de la Marina Reial de Malàisia durant la desfilada Hari Merdeka del 2012, a Kuala Lumpur.

Les bandes militars de Malàisia estan dirigides per la percussió (tambors inclinats o penjats, bombos, tambors tenors simples i dobles, plats i, de vegades, glockenspiels), i seguits dels vents de metall i de fusta (amb l’afegit de trompetes, melòfons, cornetes i sousàfons), seguint un format de formació similar al Royal Marines Bands Service i les antigues bandes de la Royal Navy, i inspirat en el seu llarg patrimoni cultural musical.
Les següents bandes militars tenen la seu a Kuala Lumpur i donen suport a les Forces Armades de Malàisia:
- Banda central del Royal Malay Regiment
- Banda Central de les Forces Armades de Malàisia
- Exèrcit de Malàisia Banda Central
- Banda central del Royal Ranger Regiment
- Royal Malaysian Air Force Banda Central
- Royal Navy de Malàisia Banda Central
- Banda de la Universitat de Defensa Nacional
- Banda central del Royal Armoured Corps

A la capital també hi ha les següents bandes d’estil paramilitar:
- Policia Reial de Malàisia Banda Central
- Banda Central del Departament de Presons
- Kuala Lumpur City Band
- Banda Central de l'Agència de Aplicació Marítima de Malàisia
- Banda Central del Cos de Voluntaris Populars
- Banda central del departament de bombers i rescat de Malàisia
- Banda Central de la Força de Defensa Civil de Malàisia
- Banda Central del Reial Departament de Duanes

La banda de les Forces Armades i les formacions policials estan establertes a tots els estats i territoris federals. En particular, els següents estats són servits per les bandes de les formacions de les Forces Armades, excepte per a Johor, que són servides tant per la Banda de la Força Militar Reial Johor com per la Banda de Brigades del 21è Grup de Forces Especials:
- Kelantan: Banda Central del Regiment d’Artilleria Reial
- Selangor: Banda del Centre Hidrogràfic Nacional RMN
- Perak: Banda del Regiment d'Enginyers Reials
- Pahang: banda de la Força Aèria Reial de Malàisia Pahang
- Sarawak: Banda del 10è batalló, Regiment de Guardes Reals
- Sabah: Banda del 11è Batalló del Regiment Malai Reial
- Kedah: Banda del 5è Batalló del Regiment Malai Reial i Banda del Royal Malaysian Air Force College
- Malacca: Banda de la 10a Brigada de Paracaigudistes
- Negeri Sembilan: Banda del Regiment de Senyals Reials i Banda d'entrenament de l'Escola de Música Militar de l'Exèrcit de Malàisia

### Mongòlia

Músics de la Unitat de Construcció 014 de Mongòlia, 2013.

Les bandes militars de les Forces Armades de Mongòlia i de l'Exèrcit Popular Mongol precedent van seguir el model rus i van utilitzar molts aspectes russos del segle xx. Abans de l'expansió de la dinastia Qing de la Xina a l'actual Mongòlia, la instrumentació tradicional de l'Imperi Mongol es va utilitzar en bandes durant centenars d'anys. Durant una visita del primer ministre de Mongòlia, Kanat de Mongòlia, a Sant Petersburg, Rússia, a finals de 1913 i principis de 1914, va ser-hi present una banda d'artilleria per actuar per a ell. Impressionat per la banda militar, va sol·licitar al govern rus que li donés instruments musicals de metall perquè pogués formar una banda local de prop d'una dotzena de músics. Això va donar pas a la que seria la primera banda militar moderna del país. Actualment, el país compta amb tres bandes militars: la Banda Militar de l’Estat Major General, el Col·legi de Música Militar de la Universitat de Defensa Nacional i el Conjunt Acadèmic de Cant i Dansa Militar de Mongòlia. Entre els músics militars mongols destacats s'inclouen el coronel Navaany Tserenpil (1914–1978, anomenat habitualment Rei de marxa mongol), Ganbat Yondondüichiriin (nascut el 1951) i Pürevjavyn Khayankhyarvaa (nascut el 1935). Com a part de l'expansió de l'exèrcit a finals dels anys seixanta, el ministre de Defensa va organitzar el Grup de Música de Defensa Civil, que des del 2009 es coneix com la Banda de l'Agència Nacional de Gestió d'Emergències.

### Myanmar
Les formacions de bandes del Tatmadaw segueixen l'antiga pauta britànica, especialment de les bandes del Royal Marines Band Service i les bandes de la Royal Navy. La Banda Militar Central de les Forces Armades de Myanmar esva formar el 30 de novembre de 1988 al municipi de Hmawbi de la Divisió de Yangon. Altres grups de serveis es van formar a l'octubre de 1991. El 23 d'abril de 1997, la cerimònia de la Guàrdia d'Honor, així com les bandes de música de l'Exèrcit, la Marina i la Força Aèria es van combinar per formar la Guàrdia d'Honor i la Tropa de Música Militar del Tatmadaw. El 4 de febrer de 2006, la Guàrdia d'Honor i la Tropa de Música Militar van ser transferits a la capital de Naypyidaw. Tots els comandaments militars regionals de l'exèrcit (RMC) mantenen bandes militars. La Banda de la Policia de Myanmar, de 240 membres, que és la banda de música més antiga del país (es va formar el 1945), també serveix com a banda militar ja que forma part de les Forces Armades.

### Oman
La Banda Militar de la Guàrdia Reial d'Oman és la banda de música oficial de la Guàrdia Reial d'Oman i la banda militar més antiga de les forces armades del soldà d'Oman. Està pensada específicament per proporcionar honors cerimonials al soldà d'Oman i a la casa d'Al Said en tots els entorns, incloses les cerimònies d'arribada al palau Al Alam. La banda treballa a la Royal Oman Symphony Orchestra, formacions de bandes de cornamuses i una escola de música. El RGO fa servir l’única banda muntada de cornamuses a camell coneguda com la Banda de Cavalleria Reial Muntada, els cavalls de la qual consisteixen en una barreja d’àrabs, clydesdales i shires.
El Reial Exèrcit d'Oman, la Royal Navy d'Oman i la Royal Air Force d'Oman també mantenen les seves pròpies bandes militars separades de metalls i cornamuses.
La Banda de la Força Aèria va ser concebuda a principis dels anys vuitanta quan el sultà Qabus Ibin Said Al Said va emetre directrius reials per a la formació de la banda de la Força Aèria del sultà d'Oman. El juny de 1990 es va canviar el nom de Royal Royal Oman Air Force Band (RAFO).
Totes aquestes bandes i bandes de cornamuses, així com les bandes muntades, segueixen el precedent britànic, amb seccions de cornetes cerimonials i conjunts de trompetes de fanfares.

### Pakistan
Les bandes militars del Pakistan deriven del format britànic i estan estretament associades al format seguit pels seus veïns a l'Índia. La Banda de les Forces Armades del Pakistan és la principal banda militar del país. Tots els músics de l'exèrcit estan formats per l'Escola de Música de l'Exèrcit, que es va iniciar a Abbottabad el 1956 i que ha estat vinculada amb el Baloch Regimental Center des del 1965. Té l'únic propòsit de formar oficials i soldats que serveixen tant en bandes militars com en bandes de cornamuses.
Les següents bandes pertanyen a les forces armades:
- Banda del Centre del Cos Blindat de l'Exèrcit Pakistanès (Nowshera)
- Banda del Centre del Regiment d'Artilleria de l'Armada del Pakistan (Cantó d'Attock)
- Banda del Centre del Cos de Defensa Aèria de l'exèrcit pakistanès (Cantó de Malir)
- Banda del Centre d'Entrenament del Cos d'Exèrcits de Senyals del Pakistan (Cantó de Kohat)
- Banda del Centre del Regiment de Punjab (Cantó de Mardan)
- Banda del Centre del Regiment Baloch (Abbottabad)
- Frontier Force Regiment Center Band (Abbottabad)
- Banda del Centre del Regiment Azad Kashmir (Camp Manser)
- Banda del Centre del Regiment Sind (Cantó de Hyderabad)
- Banda del Centre d'Infanteria Northern Light (Bunji)
- Banda del Centre del Cos de Servei de l'Exèrcit Pakistanès (Nowshera)
- Banda del Centre del Cos Mèdic de l'Exèrcit Pakistanès (Abbottabad)
- Banda del Centre d'Enginyeria Elèctrica i Mecànica del Cos d'Exèrcit Pakistanès (Cantó de Quetta)
- Banda del Centre del Cos d'Ordenança de l'Exèrcit Pakistanès (Cantó de Malir)
- Banda de l'Acadèmia Militar del Pakistan (Kakul, Abbottabad)

La Banda de Cornamuses del Regiment d'Azad Kashmir es considera la millor banda de l'exèrcit, ja que ha representat a PA internacionalment diverses vegades.
Les següents bandes formen part de la Marina de Pakistan: Naval HQ Band Islamabad, Navy Band Lahore. Els paramilitars Pakistan Rangers i el Frontier Corps també tenen bandes militars. Els Desert Rangers mantenen una banda muntada a camell que consta de cornamuses i metalls a la unitat.

### Filipines

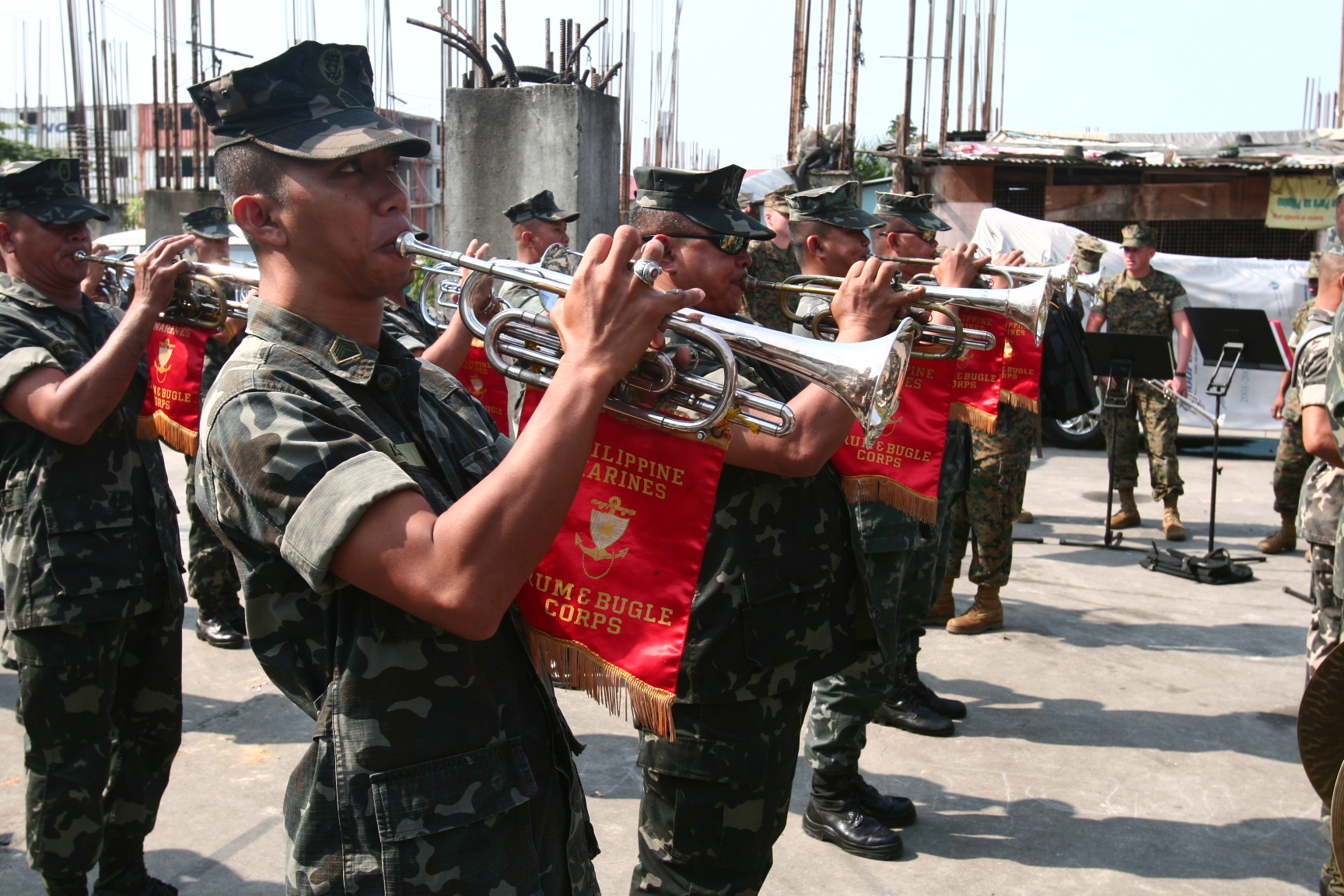
Cornetes de l'equip de bombers del Cos de Marines de les Filipines. És l'única banda de tambors i cornetes de les Forces Armades de les Filipines.

La tradició de les bandes militars a les Filipines es basa principalment en les tradicions de les bandes militars dels Estats Units i Espanya, ja que van ser les seves respectives forces armades les que van portar la marxa occidental i la tradició de les bandes militars a les illes.
La Banda de l'Exèrcit Filipí és la principal banda militar de i la banda de marxa més antiga de les Forces Armades de les Filipines (AFP). Es va fundar com la Banda de Constabulary de les Filipines a principis de la dècada de 1900, i finalment es va reorganitzar en l'Orquestra de l'Exèrcit de les Filipines i, després, en la Banda del Quarter General de l'Exèrcit de les Filipines. Actualment, la Banda de l'Exèrcit Filipí està composta per 74 músics que estan sota la direcció del capità Ronel A. Rabot. És una unitat de suport al servei de l'exèrcit, per tant, es troba sota el comandament administratiu del Comandament de Reserva de l'Exèrcit de les Filipines. L'equip de tambors i bugles del Cos de Marines de les Filipines (MDBT) és la unitat musical principal del Cos de Marines de les Filipines i l'únic Cos de tambors i bugles de tota l'AFP. S'inspira en el Marine Drum and Bugle Corps dels Estats Units i té la seu a la caserna marina Rudiardo Brown de Makati. El Grup de Seguretat Presidencial, la Marina de les Filipines i la Força Aèria de les Filipines també mantenen les seves pròpies bandes de marxa, així com la paramilitar guàrdia costanera filipina del Departament de Transports. A més, la Banda del Quarter General de les Forces Armades, amb seu a Quezon City, és la banda oficial de les Forces Armades i serveix de banda de protocol per al secretari de Defensa Nacional. La banda GHQ es va crear a la dècada de 1950 per proporcionar a les Forces Armades una banda pròpia separada del personal de totes les branques de les forces armades.
Com a regla general, els música de la banda porten el vestit de servei, de deure o l'uniforme de combat de la seva branca de servei. El personal enrolat de la Banda de l'Acadèmia Militar de les Filipines utilitza insígnies de rang allistades a l'estil americà. La Banda de l'Exèrcit de les Filipines, assignada al Batalló d'Escorta i Seguretat, porta els uniformes de la Primera República de la unitat amb barrets de palla, amb el tambor major i un casc, amb uniformes similars als que porta la Banda del PSG.

### Singapur

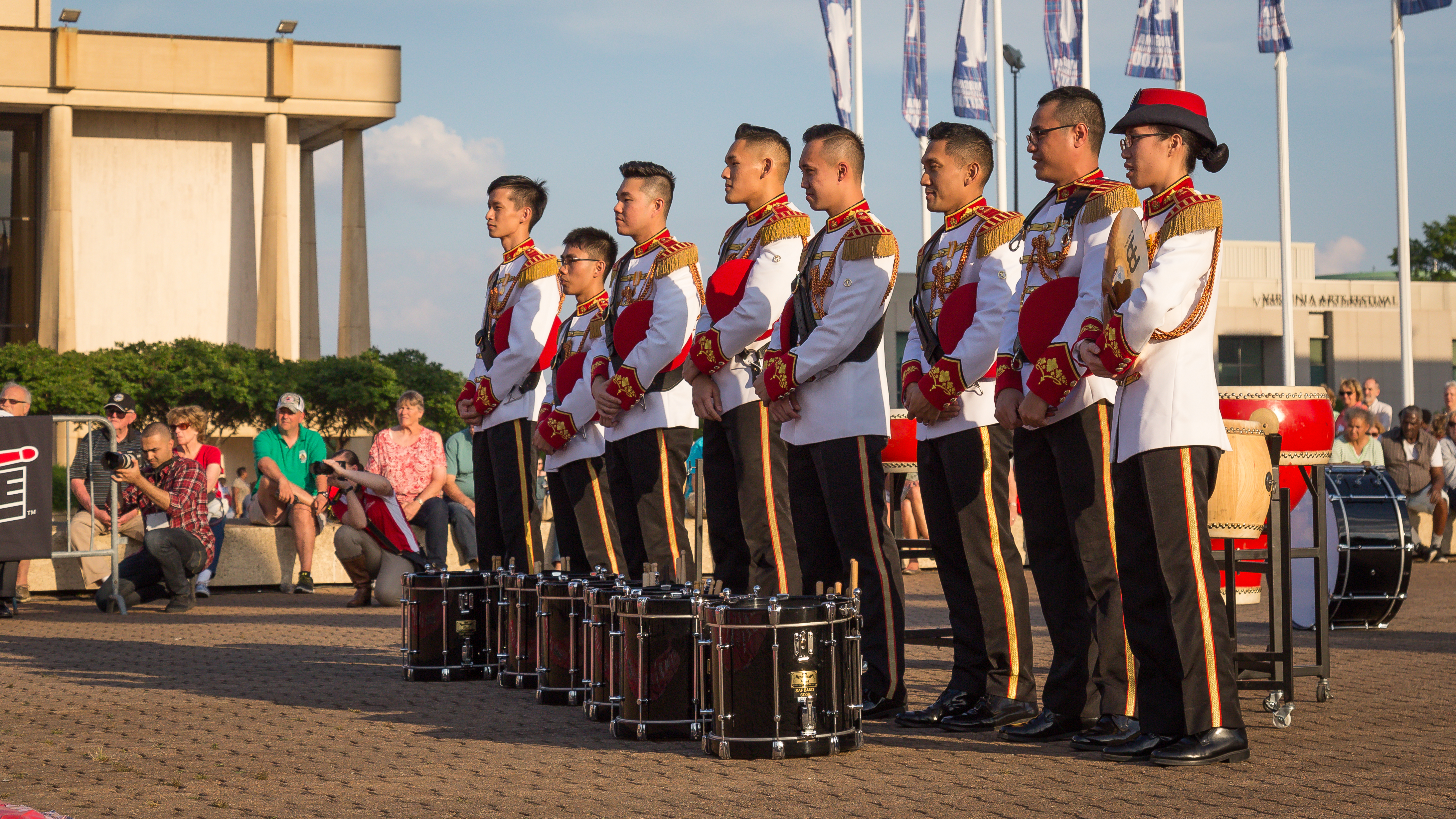
La secció de percussió de les Forces Armades de Singapur al Virginia International Tattoo el 2017.

Fins a la dècada de 1990, les formacions de bandes de les Forces Armades de Singapur i de la Policia de Singapur eren similars al Royal Marines Band Service i a les bandes militars de Malàisia. A principis del segle xxi, es va canviar a un format similar a les bandes militars de l'exèrcit britànic i de la Royal Air Force. La Banda de les Forces Armades de Singapur forma el braç musical de les Forces Armades de Singapur, que té un paper vital en desfilades i cerimònies com la Desfilada del Dia Nacional de Singapur. Abans de la unificació de 1994 de les bandes SAF en una sola unitat, els diferents braços de servei de la SAF presentaven les seves pròpies bandes, que conformarien les bandes combinades de serveis inter-serveis per al NDP del 1987 al 1997. Des del 1986, totes les tres bandes de la SAF, així com la banda de formació de bandes, estan formades per homes i dones que reflecteixen les diverses ètnies del país.
El servei de la banda remunta els seus orígens al començament de l’autogovern de Singapur. La Banda del Regiment d'Infanteria de Singapur (actual Banda Cerimonial i anteriorment la Banda Major de les Forces Militars de Singapur) va ser creada el 1958 al costat de la seva unitat llavors, i va ser breument refundada com a Banda A de l'Exèrcit de Singapur als anys vuitanta. El 1972, es va concloure la forma actual de tres bandes quan es van posar en funcionament el que ara són la Banda Central SAF i la Banda Cerimonial B, que es van traslladar a altres branques dels anys 70 i 80, convertint-se en la banda de la Marina de la República de Singapur el 1977 i Banda de la Força Aèria de la República de Singapur el 1982. La seva primera aparició junts al NDP va ser a l'edició de 1987 al Padang dirigida pel primer director sènior de música de la SAF, MAJ Erwin Dragon, amb una altra actuació conjunta el 1990. El 1988 va veure el renaixement del SAF Music Board i la formació del SAF Symphonic Wind Band.

### Tailàndia

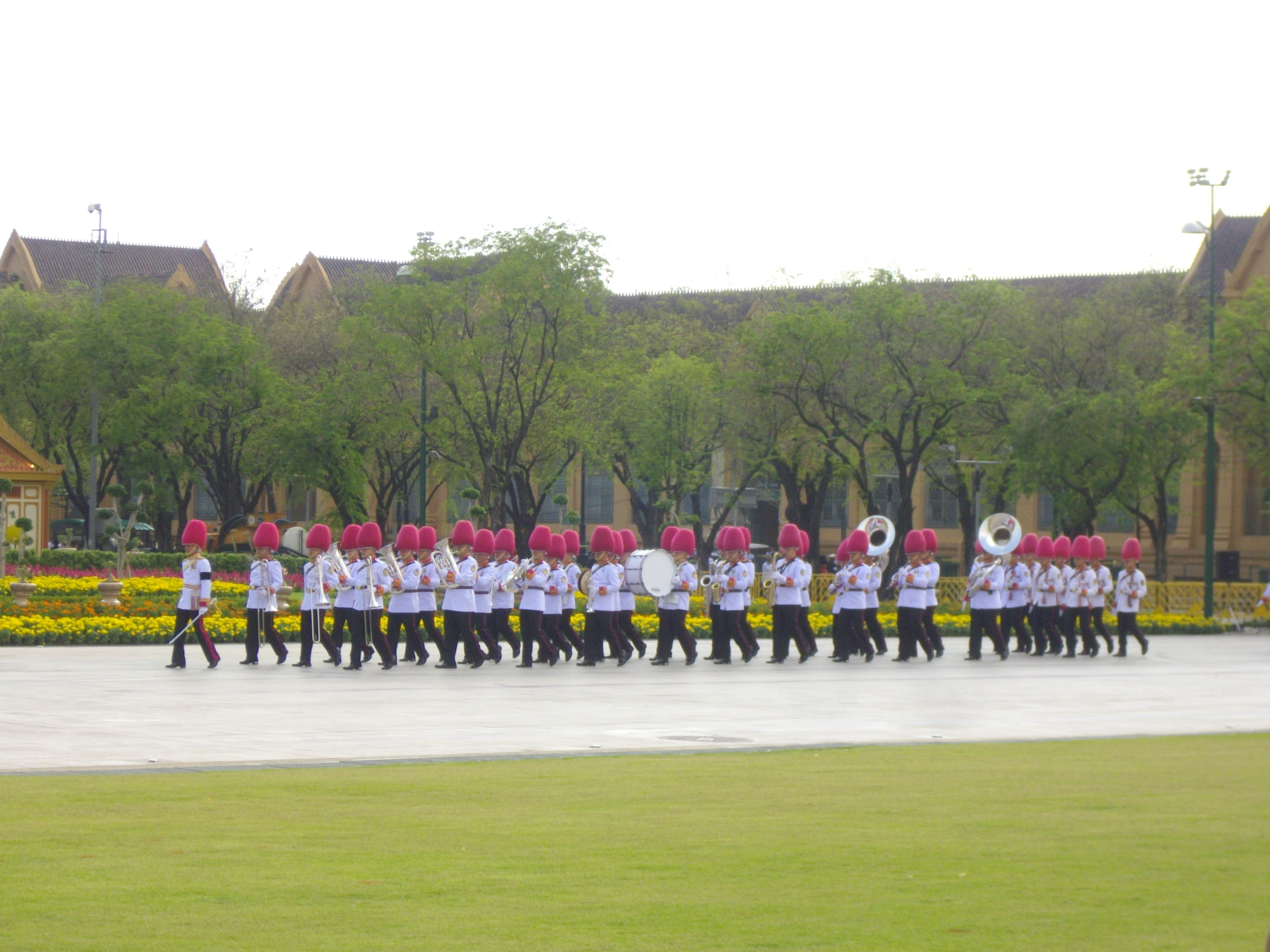
La banda del 3r Batalló d'Infanteria, 1r Regiment d'Infanteria, actuant al funeral reial per Bejaratana, a Bangkok, Tailàndia.

Les bandes militars de Tailàndia es van inspirar en les bandes militars britàniques, tot i que només toquen marxes militars tailandeses. La cerimònia es du a terme durant el Trooping of the Colors a Bangkok cada 2 de desembre des de 1953, i en totes les funcions militars a les quals assistia la família reial i altres oficials militars i executius locals, juntament amb el públic en general.
Les formacions de bandes militars tailandeses segueixen de prop la del British Royal Marines Band Service, ja que la percussió es troba al davant i no al mig, seguida de la pròpia banda principal o de la divisió de la família de l'exèrcit britànic Foot Guards Bands, la percussió es troba al centre de la banda principal. Una altra formació similar és la de les bandes militars brasileres, en què les percussions es troben davant del metall i del vent, amb els metalls com a instruments principals. Aquestes bandes estan dirigides per un tambor major i pel director.
Entre les nombroses bandes militars de les Forces Armades Tailandeses que participen en la desfilada de la Guàrdia Reial de Tailàndia, es troben les següents bandes de fins a 180 músics que estan sota la direcció del director de música del districte de la guarnició de Bangkok:
- Banda del 1r Batalló, 1r Regiment d'Infanteria, Guàrdia Reial
- Banda del 3r Batalló, 1r Regiment d'Infanteria, Guàrdia Reial
- Banda del 1r Batalló, 11è Regiment d'Infanteria, Guàrdia Reial
- Banda Regimental de l'Acadèmia Militar Reial Chulachomklao
- Banda del 2n Batalló, 11è Regiment d'Infanteria, Guàrdia Reial
- Banda del 1r Batalló, 21è Regiment d'Infanteria, Guàrdia de la Reina
- Banda del 1r Batalló, 31è Regiment d'Infanteria, Guàrdia Reial
- Banda del Regiment de l'Acadèmia Reial de les Forces Aèries de Navaminda Kasatriyadhira

La Royal Thai Navy Music Division existeix des de l'existència d'un departament naval de la Royal Thai Army.

### Turquia

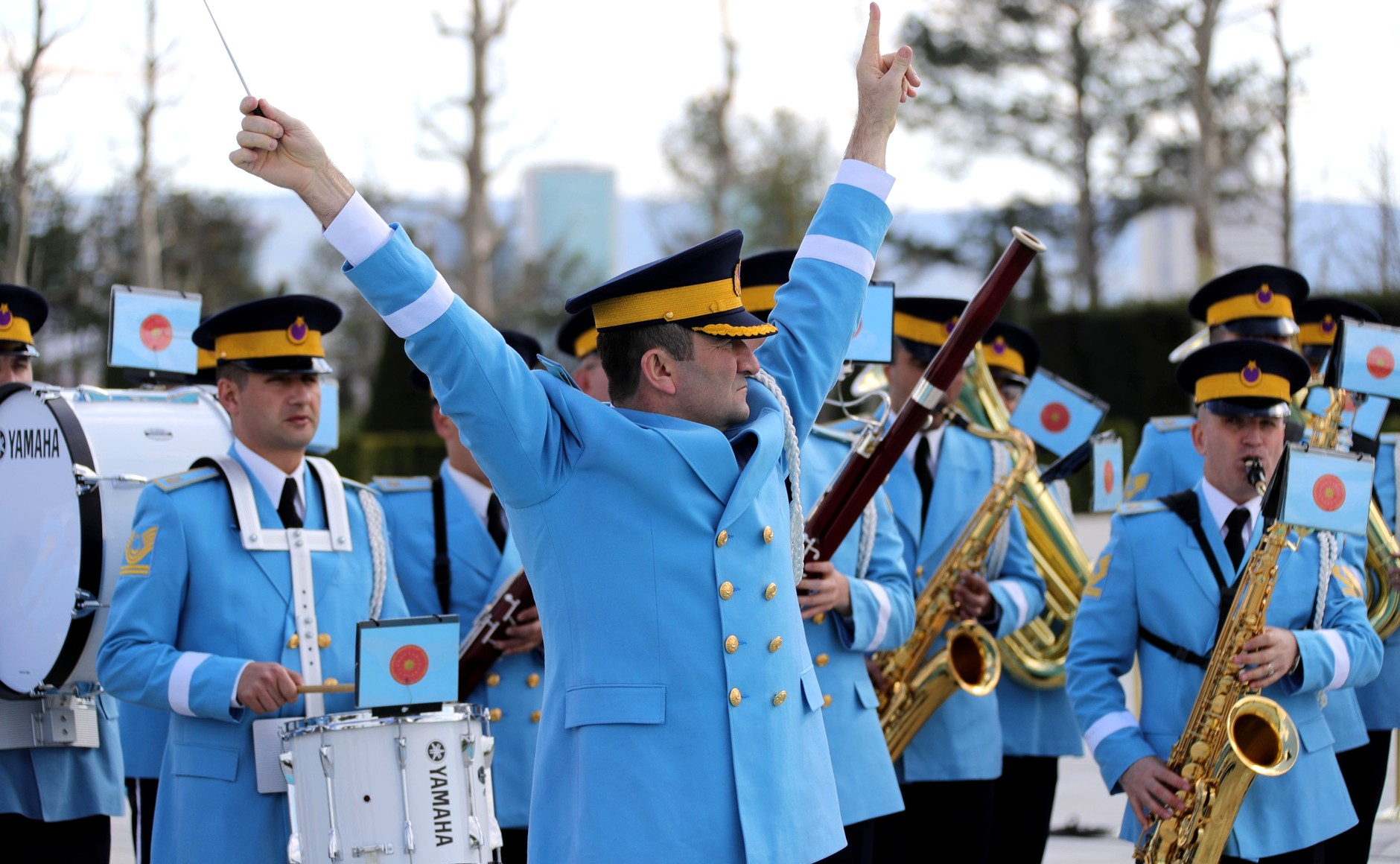
El director de la banda de les Forces Armades Turques.

L'estil de la banda militar otomana es conserva avui a través de la Unitat Mehter de les Forces Armades (Mehter Bölüğü) al Museu Militar d'Istanbul (Askeri Müze). Es basa en una tradició que es remunta al segle xiii i encara més enrere. Ha participat en cerimònies a Alemanya, Rússia i Azerbaidjan on es presenta com una unitat històrica. Altres bandes militars van existir amb una tradició més europea a causa de la influència de l’instructor general italià de la Música Otomana Imperial, Giuseppe Donizetti. Amb la declaració de la República, les bandes militars es van ampliar a la seva organització a les Forces Armades acabades de formar a una estructura més occidental. Això es va fer per ordre del president Kemal Atatürk per establir la cultura de les arts a la nova república. D'altra banda, l'instrument d'origen turc, el cevgen, es mostra habitualment a les formacions de bandes militars a Turquia i arreu del món.
Avui en dia, les bandes regulars de les Forces Armades de Turquia han seguit un patró més occidental, sent la Banda Harmònica de les Forces Armades Turques la més antiga, fundada el 1826 per ordre del sultà Mahmut II, sota el nom de "Musika-i Hümayun" (Banda Reial en turc otomà). Abans del seu establiment, les bandes genissaries eren les úniques bandes de protocol utilitzades a l'exèrcit otomà. Com a part de la reforma cultural d'Atatürk, es va traslladar a Ankara amb l'administració d'Osman Zeki Üngör i es va separar de l'actual Orquestra Simfònica Presidencial el 1933 sota el comandament de les Forces Armades turques. La banda harmònica realitza tasques de protocol a la Çankaya Köşkü (la residència oficial del primer ministre de Turquia fins al 2014) a Ankara, anteriorment amb la guàrdia d’honor del Regiment de la Guàrdia Presidencial i actualment amb unitats cerimonials de la gendarmeria.
La Jandarma també manté la seva pròpia banda militar, al costat de les bandes de les branques oficials de l'exèrcit. El Comandament de la Força Aèria Turca manté la seva pròpia banda de marxa i dansa, ambdues fundades el 1961 amb la directiva del comandant de la Força Aèria İrfan Tansel. L’Escola de Música de les Forces Armades de Turquia proporciona formació i educació musical a tots els membres actuals i potencials d’aquestes bandes.
També es manté un cos de tambors i cornetes a l’ Escola Secundària Naval de la Marina Turca. Hi ha tres orquestres de jazz independents dins del TAF: "Türkay" del Comandament de les Forces Terrestres, les "Àguiles del Jazz" a la Força Aèria i l'Orquestra de Jazz Starfish del Comandament de les Forces Navals. Aquesta última es va formar el 2008, formada per suboficials, sent considerat el "vaixell insígnia" del jazz turc. La banda d'harmòniques té un petit grup especialitzat anomenat Harmony Stars Orchestra, que es va establir dins del cos de la banda harmònica el 2006.

### Uzbekistan
Les bandes militars d'Uzbekistan es van inspirar i segueixen el patró de les bandes militars russes. A més, les Forces Armades d’Uzbekistan van ser pioneres en una tradició específica amb bandes militars, amb un pas i un repertori de marxa diferents. La Banda del Ministeri de Defensa de la República de l'Uzbekistan és la banda més antiga de l'exèrcit que depèn directament del ministre de defensa uzbek. És el principal responsable de la cerimònia d’arribada al Palau Presidencial de Kuksaroy per als líders mundials que visiten Taixkent.
La banda funciona com a centre de música per als militars, amb autoritat sobre altres bandes militars afiliades com les següents bandes de districte:
- Banda del Districte Militar de Taixkent
- Banda del Districte Militar del Nord-oest
- Banda del Districte Militar Especial del Sud-oest
- Banda del Districte Militar Central
- Banda del Districte Militar Oriental

El Ministeri d'Afers Interns fa funcionar diversos conjunts musicals, inclosa la Banda Exemplar del MVD (fundada el 1993), de la qual formaven part destacats el tinent coronel Yunus Gulzarov i el seu fundador el coronel Grigor Terzyan. La Banda de l'Acadèmia del Ministeri d'Afers Interns es va fundar el 1981 com a banda militar de l'escola secundària Mashde Tashkent, començant les seves activitats públiques el curs 1982. El 1992, el tinent Khasan Nazarov va prendre el control de la banda i la va tornar a instaurar per reflectir el nou nom de l'escola. Originalment era una banda voluntària composta per músics no remunerats de l’acadèmia. Això canviaria el 2004 quan els seus membres van ser substituïts per músics professionals uzbecs.
La Banda de la Guàrdia Nacional d’Uzbekistan dona suport a les activitats musicals de la Guàrdia Nacional. Fundat el 1944, el liceu acadèmic especialitzat en música republicana de la Guàrdia Nacional ofereix formació militar especial per a músics de 14 a 18 anys joves, com el Col·legi de Música Militar de Moscou a Rússia.
Altres bandes inclouen aquelles que formen part de l'Escola de Comandament i Enginyeria de Tancs Superiors Chirchiq i del Frontier Service.

### Vietnam

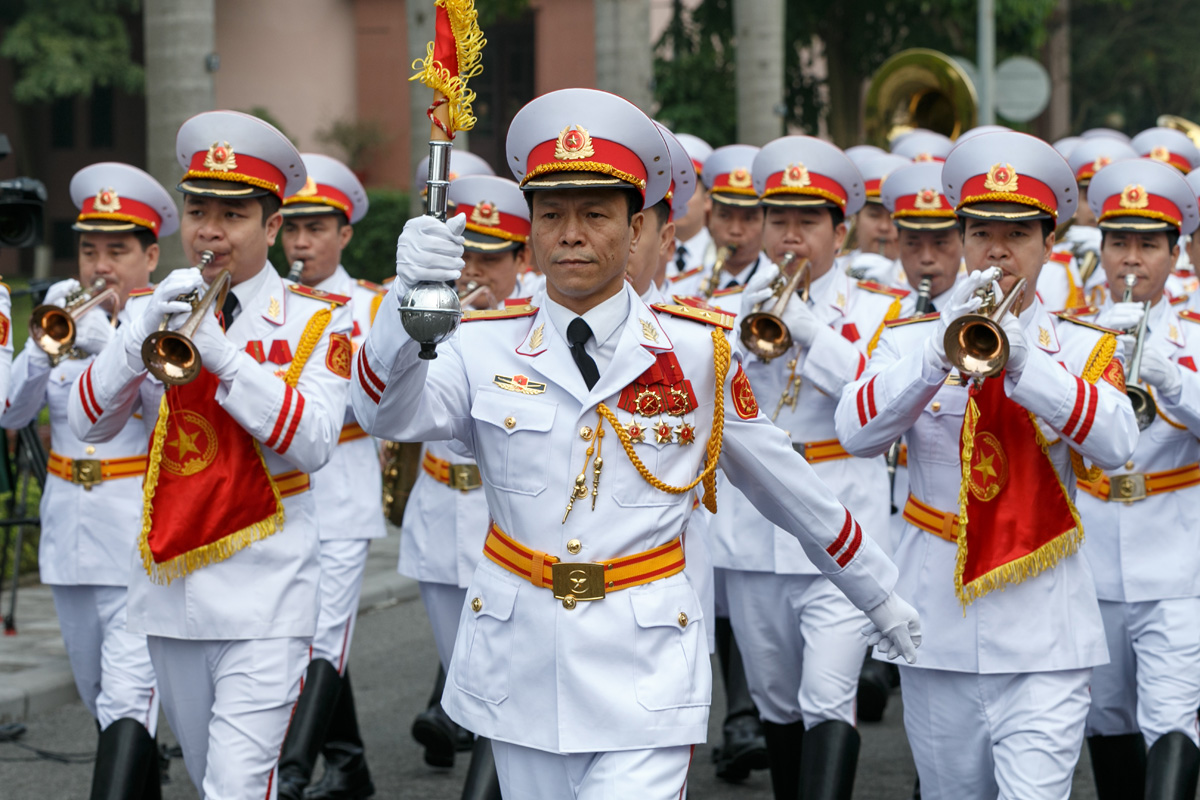
Banda del Batalló de la Guàrdia d'Honor Militar de l'Exèrcit Popular del Vietnam.

Les bandes militars modernes que formen part de l'Exèrcit Popular de Vietnam estan fortament influenciades i inspirades per les bandes militars de Rússia i la Xina, així com de les bandes del seu antic colonitzador preindependentista, França. Les primeres bandes militars modernes del Vietnam es van organitzar entre 1944 i 1954, durant els primers deu anys de la creació de la República Socialista de Vietnam. La Banda Militar del Comandament de l'Estat Major General del Batalló de la Guàrdia d'Honor Militar de l'Exèrcit Popular de Vietnam dona suport a les activitats cerimonials de l'AVPA i és la banda més antiga de les forces armades, amb bandes estacionades en formacions del nivell regimental superior i en totes les institucions educatives. Les bandes militars també es mantenen a la Seguretat Pública del Vietnam.

## Bandes militars a Europa

### Àustria
Les bandes militars d'Àustria són gairebé similars al format musical alemany, tot i que algunes bandes militars no tenen un Cos de Tambors, que és la part més notable del format alemany. El Batalló Gardemusik Wien del Batalló de Guàrdia és la banda més antiga de les forces armades i és l'encarregada de tocar en totes les cerimònies i esdeveniments estatals.

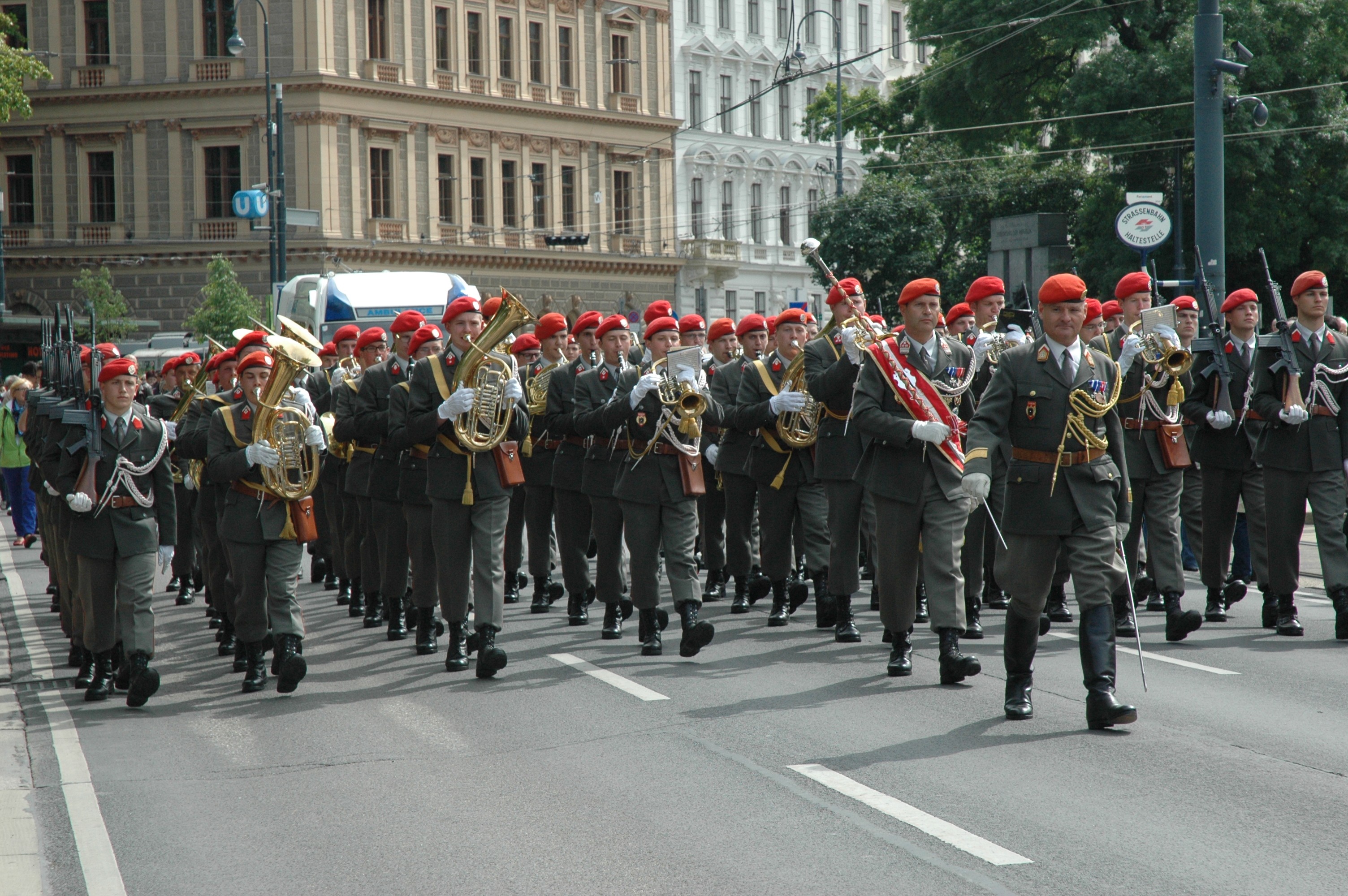
El Gardemusik Wien al 34è festival austríac de música de banda.

Les primeres bandes militars a Àustria es van organitzar el 1741, amb conjunts restringits a unitats d'infanteria i artilleria. Van arribar a la seva època daurada entre la dècada de 1820 i mitjans de la dècada de 1840, inspirant-se en la tradició i les reformes militars franceses. En aquest moment, les bandes militars estaven dirigides per un director de música i estaven compostes per 50-60 músics civils. Al començament del segle xx, les bandes de música militar austríaques incloïen 178 bandes regimentals només a l'exèrcit (la majoria a la infanteria), que estava composta per més de 10.000 músics. Fora del Gardemusik, les bandes militars es divideixen en les següents bandes regionals:
- Banda Militar Burgenland
- Banda Militar Kärnten
- Banda Militar Niederösterreich
- Banda Militar Oberösterreich
- Banda Militar de Salzburg
- Banda Militar Steiermark
- Banda Militar Tirol
- Banda Militar Vorarlberg

A partir d’octubre de 2014, es va discutir l’abandonament de cinc bandes militars austríaques, inclosa la banda militar Vorarlberg, per motius de cost. El desembre de 2014, el govern va acordar mantenir les nou ubicacions amb una plantilla reduïda. En lloc dels 47 anteriors, hi haurà 20 músics per estat en el futur. Al maig del 2016, en la conferència dels governadors austríacs, juntament amb el ministre de Defensa, Hans Peter Doskozil, es va decidir que es conservessin les bandes militars a tots els estats federals, formats per entre 43 i 47 músics.

### Belarús
Les nombrose bandes del Servei de Bandes Militars de les Forces Armades de la República de Belarús segueixen el model tradicional rus amb elements de la música belarussa al seu repertori. Bandes regionals de cadascun dels comandants militars constitueixen la base del servei de bandes juntament amb la Banda Exemplar (també coneguda com a BelArmyBand), la Banda de la Companyia de la Guàrdia d’Honor, la Banda Central del Ministeri de l’Interior i la Banda del Ministeri de Situacions d’emergència. Les bandes dels departaments regionals del Ministeri de l'Interior també estan afiliades al servei.

### Bèlgica
Les Forces Armades de Bèlgica tenen tres bandes militars professionals, cadascuna de les quals representa una de les branques dels serveis. Les bandes de les forces armades belgues inclouen la Banda Reial dels Guies Belgues, la Banda de la Marina Belga i la Banda Central del Component Aeri Belga. Tots segueixen el precedent britànic degut a que aquestes bandes es van establir al Regne Unit durant gran part de la Segona Guerra Mundial, amb elements de les tradicions de les bandes de França, els Països Baixos i Alemanya.
La més antiga i la més gran és la Banda Reial de les Guies Belgues (antiga cavalleria) que data del 1832. Les bandes de la Marina Belga i del Component Aeri Belga daten de 1947. Les bandes combinades es coneixen com les bandes de música de la defensa belga i estan formades per un total de prop de 200 músics professionals, tots ells diplomats al Conservatori Reial de Lieja.

### Bulgària
Les bandes militars a Bulgària estan sota l'autoritat jurisdiccional de les Forces Armades. Estan modelats pels exemples rus i alemany i segueixen el seu propi precedent. La banda sènior és la Banda Representativa de Guàrdies de la Unitat de Guàrdies Nacionals. Anteriorment, eren la Central Brass Band de l'Exèrcit Popular Búlgar i la Banda de l'Esquadró de Guàrdies Vives de Bulgària. Les forces armades també mantenen tres bandes de servei: la Banda de Forces Terrestres de Sofia, la Banda de la Marina de Varna i la Banda de les Forces Aèries de Plovdiv.
La Banda de les Forces Terrestres es va crear el 2000 com a successora directa de la Banda del 4t Regiment d'Infanteria de Pleven, que té més de 120 anys d'història. El 28 de febrer de 1884, Franz Minarick va ser nomenat director de la nova formació de la banda de la Marina. La Banda de la Força Aèria va ser creada l'1 d'octubre del 2000 (Dia de la Música Búlgara) a partir de la Tactical Aviation Corps Band i la Plovdiv Garrison Brass Band.

### Xipre

#### República de Xipre
El Departament de Música Militar de la Guàrdia Nacional de Xipre és la banda de música oficial de la República de Xipre. Es basa en les tradicions militars gregues i britàniques. La Banda de la Guàrdia Nacional es va fundar el 1968 i el seu personal prové de músics reclutats que realitzen el seu període de servei a la Guàrdia.

#### Xipre del Nord
L'actual banda de comandament de les Forces de Seguretat de la República Turca de Xipre del Nord es basa principalment en influències turques. Es remunta al domini britànic sobre l’illa, quan el capità Zeki Taner va establir les bases per a la creació d’una banda de mujahidins el 1958 a partir d’eines improvisades. El 1960, quan es va declararla la República de Xipre, el govern turc del país garant va enviar a l'illa instruments que la banda Mujahideen necessitava a través del Regiment de les Forces Turques de Xipre. El 1971, la banda Mujahideen va prendre el nom de la Banda de Policia Turca de Xipre, que va actuar en molts concerts sota el nom de "Banda Estudiantil" a causa dels problemes als quals es va enfrontar en travessar els altres districtes. Quan els xipriotes turcs van guanyar un estat independent amb la invasió turca de Xipre, el comandament de les forces de seguretat es va establir l'1 d'agost de 1976 i la Banda de Policia va prendre el nom de Banda de Comandament de les Forces de Seguretat.

### República Txeca
La Banda Central de l'Exèrcit Txec és la unitat principal de les Forces Terrestres Txeces encarregades de proporcionar suport musical a l'Exèrcit de la República Txeca i a les Forces Armades de la República Txeca. Actualment la banda té la seva seu a Praga, i pertany al Servei de Música de l'Exèrcit de les Forces Armades Txeces, que dirigeix totes les bandes dels CAF. Hi ha altres dues bandes a les CAF: la Banda Militar Olomouc, la Banda Militar Plzeň, la Banda Militar Brno, la Banda Militar Tábor i la Banda Militar Hradec Králové. Aquest darrer descendeix de l'antiga banda de la Força Aèria Txecoslovaca (fundada el 1949) i des del 1963 treballa principalment a la regió de Bohèmia. Molts graduats d’aquestes bandes provenen de l’Escola de Música Militar de Praga. Principalment, la tradició de les bandes a la república prové de la tradició austrohongaresa, amb influències del Regne Unit i Rússia. L'11 de desembre de 1918 es va decidir establir la primera banda militar a les ciutats de guarnició més grans.

### Dinamarca

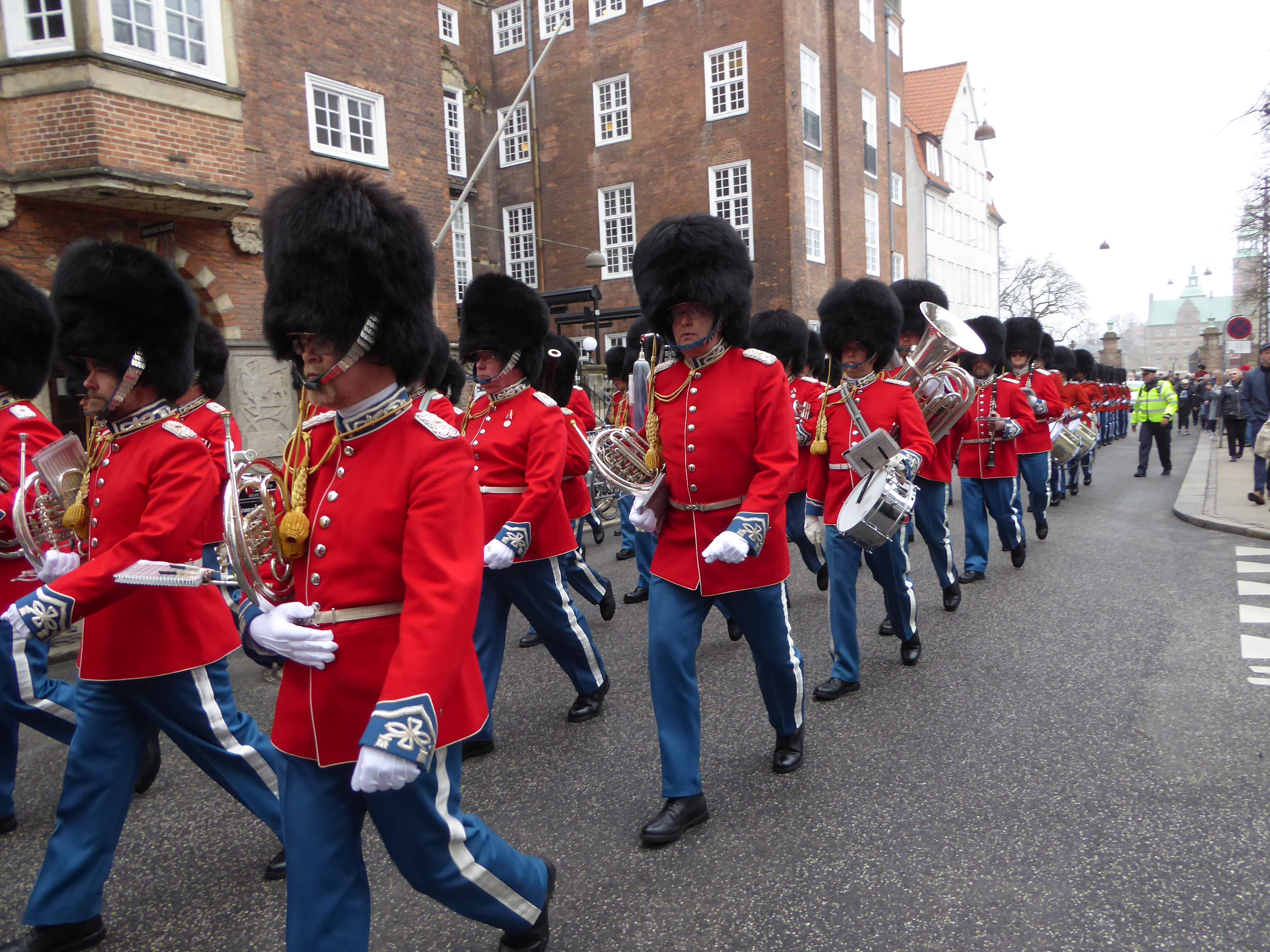
La Royal Life Guards Music Band, la banda militar més antiga de la Defensa Danesa.

Se sap que les bandes militars daneses han estat molt incluenciades pels exemples tradicionals alemanys i suecs que sovint els van envoltar. La Royal Life Guards Music Band és la banda militar més antiga de la Defensa Danesa, que actua en tots els esdeveniments nacionals, especialment en els que participen la Monarquia de Dinamarca, la família reial danesa i dignataris estrangers. La Banda Muntada del Guard Hussar Regiment Mounted Squadron, que consta d'una timbala i nou cornetes, és l'única banda militar muntada al país i funciona durant les processons i les escortes cerimonials.
La Royal Danish Naval Academy ostenta l'única banda militar de la marina, la Royal Danish Navy Band (en danès: Søværnets Tamburkorps), establerta el 1964 i composta per 24 cadets. L'exèrcit també manté diverses bandes de regiments i batallons com els Slesvigske Musikkorps, que estan establerts a les seves casernes.

### Finlàndia

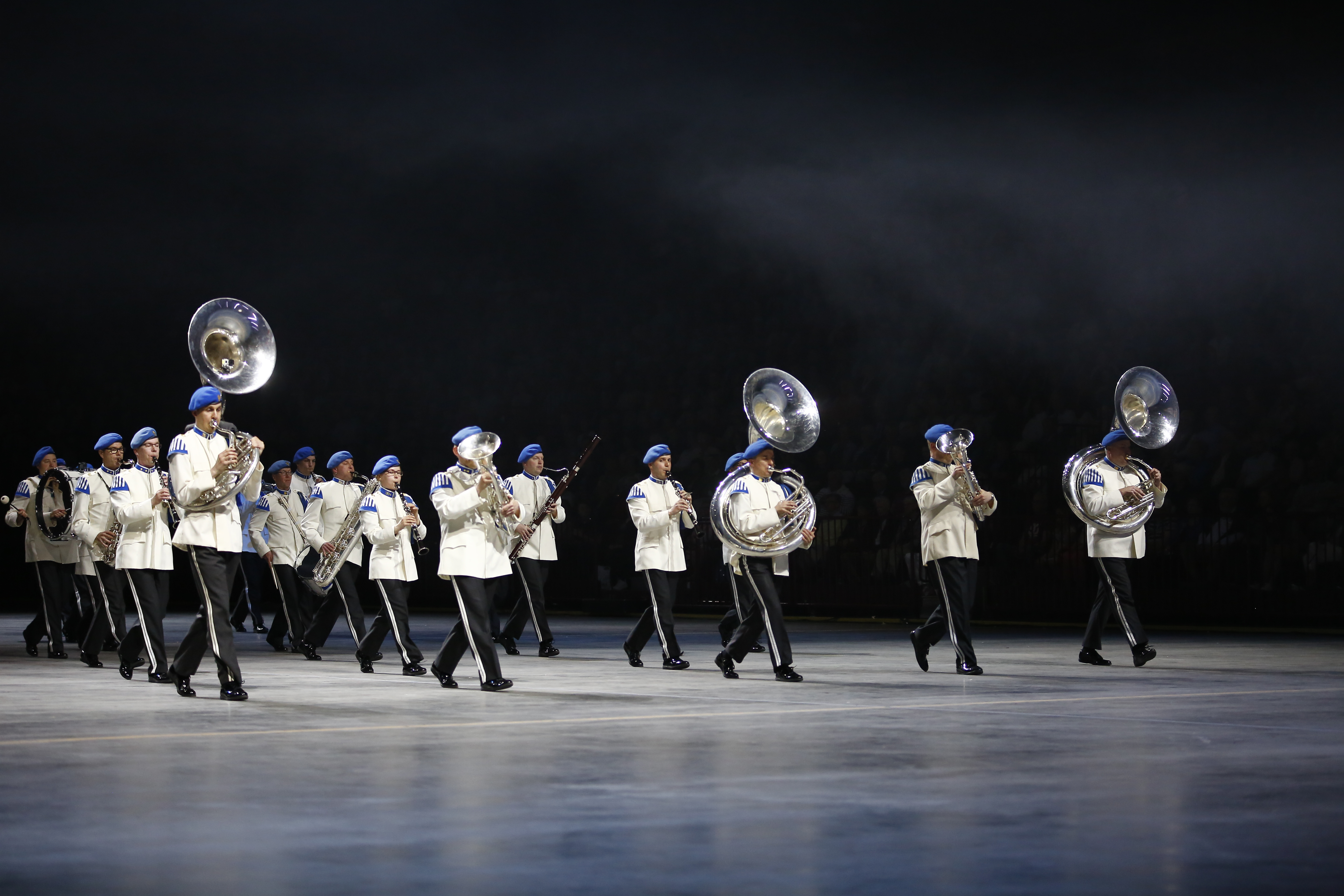
Membres de la Soartokunta Kaartin de les Forces Armades de Finlàndia actuen al Sweden International Tattoo.

Les formacions de bandes a Finlàndia han estat fortament influenciades per les tradicions militars russes, alemanyes i sueces. La música militar finlandesa té una història de més de 400 anys que va començar el 1544 quan el rei Gustau I de Suècia va promoure el reforç de l'estructura musical a l'exèrcit suec-finès. Les primeres bandes militars finlandeses estaven compostes per gaiters, timbalers, cornetes de cavalleria i timbalers que van començar a servir a la primera línia durant la Guerra russo-sueca (1554–1557). El fill de Gustau, Joan III, es va establir al castell de Turku després de la mort del seu pare i va crear la seva pròpia banda personal de cort, els primers directors de la qual van ser els holandesos Jören van Heiden i Blasius Fischer. Això va proporcionar la base per a les bandes militars modernes a Finlàndia.
Cap al 1600, es va afegir una banda de quatre membres a les files d'un regiment de l'exèrcit sobre la base del model Hautboist a Europa. A principis de la dècada de 1700, hi va haver un període de repressió de la música militar finlandesa, que només milloraria més endavant. A principis del 1800, l'última banda que es va fundar a la Finlàndia sueca va ser la Banda del Regiment de la Guàrdia Vida de Queen Dowager a Pomerània. Bernhard Henrik Crusell, que era músic i instrumentista suec internacionalment conegut com el "Pare de la música militar finlandesa" i té una marxa amb el nom de "Crusell's March", en honor seu.
En el període del Gran Ducat de Finlàndia, un total de 23 bandes militars estaven en servei, passant a 28 del 1812 al 1905. Durant aquest temps, es van fundar bandes com la Banda de Cavalleria del Regiment de Dracs i la Banda de Guàrdies. Les bandes de l'exèrcit a Finlàndia independent van rebre la seva formació inicial a l'Escola de Música Militar de Korsholma (actual Escola de Música Militar) a prop de Vaasa. Les Forces de Defensa de Finlàndia compten amb 6 bandes militars professionals amb 180 músics combinats. Les sis bandes militars finlandeses professionals són la Kaartin Soittokunta, la Banda Conscript de les Forces de Defensa de Finlàndia , la Banda de les Forces Aèries de Finlàndia, la Banda de la Marina de Finlàndia, la Banda Militar de Lapònia i la Banda dels Dracs. Lapland Military Band de Rovaniemi és l'única orquestra de vent professional del nord de Finlàndia i és la banda militar més septentrional de la Unió Europea.
Les Forces Armades de Finlàndia també acullen i participen al Hamina Tattoo bianual.

### França

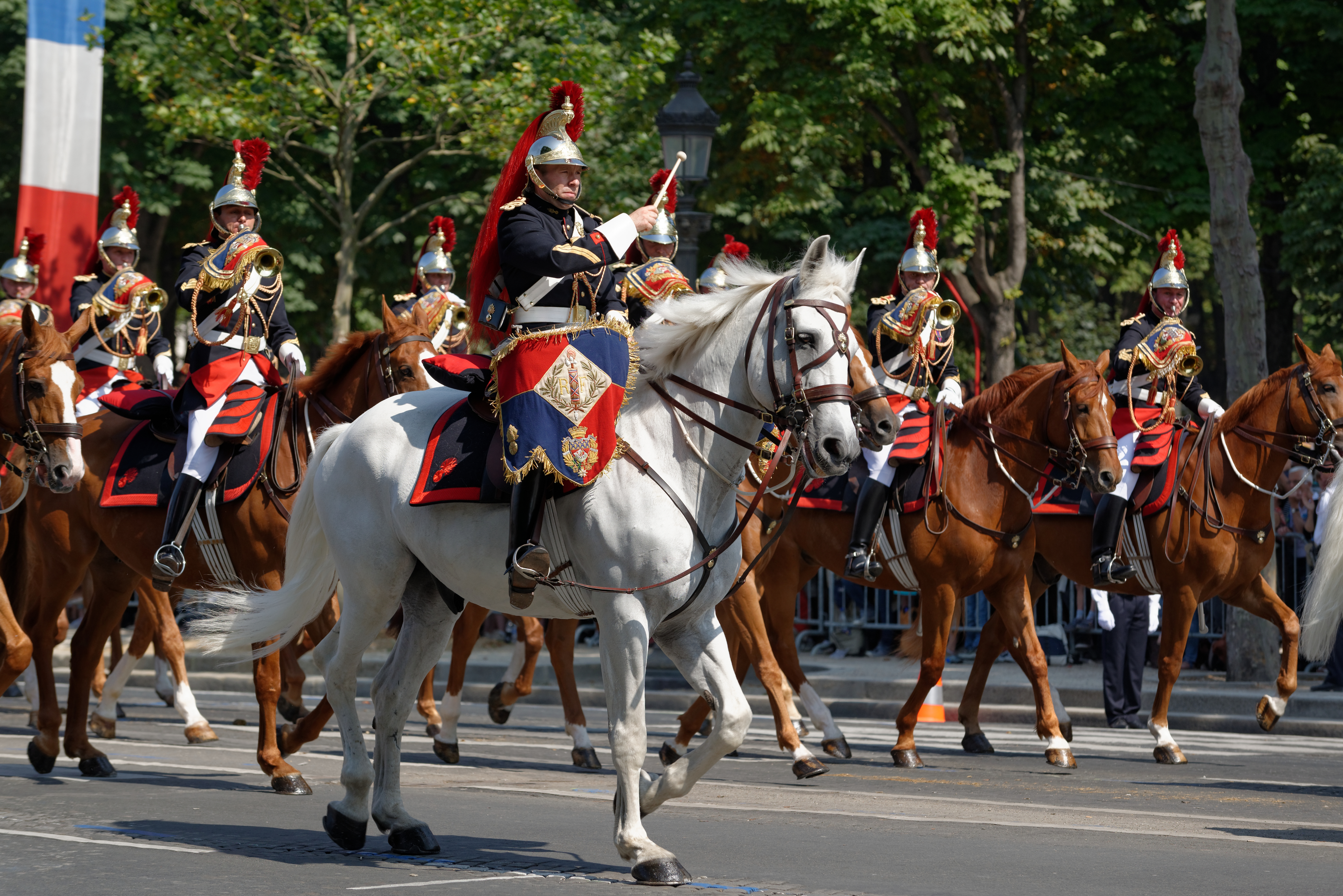
Membres muntats de la Banda de la Guàrdia Republicana Francesa, una banda de fanfàrria durant la Festa nacional francesa, 2013.

Des del segle xvii, França ostenta una de les tradicions de bandes militars més antigues d'Europa occidental, proporcionant una col·lecció de marxes franceses compostes per eminents compositors de l'Antic Règim, la Revolució i l'època napoleònica fins al present. La Revolució Francesa va portar molts canvis a la música i a les bandes militars. Com a resultat de l’augment de músics, les bandes militars van créixer fins a mides mai vistes. La Guàrdia Nacional francesa tenia 45 músics el 1789 i es va ampliar a 70 el 1790. La banda es va dissoldre el 1792 però es va convertir en el nucli del Conservatori de Música de París. El 1827, totes les bandes franceses van ser reduïdes a 27 músics com a mínim per motius econòmics. Tot i que la instrumentació moderna reflecteix una mica les de les bandes militars britàniques i americanes, es basa en tradicions musicals militars franceses úniques. Aquestes bandes estan dirigides per un director i un tambor major.
Hi ha quatre tipus de bandes militars avui a França: bandes de marxa militars (subdividides en bandes de fanal muntades i muntades), cos de tambors (només a la Legió Estrangera Francesa), fanfàrries (adherides a la banda de marxa o com a bandes de marxa separades) i bandes de cornamuses (més conegudes a Bretanya com el Bagad). Alguns exemples són la Marxa, la Fanfàrria i les Bandes Muntades de la Guàrdia Republicana Francesa, i la Banda Central de la Legió Estrangera Francesa, l’única banda militar francesa que va fer servir el pifre. La cavalleria i la branca blindada de l'exèrcit francès mantenen bandes de fanfàrria muntades i a peu amb trompetes i cornetes de cavalleria, a més de timbals i percussions de marxa. Un altre exemple és la banda dels francesos Chasseurs Alpins (la banda de la 27a Brigada d’Infanteria de Muntanya (França)), que utilitza els corns alpins a les desfilades. Les bandes de les Forces Armades franceses també són un element del quarter general a partir del nivell de regiment o brigada i també poden proporcionar elements musicals per a esdeveniments civils i militars. Aquestes bandes es distingeixen pels seus uniformes de vestir de servei. Totes les bandes de l'exèrcit formen part del Comandament de Música de l'Exèrcit (CMAT). Fora d’aquest marc, les bandes de l'exèrcit inclouen les Bandes de Fanfarres de la 9a Brigada d’Infanteria de Marina i el 6è Regiment d’Enginyers.

### Alemanya

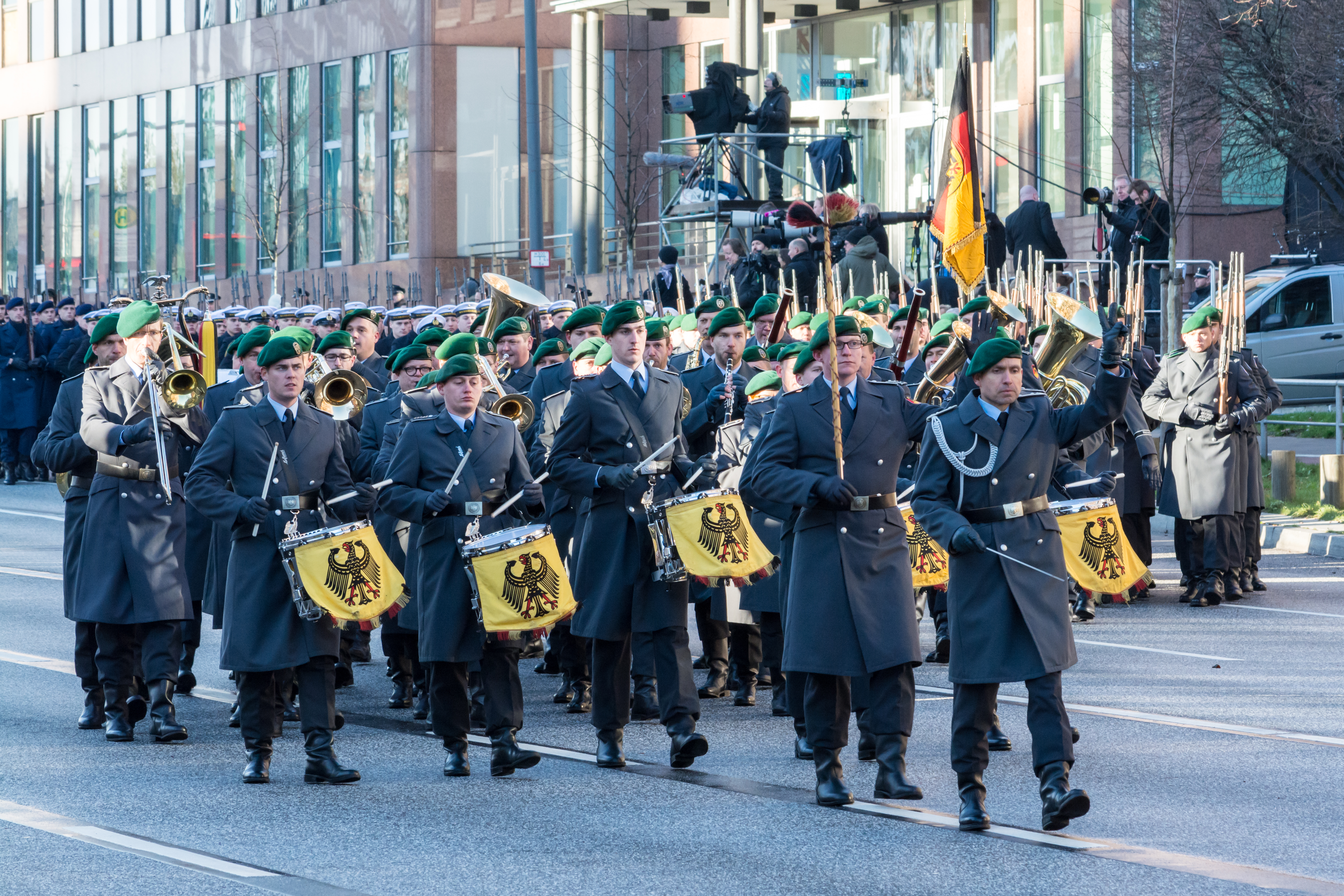
La Staff Band of the Bundeswehr durant el funeral del canceller alemany Helmut Kohl.

Les bandes militars d'Alemanya tenen dos o més components segons la instrumentació. Actualment, les bandes militars de la Bundeswehr alemanya només estan compostes per una banda militar i un cos de tambors. Un altre tret distintiu és la presència de la mitja lluna turca a les bandes militars quan estan en desfilada i el director de la banda assistit per un tambor major, així com la inclusió de trompetistes de fanfares. Les bandes militars d'Alemanya també han influït en el desenvolupament de bandes militars a tota Amèrica del Sud.
En els tipus de conjunt, aquestes bandes tenen aquests noms:
- Cos de tambors ("Spielmannszug, Tambourkorps, Trommlerkorps")
- Banda militar, Banda de Música, Banda de Marxa ("Musikkorps, Musikkapelle, Orchestre")
- Cos de tambors i cornetes ("Bläserkorps")
- Bandes de metall ("Blasorchester, Blaskapelle")
- Fanfàrries ("Fanfarenzug, Fanfarenkorps")
- Banda muntada ("Trompeterkorps, Kavalleriemusik, Kavallerieorchester, Fanfarenkavalleriekorps")

Les bandes de la Bundeswehr actualment es componen principalment de la banda pròpiament dita, Cos de Tambors, i alguna que altra secció de fanfares, diverses bandes tenen seccions històriques que porten uniformes d’època i que toquen instruments moderns o clàssics. Altres grups d’aquest tipus estan dirigits per tambors majors i directors de bandes, i cornetes majors en el cas de les bandes muntades, bandes de cornetes i fanfares.
Durant l'època imperial, aquestes bandes existien a tot l'Imperi Alemany i, més tard, durant la República de Weimar i el Tercer Reich (però les bandes muntades es reduïen a només unes poques en aquell moment). La Wehrmacht i la Waffen-SS havien mantingut una quantitat considerable de bandes militars a les seves files. Les SS-Verfügungstruppe i les Allgemeine SS també havien mantingut bandes, donant pas a que les SS lideressin el camí perquè les unitats musicals alemanyes de l'Alemanya nazi formessin part d'aquesta organització paramilitar. El 1934 s'havia creat una unitat musical a la 1a Divisió Leibstandarte SS Adolf Hitler, que era la banda militar més antiga d’Alemanya en els anys d’abans de la guerra. El professor Hans Felix Husadel, que era el Luftwaffenmusikinspecte de les bandes de la Força Aèria, va ser el principal responsable de la reorganització de les bandes a la Luftwaffe de la dècada de 1930, cosa que va ser notable en la seva inclusió del saxòfon el 1935.

### Grècia

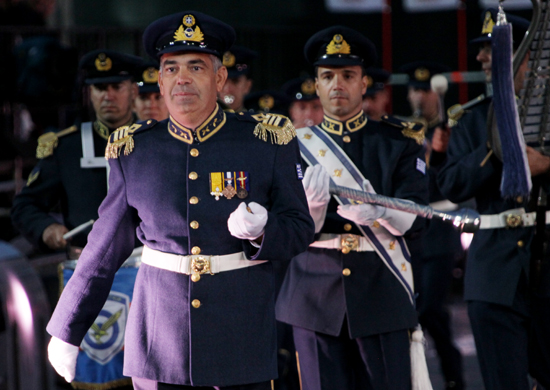
La Banda de la Força Aèria Hel·lènica durant el Festival Internacional de Música Militar de 2011 a la Torre del Salvador.

Les bandes militars gregues tenen una llarga història que es remunta a la creació del país a principis del segle xix. Quan la força regular de l'Exèrcit Hel·lènic estava sota el comandament del coronel francès Charles Fabvier, la cultura de l'exèrcit es va expandir a diferents àrees, inclòs l'establiment de destacaments de música militar per primera vegada. Les Forces Armades Hel·lèniques fan funcionar tres unitats musicals, inclosa la Banda Militar d’Atenes, la Banda de la Força Aèria Hel·lènica i la Banda Naval Hel·lènica.
La Banda Militar d’Atenes, que és la banda militar més antiga de l'exèrcit i les forces armades, té una història de més de 190 anys. La banda en la seva forma actual es va fundar el 1856 i era l'única banda musical professional de l'estat grec. Les tres bandes participen en la rendició d’honors i en actuacions en desfilades i concerts militars. Igual que l'exèrcit britànic, l'exèrcit grec també manté bandes d'unitats a nivell de regiment/brigada per proporcionar suport cerimonial a aquestes unitats específiques.

### Hongria
Com que la Banda Militar Central de les Forces de Defensa de Hongria (Banda HDF) (Magyar Honvédség Központi Zenekar) és la banda militar oficial de les Forces de Defensa Hongaresa, representa a la HDF en totes les ocasions, incloses les desfilades i les cerimònies, i ho ha fet des de la seva fundació el 1962. Les bandes militars a Hongria tenen una història de més de 120 anys que es remunta a la fundació de la primera banda militar a la capital de Budapest, a finals dels anys 1890. La banda central també actua com a seu de totes les bandes de guarnició separades.

### Itàlia

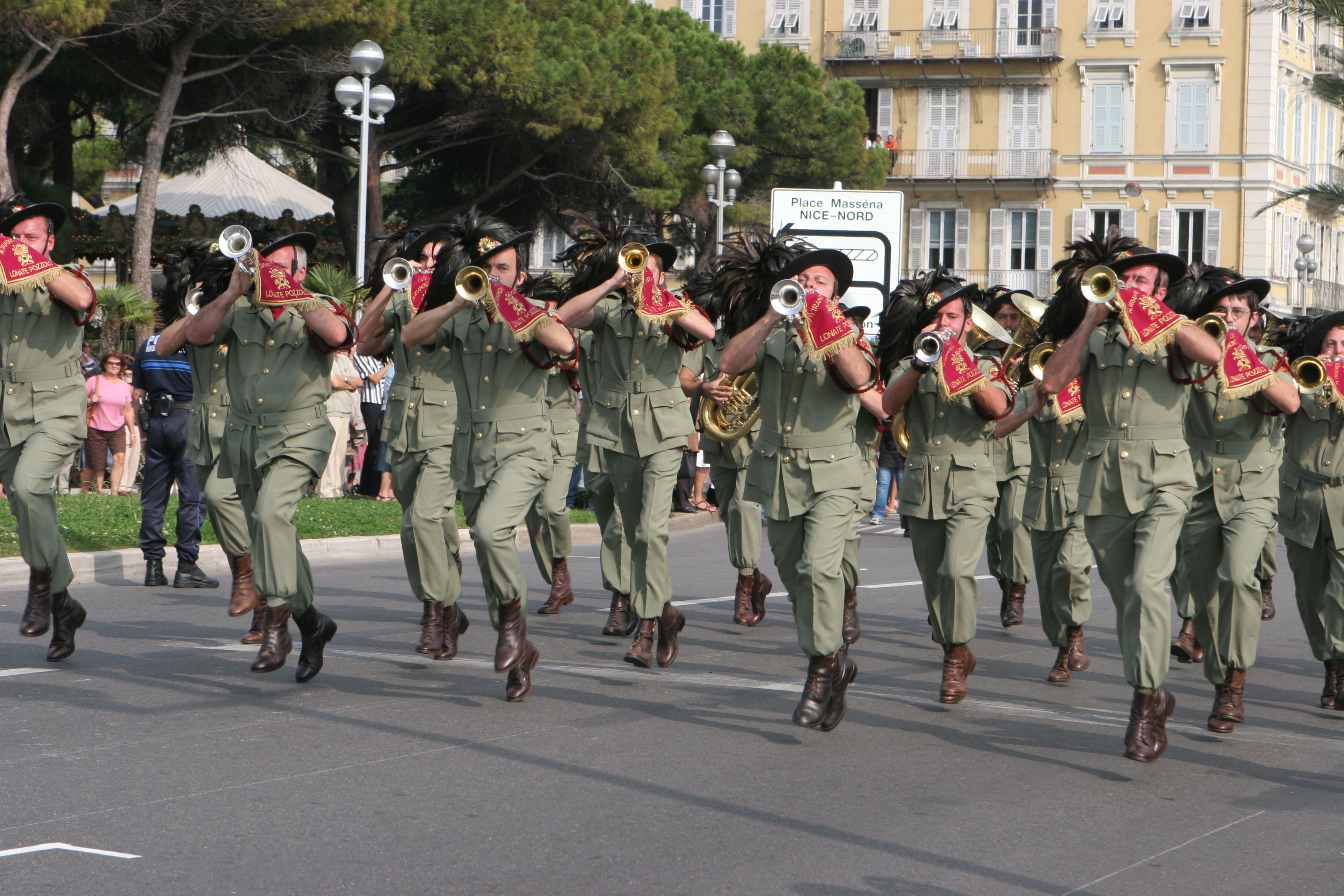
Una banda de fanfàrria italiana de Bersaglieri. Com que no tenen instruments de percussió, la banda marxa a un ritme de trot.

Itàlia té una llarga tradició de música militar. Avui, dins de les Forces Armades italianes, les bandes militars italianes (anomenades en italià tant com a banda com a fanfara) tenen una instrumentació similar a les bandes militars britàniques, franceses i americanes, tot i que conserva el sabor i l’herència musical italians.
Les bandes muntades a l’Exèrcit Italià, Carabineri i la Polizia di Stato antigament només feien servir la corneta i la trompeta natural des del segle xvi, fins a mitjans del segle xx, des de finals del segle xix fins ara, també utilitzen metalls, vents-fusta, timbals, tambors senzills, tambors de claus, plats i glockenspiels.
Les bandes de metalls pertanyents als Bersaglieri no tenen percussió i marxen al ritme de les seves unitats adjuntes al capdavant.
Les següents bandes serveixen als militars homes i dones de les Forces Armades:
- Bandes de carrabiners italians
  - Banda Nacional de Carrabiners
  - Banda del Regiment de Carrabiners muntats
  - Banda de l'escola NCO Carabinieri de Roma
  - Banda de l’Escola Bàsica Carabineri de Torí
  - Banda de l'escola d'oficials (Florència)
  - Banda del batalló “Llombardia” (Milà)
  - Banda del batalló “Campània” (Nàpols)
  - Banda del batalló "Sicília" (Palerm)
- Bandes de l'exèrcit italià
  - Banda de l'exèrcit italià Roma
  - Banda "Taurinense" de la Brigada Alpina
  - Banda "Julia" de la Brigada Alpina
  - Brigada Bersaglieri "Garibaldi"
  - Brigada de Cavalleria Banda "Pozzuolo del Friuli"
  - Banda "Aosta" de la Brigada Mecanitzada
  - Banda "Pinerolo" de la Brigada Mecanitzada
  - Banda "Sassari" de la Brigada Mecanitzada
  - Banda de comandament d’artilleria antiaèria
  - 1r Regiment Banda "Granatieri di Sardegna"
  - 7a Banda del Regiment Bersaglieri
- Bandes Guardia di Finanza
  - Banda Central
  - Banda de l'Acadèmia
- Bandes de la força aèria italiana
  - Banda Central
  - Banda de l'Acadèmia de la Força Aèria
- Bandes de la Marina italiana
  - Banda Central
  - Banda de la Brigada Marina San Marco
  - Banda del Cos de les Capitanies Portuàries
  - Banda de l'Acadèmia Naval

Es mantenia una banda militar a l'antiga Guàrdia Republicana Nacional.

### Letònia

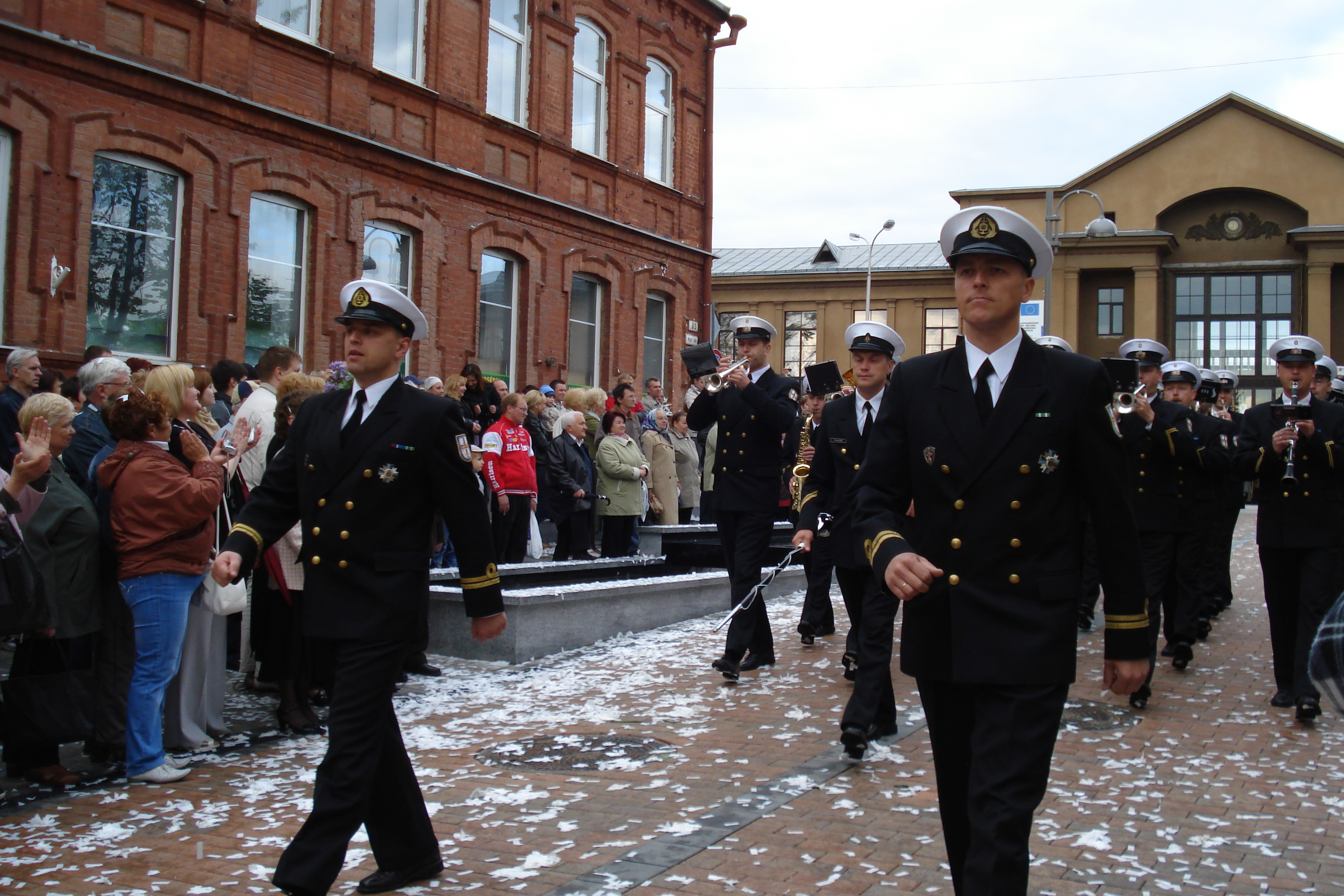
Les Forces Armades Nacionals de Letònia mantenen diverses bandes militars, com la Banda Central de l'Armada Letona.

Letònia va desenvolupar la tradició de bandes militars just després de guanyar la seva independència de l'Imperi Rus el 1918. El febrer de 1919, el capità Ludvigs Bolšteins del recentment format exèrcit letó, va ordenar a una companyia d'infanteria que formés una banda composta per 11 voluntaris en la que es considerava la primera banda militar de Letònia independent. A partir del 1940 i després de la fi de l'ocupació alemanya el 1944–45, l'Exèrcit Roig va començar a crear bandes de l'exèrcit al seu territori. A mesura que la tradició de les bandes soviètiques creixia i avançava amb el pas dels anys, les bandes del districte militar bàltic establertes a l'RSS de Letònia es van alinear amb l'estàndard de les bandes del districte militar de Moscou. Des de 1991, la Banda Militar Central de les Forces Armades Nacionals de Letònia (també coneguda com a Banda de Personal de la NAF) ha estat el conjunt insígnia de les forces armades nacionals i ha participat en tots els actes protocol·laris. Està oficialment sota el comandament del Batalló d'Estat Major de les Forces Armades de Letònia i actua principalment en presència d'una figura pública important, com el president de Letònia.
A més de la Banda Central de les Forces Armades, altres tres bandes militars també estan associades amb la Banda de Personal de la NAF i formen part de la Junta Orquestral Nacional de les Forces Armades: inclouen la Banda Central de les Forces Terrestres de Letònia, amb seu a Daugavpils i sobretot proporciona música per a Latgàlia; Banda Central de l'Armada Letona, amb seu a Liepāja; i la Banda Central de la Guàrdia Nacional de Letònia.
La Banda Central de la Guàrdia Nacional de Letònia és la banda més nova establerta per les Forces Armades de Letònia. No obstant això, tot i que es va fundar oficialment el 2011, va succeir en realitat a una banda militar que estava sota la supervisió de la Guàrdia Nacional i que va estar activa als anys noranta. En aquell moment, estava simplement sota el comandament d'un batalló de les forces armades nacionals. Actualment, la Banda de la Guàrdia Nacional té un quartet de saxos, un grup de jazz, un cor i una big band, que sumen fins a 40 músics. L'actual director de la Banda de la Guàrdia Nacional és el capità Andis Karelis i el major Viesturs Lazdins.

### Luxemburg
La Musique Militaire Grand-ducale és l'única banda militar del petit país de Luxemburg, amb seu al Conservatori de Luxemburg. La banda fa prop de 50 concerts a l'any, principalment a la ciutat de Luxemburg. La banda es divideix en una orquestra de cambra, una banda de metalls, cornetes i percussió, un conjunt instrumental i diversos quintets.

### Països Baixos
Les Netherlands Armed Forces estan formades per vuit bandes militars i dues formacions de música de camp, que fan tasques cerimonials i ofereixen concerts al públic, aquestes bandes són un híbrid de les tradicions alemanyes, britàniques, espanyoles i franceses. La banda militar reial "Johan Willem Friso" és la principal banda militar dels Països Baixos, que serveix com la banda més antiga de totes les forces armades. La banda es va formar el 1995 com a fusió de la Royal Military Band of the Grenadier Guards Regiment, elements de la Brass Band del Rifle Guards Regiment i la banda del Johan Willem Friso Regiment i, per tant, és la més gran i antiga de tots els bandes. Les altres quatre bandes són la National Reserve Korps Fanfare Orchestra, la Brass Band del Royal Dutch Army Regiment of Engineers, la Fanfare Orchestra de la Secció de Bandes de RNA i Mounted Fanfare i la Garderegiment Grenadiers en Jagers Brass Band. Tots cinc es presenten al Quarter General del Reial Exèrcit Holandès.
La Royal Navy està servida per la banda marina de Rotterdam de la Royal Navy, la Royal Netherlands Air Force per la banda central de la Royal Netherlands Air Force i el Royal Marechaussee per la Fanfare Band del Royal Marechaussee.
De les moltes formacions de música de camp en servei actiu durant la Guerra Freda, només la Fanfare Band del Royal Marechaussee Traditional Drum and Bugle Corps està en servei, juntament amb la Royal Dutch Air Force Traditional Drum and Bugle Corps, les vuit bandes actives actualment eren només algunes de les moltes bandes que existien per a activitats públiques i cerimonials des del segle xix fins a la dècada de 1990 a les Forces Armades.
Les anteriors formacions de camp i bandes de música eren:
- Cos de Tambors dels Granaders del Garderegiment
- Orquestra Fanfare del Regiment de Guàrdies de Rifles
- Rifles 'Guards Regiment Drum and Bugle Corps
- Banda i Cos de Tambors del Garderegiment Fuseliers Prinses Irene
- Banda i Cos de Tambors del Regiment Van Heutsz
- Cos de Banda i Tambor i Bugle del Regiment d'Infanteria Oranje Gelderland
- Banda, bateria i cornetes dels Limburgse Jagers
- Banda de les Forces de la Flota de la Marina Reial dels Països Baixos
- Fanfare Band de la cavalleria de l'exèrcit reial dels Països Baixos
- Fanfare Band de la Royal Netherlands Army Artillery
- Cos de tambors i cornetes del component logístic de l’ARN
- Orquestra Fanfare de l'Artilleria Reial dels Països Baixos
- Unitat de Bandes i Fanfarres del Regiment d'Enginyers d'Exèrcit dels Països Baixos
- Unitat de Bandes i Fanfarres del Reial Cos de Senyals de l'Exèrcit Holandès

### Noruega

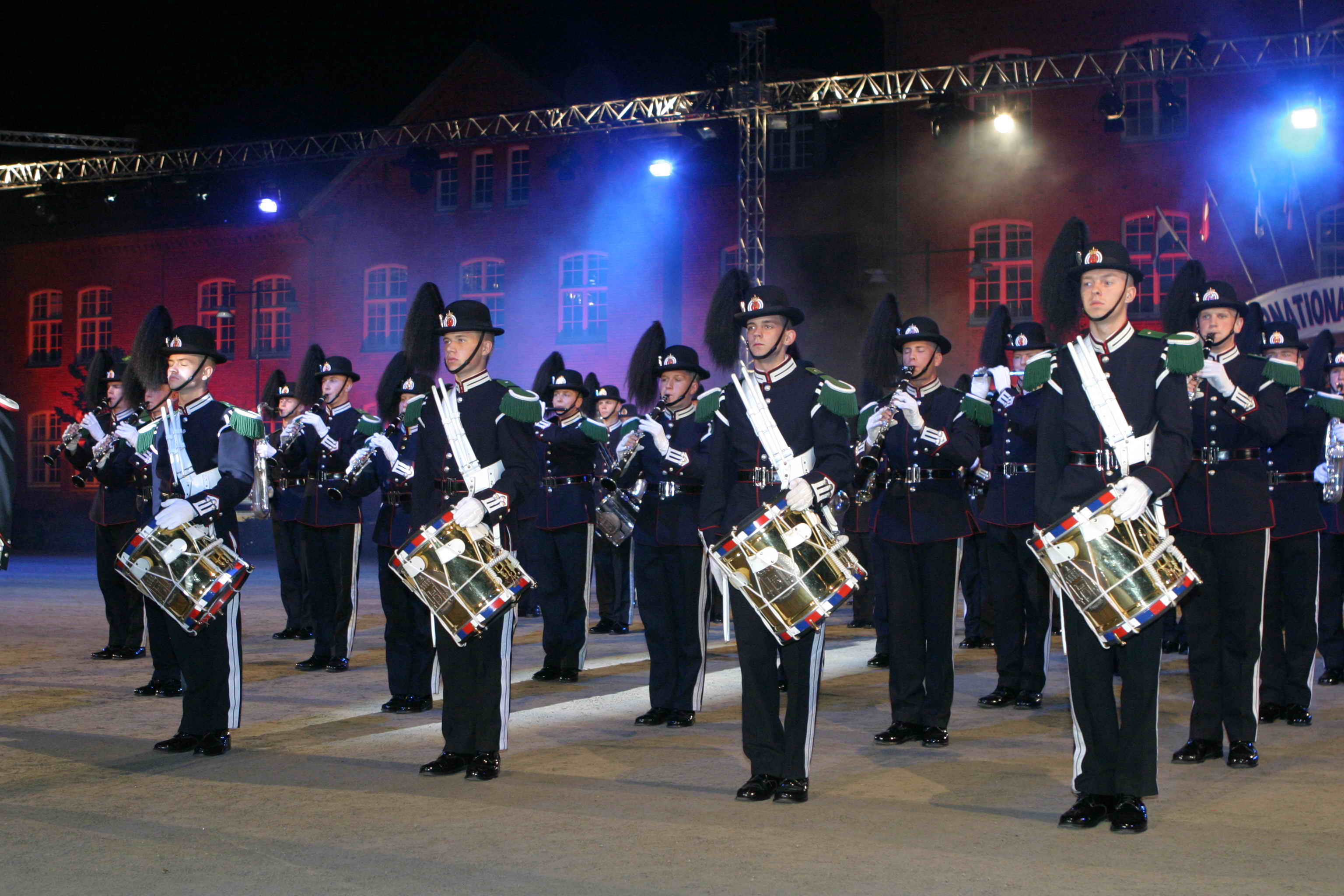
Membres de la banda de guàrdies reals de Noruega i de la companyia Drill Team

Les Forces Armades de Noruega tenen diverses bandes militars amb un paper destacat durant cerimònies i desfilades. Les bandes noruegues es remunten a la dècada de 1620, quan els escamots de tambors (tambur) estaven estacionats a totes les fortaleses militars del país sota l'exèrcit. Es van establir cinc bandes de brigades durant la reestructuració de les Forces Armades de Noruega el 1817. Després de la Segona Guerra Mundial, les bandes militars es van popularitzar entre els civils i els funcionaris governamentals, que finalment van portar al Parlament Noruec (Storting) a donar llum verda a l'establiment de més de sis bandes el 1953.
Les següents bandes, entre d'altres, compleixen les funcions cerimonials de les Forces Armades de Noruega:
- Banda de l'Estat Major de les Forces Armades de Noruega
- Royal Norwegian Navy Band
- Banda de la Força Aèria Noruega
- Hans Majestet Kongens Garde Companyia de Band and Drill Team
- Banda de l'exèrcit noruec, al nord de Noruega
- Banda de l'Exèrcit Noruec, Noruega Occidental (també coneguda com a Banda de les Forces Armades de Noruega)
- Oslo Home Guard Band

### Polònia
Les bandes militars de les Forces Armades poloneses segueixen el model austríac, però també tenen part de tradició musical alemanya i russa. La principal banda militar de Polònia és la Banda Central Representativa de les Forces Armades Poloneses, que forma part del 1er Batalló de Guàrdies, Regiment de la Guàrdia d’Honor Representativa i que ha servit al lideratge de Polònia des del 1918. Totes les branques de serveis de les forces armades tenen també la seva pròpia banda militar. El conjunt representatiu de les forces armades manté una orquestra de cambra completa unida a la unitat. A més de la banda central, les tres principals branques de serveis de l'exèrcit polonès mantenen les seves pròpies bandes representatives.

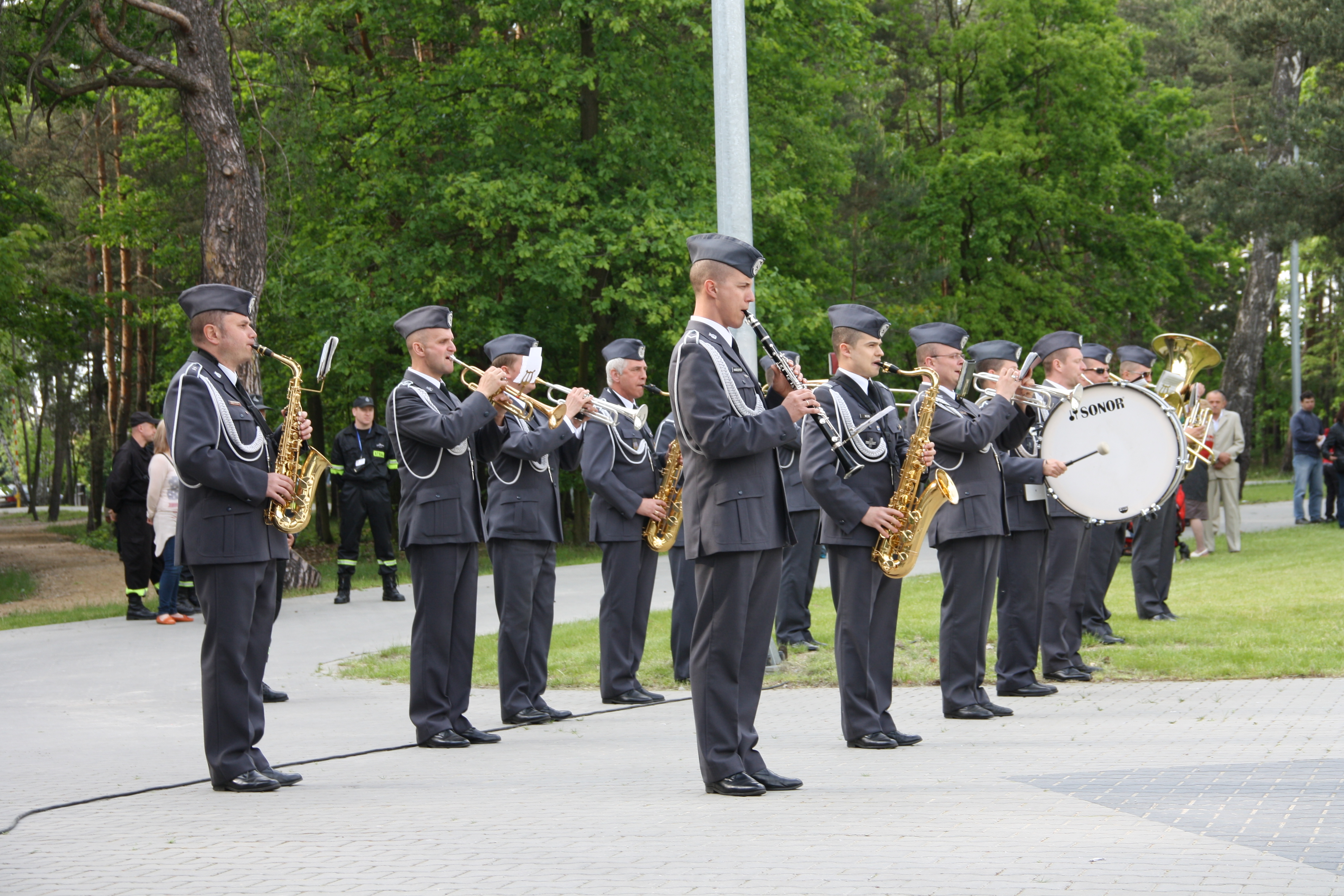
La Representative Band de la força aèria polonesa es va crear el 2002, fusionant dues bandes militars de Jelenia Góra i Oleśnica.

La Representative Band de la força aèria polonesa (Orkiestra Reprezentacyjna Polskich Sił Powietrznych) es va crear el 2002 després de la fusió de dues bandes militars de Jelenia Góra i Oleśnica. La majoria dels membres de la banda són graduats de l'antiga escola secundària de música militar de Gdańsk, així com graduats de les acadèmies musicals a Polònia i a l'estranger. Participa en nombrosos festivals i tatuatges a Europa occidental i central. El 2009, la banda de les forces aèries poloneses va ser la guanyadora de la 44a revisió anual de les bandes militars de les Forces Armades poloneses. Actualment té la seu al 34è esquadró de míssils de defensa aèria de Bytom i es troba sota el comandament del tinent Krystian Siwek.
La Banda Representativa de les Forces Terrestres Poloneses (Orkiestra Reprezentacyjna Wojsk Lądowych) dona suport a les activitats cerimonials diàries de les Forces Terrestres Poloneses des del seu quarter general de Wroclaw. Es va establir el 1952 per ordre de Vladislav Korchits, que era l'aleshores cap de l'estat major polonès. En més de 50 anys, la banda va estar dirigida per aclamats músics polonesos com el major Czesław Kęstowicz, el capità Franciszek Minta i el major Mariusz Dziubek.
La Banda Representativa de l'Armada de Polònia (Orkiestra Reprezentacyjna Marynarki Wojennej Rzeczypospolitej Polskiej) atén les necessitats cerimonials i musicals de l'Armada polonesa. La banda es va formar el 1920 a la ciutat de Puck, que aleshores era la seu de la marina polonesa. Va ser traslladat a Gdynia amb altres unitats el 1925 i des d’aleshores s'hi va establir. Les seves activitats es van suspendre durant la Segona Guerra Mundial a causa de l'ocupació de Polònia. El govern polonès va crear una Big Band com a part de la banda el 1982.
La història de la Representative Band de la guàrdia fronterera polonesa (Orkiestra Reprezentacyjna Straży Granicznej) es remunta al 1956 i està estretament relacionada amb la història de la brigada dels Carpats de l'exèrcit polonès. Ha exercit les seves funcions actuals com a banda militar des de 1973 i té la seva seu a Podhale des de la seva fundació. És coneguda com a intèrpret perfecte de música simfònica, de metall i de música clàssica. La banda s'enorgulleix dels més de 10.000 concerts que ha realitzat al llarg dels anys i dels diversos premis i guardons que han rebut oficials musicals i governamentals a Polònia i a l'estranger.

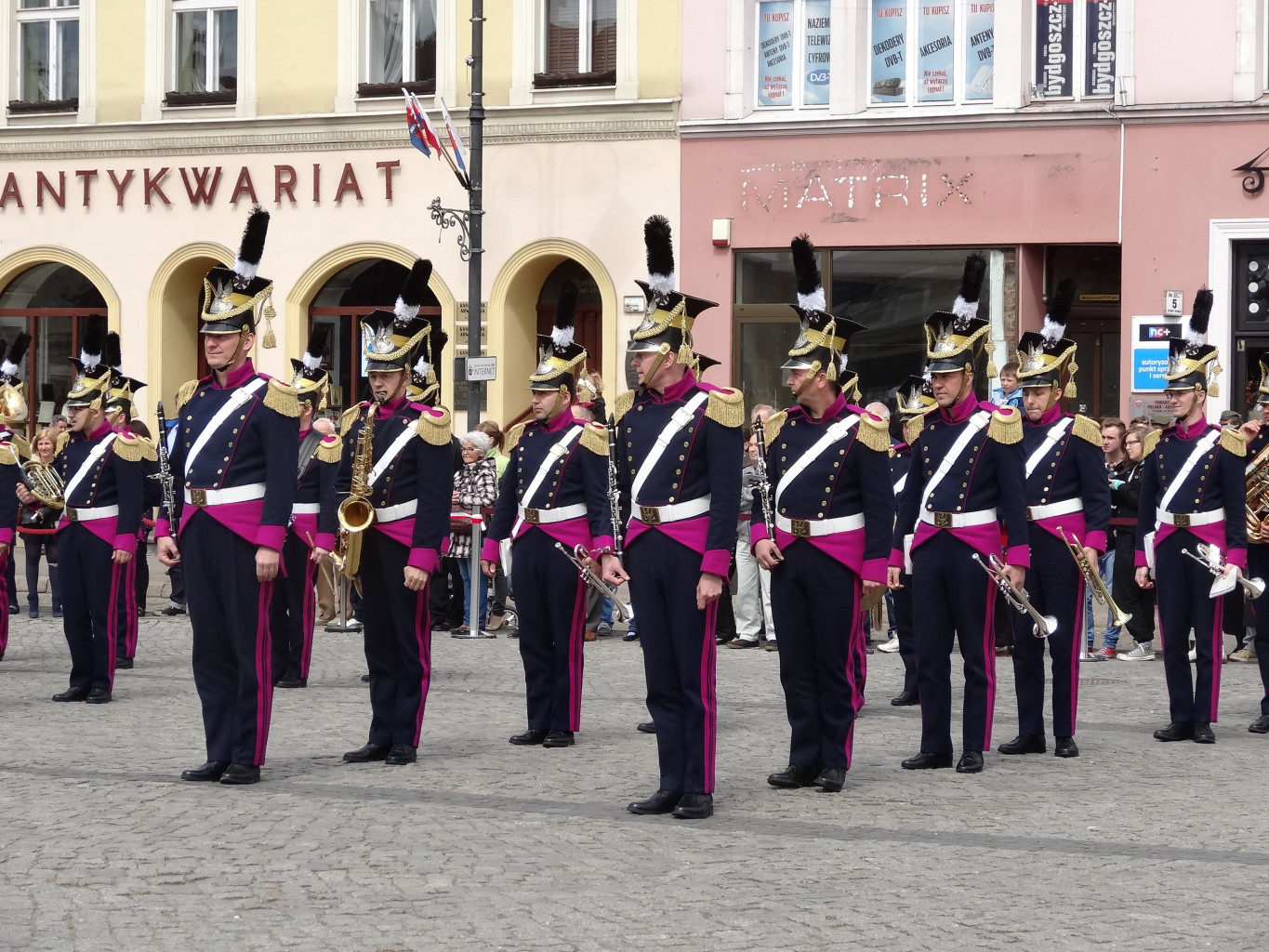
La banda de la guarnició de Bydgoszcz actua el dia 3 de maig de la Constitució, 2014

Les següents guarnicions militars tenien bandes militars sota la seva jurisdicció:
- Bydgoszcz Garrison Band[160]
- Stargard Garrison Band
- Torun Garrison Band[161]
- Lublin Garrison Band[162]
- Giżycko Garrison Band
- Elbląg Garrison Band
- Szczecin Garrison Band
- Siedlce Garrison Band
- Żagań Garrison Band
- Świnoujście Garrison Band
- Koszalin Garrison Band
- Bytom Garrison Band
- Dęblin Garrison Band
- Radom Garrison Band[163]
- Warsaw Capital Garrison Band
- Krakow Garrison Band
- Rzeszów Garrison Band

### Portugal
Portugal té una llarga tradició musical militar. Les bandes de tipus militar existeixen no només a les forces militars, sinó també a les forces de seguretat i emergències, amb algunes influències d’Espanya, França i el Regne Unit.
La banda sènior de les Forces Armades portugueses és la Banda Simfònica de l'Exèrcit (EEB), amb seu a Lisboa i formada el 1988 per ordre del cap de gabinet de l'exèrcit, el general Mário Firmino Miguel. És l’hereu de les tradicions musicals més antigues de l’ exèrcit portuguès, antecedents històrics de les quals inclouen la Banda del 1r Regiment d’Infanteria i la Banda del 5è Batalló de Caçadors El 7 d’octubre de 2005 va ser atorgada pel president Jorge Sampaio la Medalla d’Or dels Serveis Distingits. L'exèrcit també té quatre bandes militars regionals, l'Army Fanfare Band i altres tres bandes de fanfàrria. La Fanfare Brass Band de la brigada portuguesa de reacció ràpida té la particularitat d’incloure gaites i els seus membres són paracaigudistes qualificats. La més jove de les formacions està activa des del 1986.
La Banda da Armada (Banda de la Marina) és la banda oficial de la Marina portuguesa, que es remunta a la dècada de 1740 quan hi havia una banda anomenada "Charamela" a la Marina Reial portuguesa. La Marina també inclou la Fanfarra da Armada, un cos de tambors i cornetes que forma part del Cos de Marines Portuguès, amb orígens que daten de la Brigada Reial i que existeixen des de 1837. Tots dos porten la llarga història de les bandes i la música de camp en aquesta branca.
La Banda de la Força Aèria Portuguesa es va crear la nit de Cap d’Any el 1957, cinc anys abans de la fundació de la Força Aèria Real. Igual que la banda de l'exèrcit, va rebre la Medalla d’Or dels Serveis Distingits, atorgada el 1997.
Fora d’aquestes bandes, que formen part del marc principal de l'exèrcit portuguès, la Banda Simfònica de la Guàrdia Nacional Republicana (GNR), la Força de Gendarmeria del país, serveix com a banda militar oficial i serveix com a banda oficial estatal de la República. El GNR també inclou la Horse Brass Band (Xaranga a Cavalo), que és l'única banda muntada al món que toca al galop.

### Romania
El Servei de Música Militar de les Forces Armades de Romania (Serviciul musical militar al Forțelor Armate Române) i la Inspecció de Música Militar (Inspectoratul Muzicilor Militare) són els principals departaments de bandes militars del Ministeri de Defensa Nacional de Romania. És responsable de l’organització i instrucció de les bandes militars de les forces armades. Actualment es troba en una base militar al bulevard Iuliu Maniu, 13, a Bucarest. L'1 de juliol es considera el "Dia de la Música Militar" (Ziua muzicilor militare), que s'observa com a festa professional.

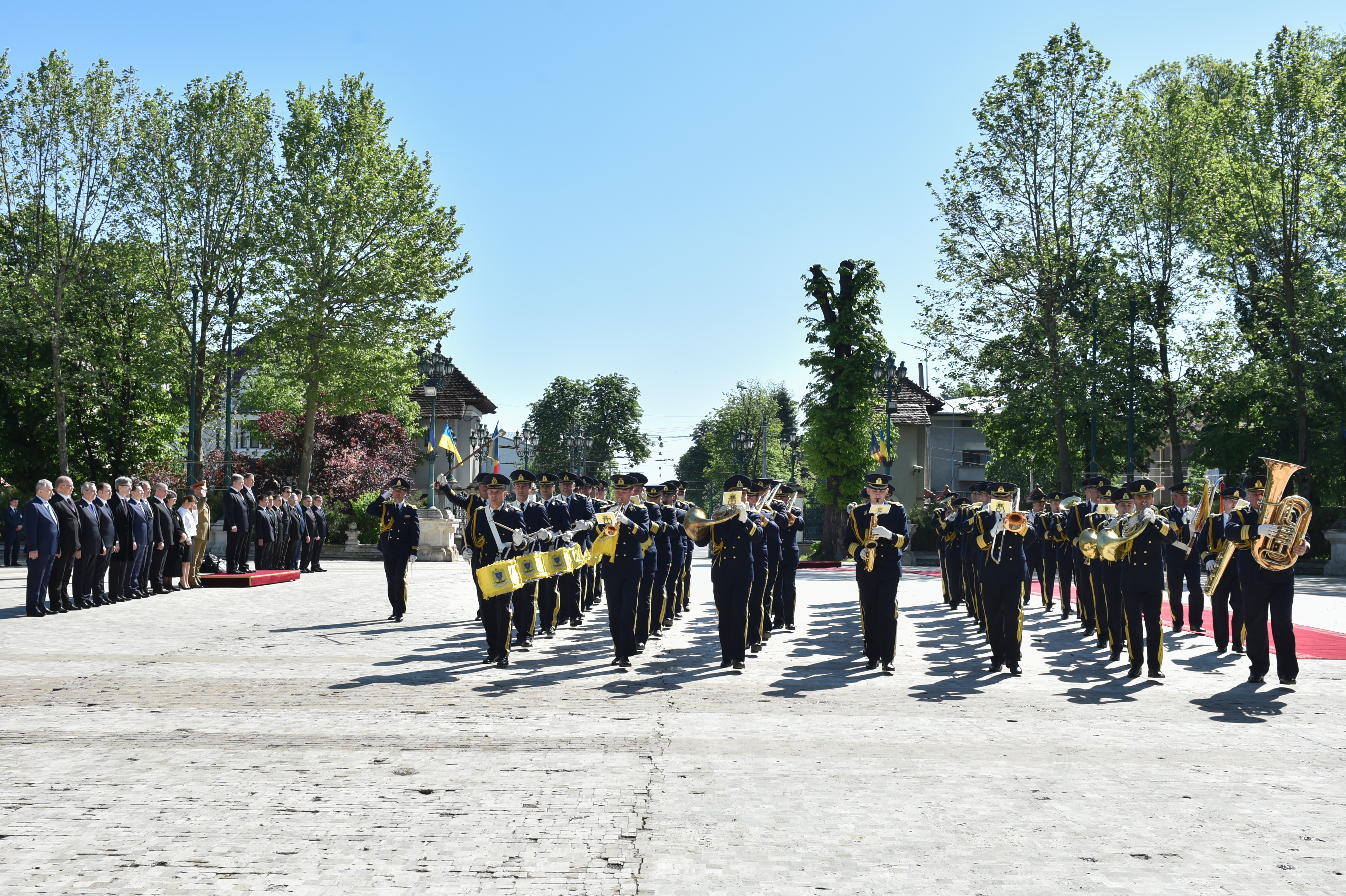
La banda regimental de la 30a brigada de guàrdies de Michael el Valent durant la visita de Petro Poroshenko a Romania.

El 1864 es va convertir en una secció especial del Ministeri de Guerra, que controlava les seves bandes militars subordinades i les seves escoles de música. La secció es va convertir en la base per al posterior establiment de la Inspecció de Música Militar el 1867, que va tenir el capità Eduard Hübsch com a primer comandant. En els prop de 30 anys des que Hübsch va ser l'inspector de la música militar, es van elaborar les regulacions especials per a les bandes de la banda i els músics militars van rebre un nou estatus a l'exèrcit. El 26 de maig de 1895, l’inspector general Ion Ivanovici (l’autor dels més famosos valsos romanesos Ones del Danubi) va dotar la inspecció de nous instruments, va introduir un valuós i divers repertori, alhora que donava suport a la formació de futurs instrumentistes militars. El 10 d'octubre de 1936 es va crear l'Escola de Música Militar i es va dissenyar per garantir la formació del personal de música militar. A mitjan juny de 1954, es van formar les bandes militars representatives de cada branca de servei de l'Exèrcit Popular Romanès. L'actual inspector general del servei de música militar és el coronel Valentín Neacsu, que ocupa aquest càrrec des de l’11 d’octubre de 2007, succeint al coronel Ionel Croitoru.
Les Forces Armades de Romania mantenen una banda central per a les seves respectives branques de serveis. Inclouen la Banda Central Representativa de l'Exèrcit Romanès, la Banda Central Representativa de la Força Aèria de Romania i la Banda Central Representativa de l'Armada romanesa. A més de les bandes centralitzades, les Forces Armades de Romania també mantenen diverses altres bandes, que inclouen la Banda Regimental de la 30a Brigada de Guàrdies Michael the Brave, la Banda Folklòrica Doina Armatei i les bandes per al Centre d'Entrenament Militar per a Música i l’Escola de Música Militar. Totes les bandes segueixen una barreja de tradicions russa, francesa, britànica i alemanya amb tambors de camp al primer pla de tant en tant quan es formen bandes massificades, durant el període de la República Socialista de Romania una formació típica de bandes massificades els dies festius nacionals a Bucarest (fins al 1989) lluïa cornetes i trompetes de fanfarra cromàtiques seguint la pràctica russa al front davant de la percussió.

### Rússia

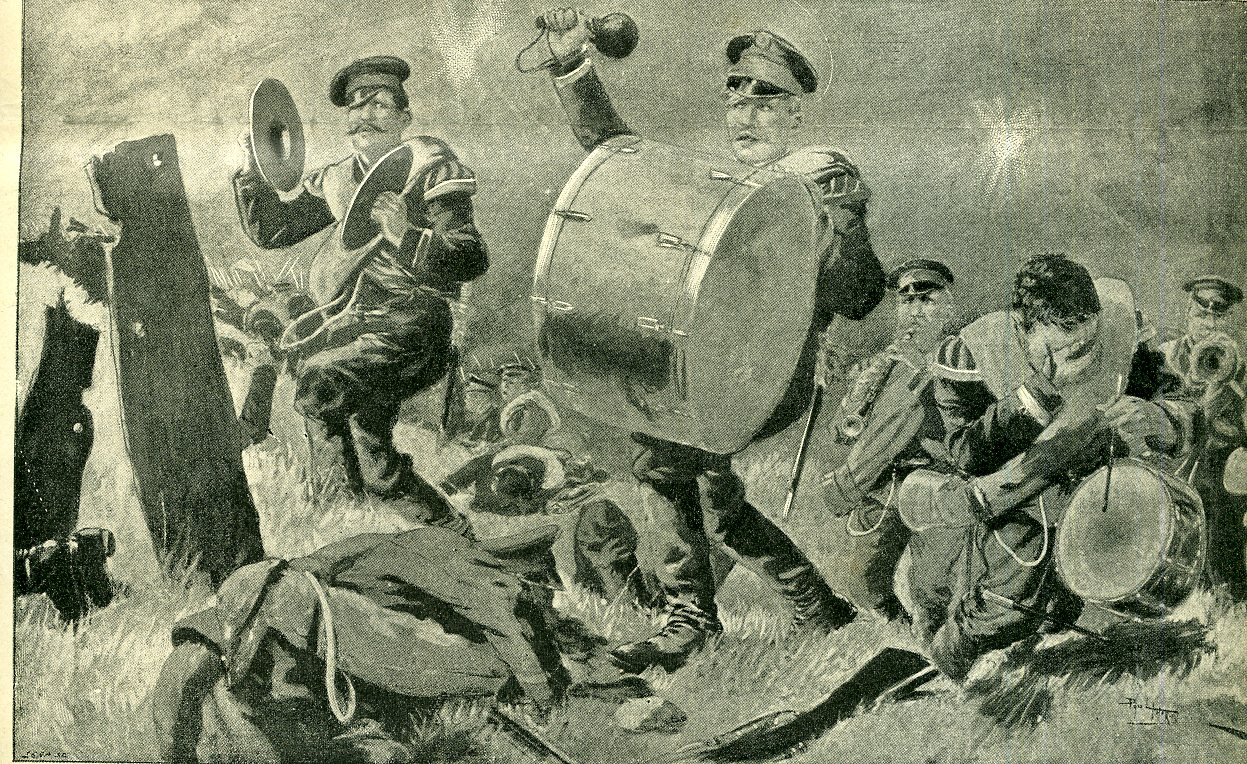
Representació d’una banda militar de l'Exèrcit Imperial Rus durant la Guerra russo-japonesa

Començant a finals del segle xvii amb el naixement dels serveis armats russos regulars, cada unitat de l'Exèrcit Imperial i de la Marina formaven les seves pròpies bandes mitjançant personal allistat regularment i suboficials i dirigits per oficials com a directors de música i directors de banda. Aquesta tradició es va mantenir fins i tot a l'era soviètica, i un dels millors directors d'orquestra de la banda va ser el general de divisió Semyon Tchernetsky, que va fundar i es va convertir en el primer director de música de la banda central del Ministeri de Defensa de la Unió Soviètica des de 1927 fins a 1951. De fet, Rússia té una llarga tradició de bandes militars i tantes marxes militars han estat compostes per diversos compositors al llarg dels anys. Aquestes bandes es van modelar segons les bandes militars alemanyes, amb l'afegit de la trompeta de fanfara cromàtica. Algunes marxes russes, però no totes, es feien llavors a Alemanya i en altres llocs, ja que la resta eren marxes militars compostes localment. Normalment tenien un director d’orquestra i un tambor major (que utilitzaven la maça) o una corneta major tocant la trompeta de fanfarra cromàtica. Els instruments de metall van formar el primer nivell de la formació seguit de la percussió i els vents de fusta. Les bandes de cavalleria muntades eren similars a les alemanyes, però en alguns aspectes eren molt diferents.
Les bandes militars (també traduïdes lliurement a Военный оркестр, que significa Orquestra Militar) quan es creaven afegirien tambors de camp i trompetes de fanfàrria al conjunt per a grans desfilades i cerimònies estatals. La formació utilitzada per aquestes bandes reflecteix les formacions actuals.

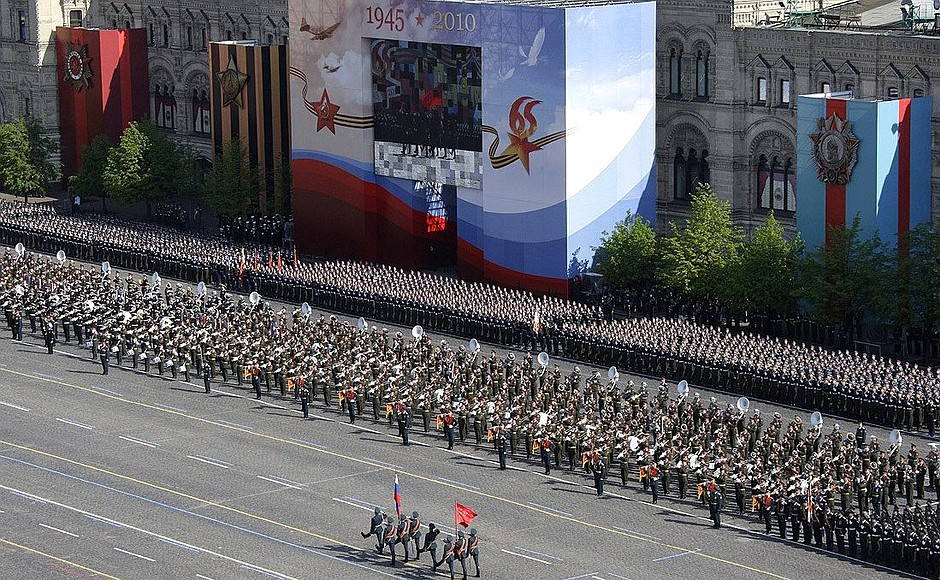
La Guarnició de Moscú va agrupar bandes durant la desfilada del dia de la victòria de Moscou del 2010

Quan es van crear les Forces Armades soviètiques el 1918, les bandes militars van començar a millorar. Amb la creació de la Banda Militar Central per part de Semyon Chernetsky el 1927, va néixer la cultura actual de la banda militar russa i ex-soviètica. A finals de la dècada de 1920 i 1930, les típiques bandes militars soviètiques que actuen l'1 de maig, el 7 de novembre i a partir de 1945, el 9 de maig, estarien compostes per una banda militar i un cos de tambors que desfilarien i fins que més tard, durant els anys 70 s'unirien.
Les bandes militars soviètiques amb molts músics als anys trenta i quaranta solen tenir un tambor major, un director d'orquestra i un subdirector opcional de dos a tres a la part davantera de la banda. Les bandes muntades tenien la mateixa formació, però amb només un director de música i el tambor de banda muntat opcionalment, només algunes bandes tenien vents de fusta. Les bandes militars soviètiques de la preguerra van tocar no només el Primer de Maig i el Dia de la Revolució, sinó en les Desfilades del Nacional de l’Esport a la Plaça Roja, les diferents competicions esportives i altres ocasions, i després de la Segona Guerra Mundial, al Dia de la Victòria amb celebracions a tota l'URSS. A la dècada de 1930, els titulars de la mitja lluna turca tremolaven durant les desfilades esportives, però als anys quaranta no els tremolaven. La seva formació va reflectir les que feien servir les bandes militars russes a l'època Imperial.

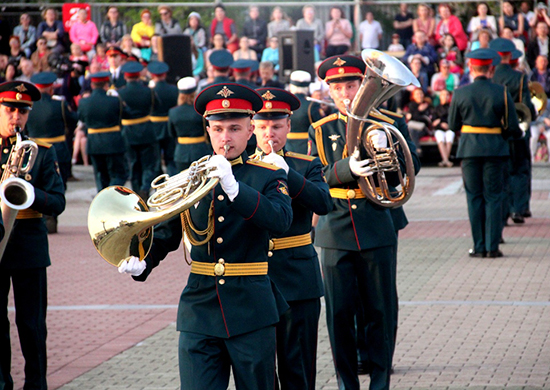
Les guarnicions regionals i locals / districtes militars de Rússia també mantenen els seus propis serveis de suport musical, com ara la Banda Militar del Districte Militar Oriental.

Cap a la dècada de 1950 les bandes militars soviètiques van evolucionar pel que fa a instrumentació. El seu posicionament, especialment a les bandes de Moscou, va millorar, ja que les marxes militars soviètiques acabades de compondre aviat van crear el so de la banda militar soviètica per als occidentals durant els dies de la Guerra Freda. Un director d'orquestra i d'un a quatre tambors majors i diversos directors de banda van conduir les bandes militars de la Unió Soviètica a Moscou, Leningrad i a les capitals republicanes cap a una nova dècada de progrés per a la música militar soviètica, ja que moltes composicions noves van entrar a la llista de cançons de marxes tocades durant les desfilades estatals. La reforma de les bandes es va iniciar el 1948-1949 amb el subdirector del servei de bandes, el major general Ivan Petrov, i va continuar fins als anys setanta. Les bandes del districte militar de Moscou van participar en les cerimònies d’obertura i clausura dels Jocs Olímpics d’estiu del 1980, que va ser el debut televisiu internacional de les bandes militars soviètiques, transmès a nombrosos països del món.
Avui en dia les bandes militars de Rússia també formen part de l'element de la seu a partir del nivell regimental i també proporcionen suport musical a les diferents unitats de les Forces Armades de Rússia, el Ministeri d’Afers Interns, el Servei Federal de Protecció, el Servei Federal de Seguretat i Ministeri de Situacions d'Emergència. Les bandes militars aquí també proporcionen suport musical en esdeveniments civils i militars, en una àmplia gamma de grups i conjunts. Alguns poden fins i tot continuar amb les antigues tradicions de les bandes militars russes posant-se els antics uniformes militars imperials de l'Imperi Rus, especialment els uniformes de les bandes. Alguns exemples són la Banda Central del Ministeri de Defensa de la Federació Russa, la Banda Exemplar de la Guàrdia d'Honor de la Guarnició de Moscou, la Banda de l'Almirantazgo de Sant Petersburg, la Banda Central del Districte Militar Occidental i la Banda Presidencial de la Federació Russa del Regiment del Kremlin.

### Sèrbia
La primera banda militar de Sèrbia es va fundar el 1831 per decret del príncep Miloš Obrenović sota el títol de Knjaževsko – Serbska Banda. Aquesta banda servia al llavors Exèrcit Reial Serbi i és l'avantpassat de la moderna banda de la Unitat de Guàrdies Sèrbies com a banda oficial de cerimònia de les Forces Armades de Sèrbia. El Reial Exèrcit Iugoslau i l'Exèrcit Popular Iugoslau també han mantingut bandes militars a les seves files al llarg del segle xx, amb el primer amb una banda a la seva Guàrdia Reial. També hi havia una escola militar de música a principis del segle xx. Les bandes militars també inclouen les bandes Niš i Binički de l'Exèrcit Serbi.
Totes les bandes segueixen la pràctica austríaca amb influències russes i turques afegides.

### Espanya
Les bandes militars a Espanya tenen una trajectòria molt antiga. Hi ha informes de bandes primitives que daten dels períodes tribals i romans celtibèrics. Tanmateix, la música militar en el sentit modern va començar amb l'expansió de l'Imperi Espanyol entre els segles xvi i XVIII, durant les nombroses campanyes militars espanyoles a Europa i al món en general quan es van formar les primeres bandes als terços de l'exèrcit espanyol, equipades amb pifres i tambors i posteriorment amb instruments de vent del període formats sota un tambor major. La influència de les bandes militars espanyoles és molt important, especialment a Amèrica Llatina i Filipines. Les marxes característiques són el "toc" de trompetes, cornetes i corns de caça, i el ritme constant de la secció de percussió, amb esperit festiu i ritmes marcials contrastats. Al segle xix, la infanteria lleugera de l'exèrcit va adoptar una forma militaritzada de la tradició civil de la xaranga del sud-est i del nord d'Espanya, una tradició que l'Armada Espanyola adoptaria per a les unitats navals i les bandes de companyies de vaixells.
[[:Fitxer:Banda militar corneta.jpg|]]
miniatura
Les formacions de bandes de les Forces Armades espanyoles, totes sota el cos de bandes dins dels Cossos Comuns de les Forces Armades Espanyoles, segueixen el model britànic, però les bandes espanyoles solen tenir els músics més experimentats tocant una tuba, posicionats al cap de la banda o a la segona línia. Normalment és el sergent major de la banda o el caporal de la banda, sovint col·locat entre els trombons o encapçalant una filera de tubes i eufonis en algunes bandes. Les bandes de cornetes formen part de la tradició musical espanyola des del segle xix, quan les cornetes van substituir el pifre a l'exèrcit i la marina espanyoles. Aquestes bandes consisteixen en percussionistes i clarins (o trompetistes de la cavalleria desmuntats des del segle XX). Aquestes formacions, quan s'uneixen, estan dirigides per un director de música i un tambor major (amb una corneta major o una trompeta major depenent de la branca). El centenari Cos de Tambors dels Regulars està dirigit per un tambor major i una corneta major amb músics que toquen la caixa, cornetes, flautes nord-africanes i, de vegades, la cornamusa, i la Guàrdia Reial Espanyola (també com a 1er Regiment d’Infanteria Immemorial del Rei d’AHQ), el Cos de Tambors tocant tambors i pifres i vestint uniformes del segle xviii. Les cornetes, per tradició, s'utilitzen a les bandes de cornetes de la Legió Espanyola i la Brigada de Paracaigudistes en lloc de les cornetes amb vàlvules que utilitzen altres bandes i les trompetes i el bombo que utilitzen els Guàrdies Reials. Dins de les unitats amb seu a Galícia i Astúries, també estan en servei bandes militars de cornamuses. Només la Guàrdia Civil i de la Guàrdia Reial tenen bandes amb trompetes de cavalleria muntats que també té un timbaler muntat.
Avui en dia hi ha 26 grups o "Unitats de Música" els membres dels quals pertanyen al Cos de Bandes. Es divideixen de la següent manera: 15 d’ells a l’Exèrcit, 5 a la Marina i la resta a la Força Aèria. Les seves àrees d’operació són: Andalusia, Aragó, Canàries, Castella-la Manxa, Castella i Lleó, Ceuta, País Valencià, Galícia, Madrid, Melilla i Múrcia. Una escola de música té seu al districte de Carabanchel, al sud-oest de Madrid, com a part de l'Acadèmia Central de Defensa amb la finalitat de formar persones al cos de bandes.

### Suècia

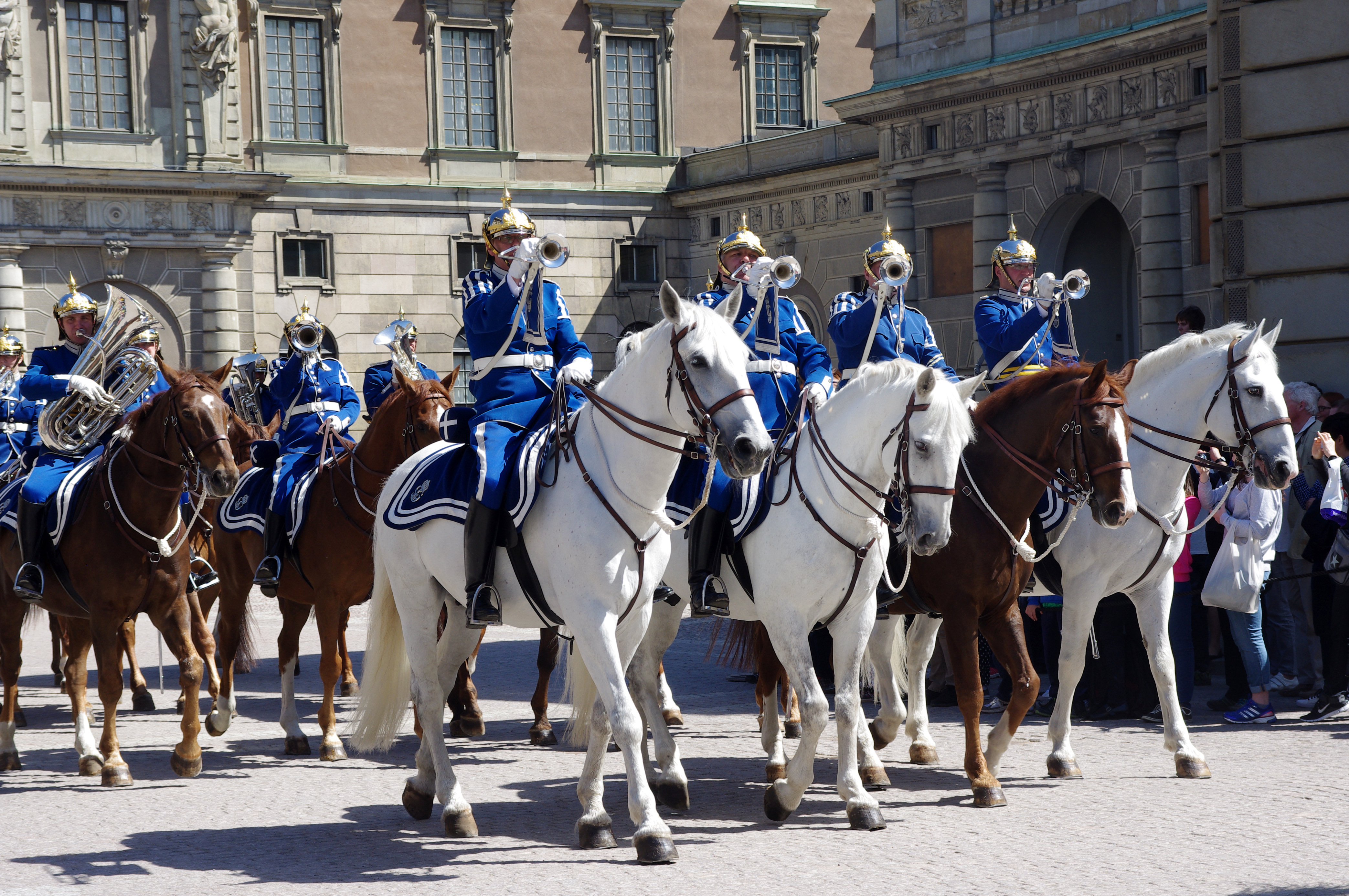
Els Life Guards 'Dragoon Music Corps actuen durant el Dia Nacional de Suècia el 2012.

Tradicionalment, cada regiment suec tenia una banda. Durant el segle xx, moltes d'elles es van dissoldre i el 1957 totes les bandes militars restants es van fusionar en una de guarnició o es van dissoldre completament. La música militar sueca es va convertir en una organització no militar el 1971, però no va tenir èxit, llavors es va crear la Royal Swedish Army Band el 1982, seguida de diverses bandes als anys noranta. A partir de 2010, les Forces Armades de Suècia ja no tenen reclutes, sinó soldats professionals. Els músics militars de la Música de les Forces Armades de Suècia són ara músics professionals amb rang civil (CR-1/8) o soldats professionals amb grau militar (OR-1/5). Avui, la música militar sueca ha sofert noves retallades, conservant dues bandes només a l'exèrcit i una a la marina i només una formació de música de camp única. A més, hi ha 25 bandes a la Home Guard sueca, totes elles sota el comandament de l’ Hemvärnsmusiken.
Les formacions d’aquestes bandes són una barreja de tradicions de bandes italianes, alemanyes i britàniques. Les bandes actives actuals de les Forces Armades de Suècia inclouen la Banda Reial de l'Exèrcit Suec i el Dragoon Music Corps del Life Guards, ambdós amb seu a Estocolm; i la Royal Swedish Navy Band, amb seu a Karlskrona. Tots tres informen al Departament de Guàrdies Vives de les Bandes Militars.

### Suïssa
La Banda Central de l'Exèrcit Suís és la principal banda militar de l'Estat sense litoral. Es basa principalment en influències alemanyes i franceses, però també italianes i britàniques. Serveix com a únic ambaixador de la Swiss Armed Force, ja que els militars no tenen un ceremonial permanent (els guàrdies d’honor estan muntats per unitats regulars). Tot i tenir afiliacions amb l'exèrcit, com els uniformes del segle xviii i els exercicis de precisió, el cos civil Top Secret Drum Corps no és una banda militar suïssa. El Centre de Competència en Música Militar (Kompetenzzentrum Militärmusik) és una unitat organitzativa especialitzada en la formació de músics militars per al servei. 
També està en servei la Banda de Reclutament de l'Exèrcit Suís, que està tripulada per músics reclutats que compleixen el seu servei nacional a les Forces Armades. Altres grups inclouen Swiss Army Strings, Swiss Army Big Band, Swiss Army Brass Band, Swiss Military Small Band i Swiss Army Concert Band. La Swiss Military Small Band està composta per músics de la Brass Band Recruit School que van acabar una formació bàsica de 18 setmanes el maig del 2018.

### Ucraïna

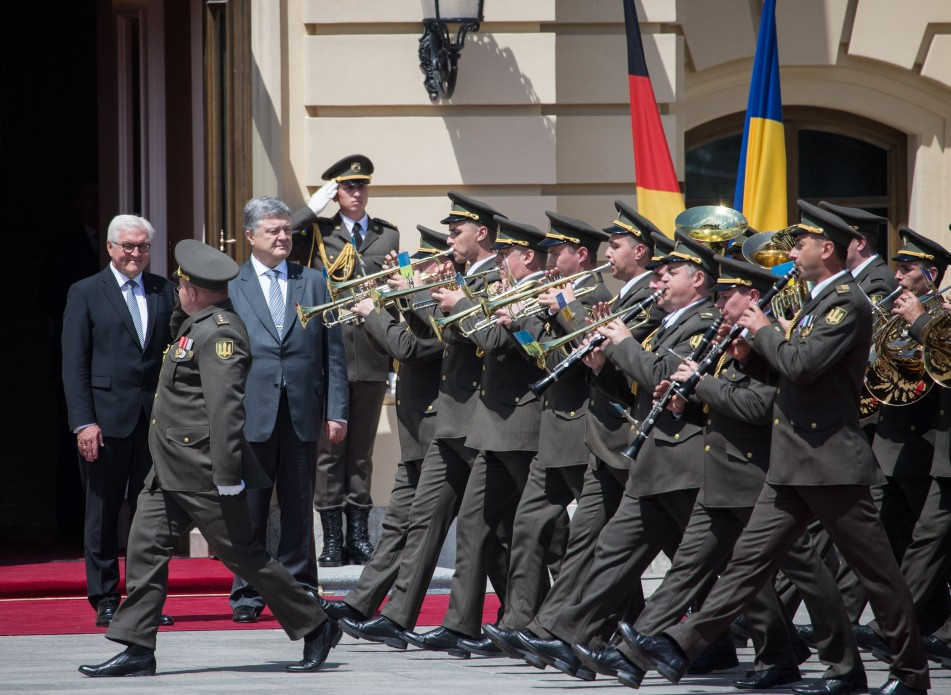
La Banda del Batalló de la Guàrdia d'Honor Presidencial de Kíev realitzant la visita d'estat de Frank-Walter Steinmeier a Ucraïna.

Les bandes militars a Ucraïna estan subordinades al Departament de Música Militar de l’Estat Major de les Forces Armades d’Ucraïna. Les següents bandes que formen part d'aquest departament es poden classificar en les següents: centres de bandes, bandes acadèmiques i bandes d'unitats. Les tres bandes més antigues de les Forces Armades d'Ucraïna són la Banda Exemplar Nacional de les Forces Armades d'Ucraïna i la Banda Presidencial Nacional d'Ucraïna i la Banda del Batalló de la Guàrdia d'Honor Presidencial de Kíev. La Banda Exemplar Nacional és la més gran de les forces armades, que dona feina a més de 100 músics. Hi ha una quota per al nombre de músics de diferents bandes, amb les bandes centrals dels centres de música de cada branca de serveis armats que donen feina a 52 membres i les bandes acadèmiques que donen feina a 21 membres.

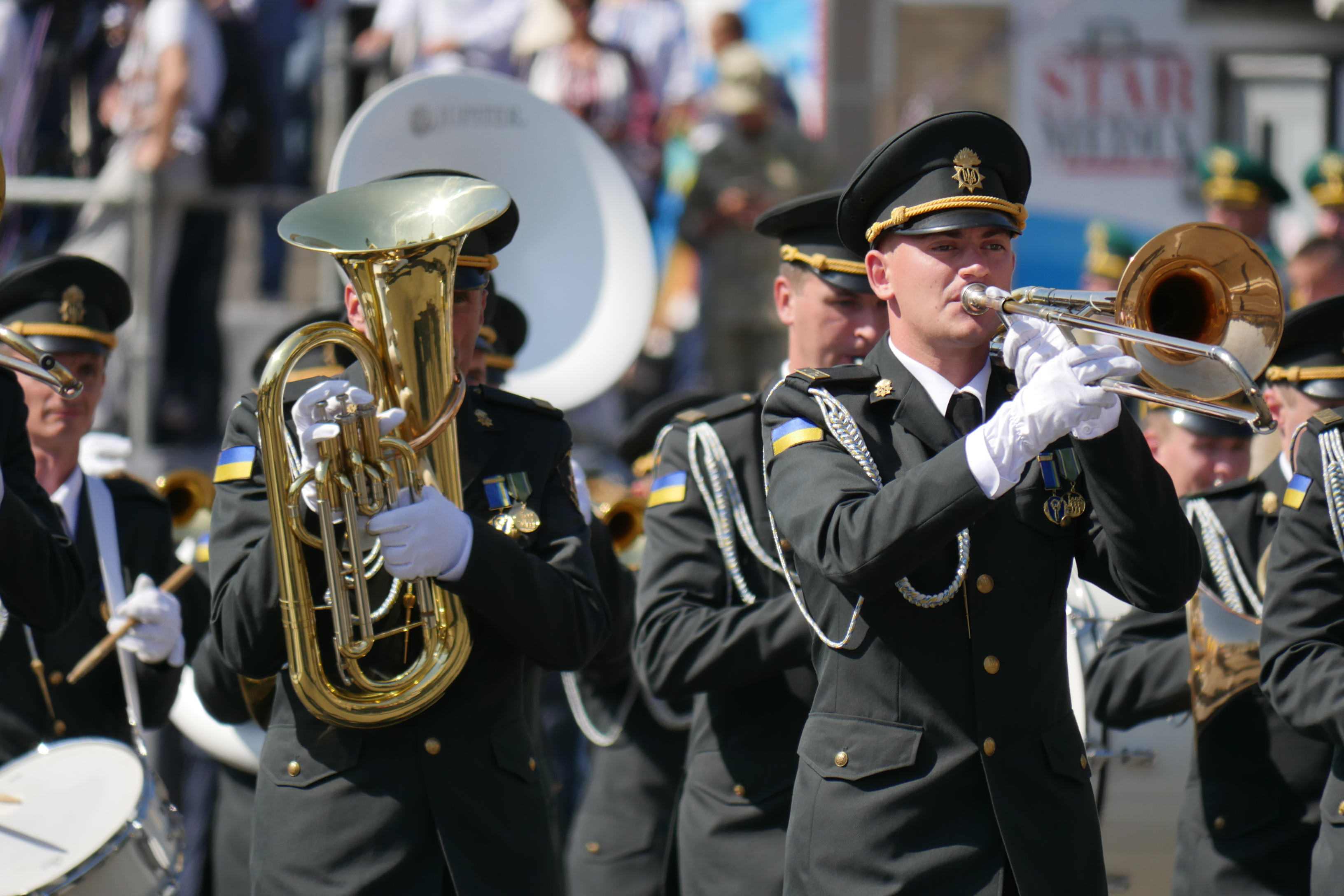
La banda de la Guàrdia Nacional d’Ucraïna actua durant el Dia de la Independència d’Ucraïna el 2018.

El Servei de Bandes Militars de la Guàrdia Nacional d’Ucraïna està format per la Banda Central de la Guàrdia Nacional d’Ucraïna, la Banda de la Guàrdia Nacional Acadèmia Militar d’Ucraïna, la Banda del Batalló de la Guàrdia d’Honor Nacional NGU Kyiv i la Banda de la Guàrdia Nacional Escola de Formació de Suboficials. Les bandes massives ucraïneses són conegudes pel seu ús no convencional d’instruments estacionaris com el timbal i el carilló. Des que l'exèrcit rus va annexionar a Crimea el 2014, seguida de la guerra al Donbàs, a les bandes militars ucraïneses se’ls va ordenar d’orientar els seus estils de marxa, així com els tambors majors a les bandes militars de la Unió Europea i els serveis armats de l'OTAN.
El maig de 2016, soldats de la Banda de la 44a Brigada d’Artilleria de Termòpil interpretar Shche ne vmerla Ukraina a gairebé 300 metres sota terra, batent un rècord mundial. La Banda del 194è Regiment de Pontons-Pontons del Servei Estatal de Transport Especial (establert a l'octubre del 2001) també serveix com a banda militar malgrat no formar part de les forces armades.

### Regne Unit

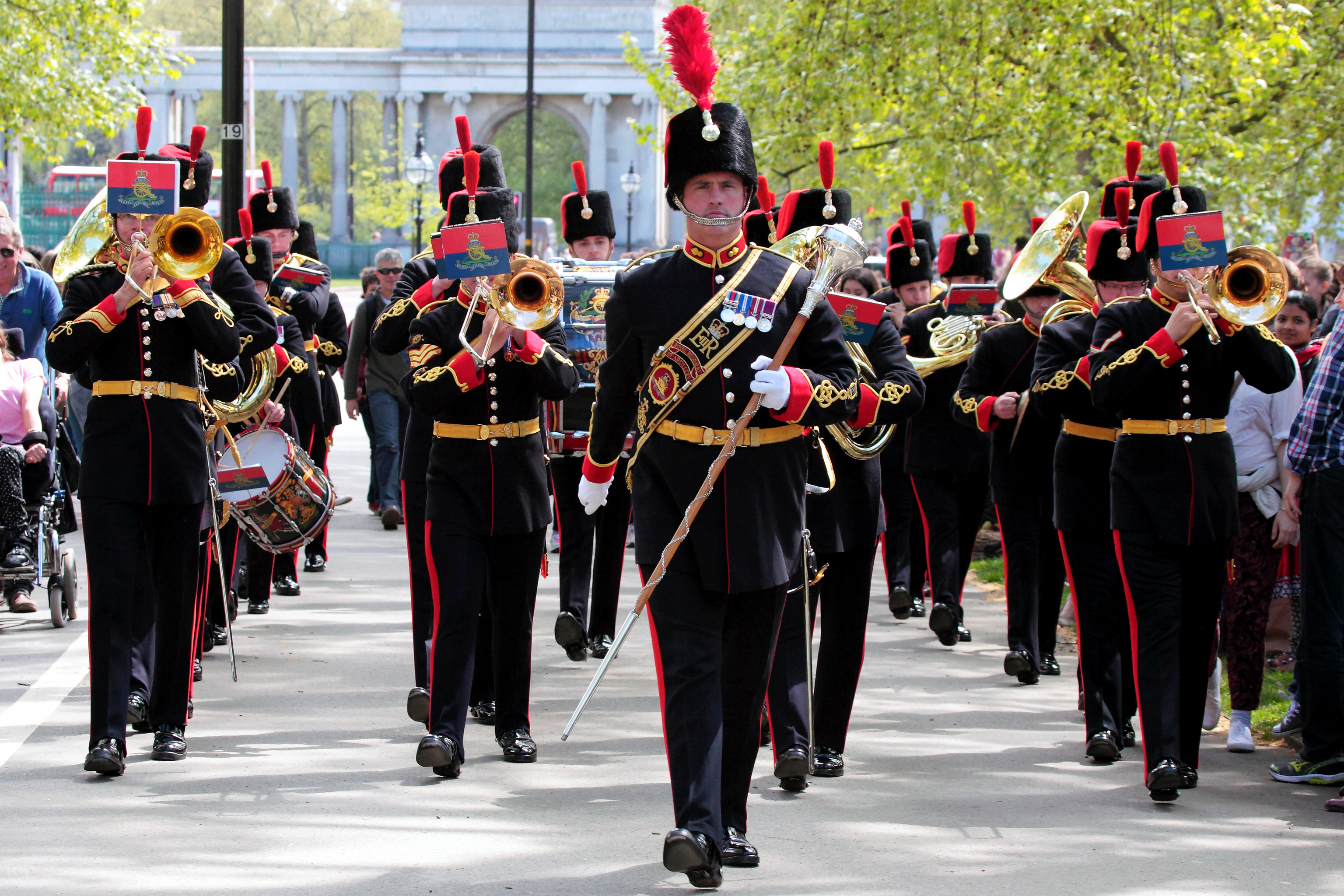
La banda més antiga de l'exèrcit britànic és la Royal Artillery Band, que pot remuntar els seus orígens a la batalla de Sant Quintí, el 1557.

Des dels temps medievals posteriors i la formació de les primeres bandes, el Regne Unit ha tingut una forta tradició de bandes militars. El 1993, Richard Morrison, el principal crític musical de The Times, va assenyalar: "Una de les estadístiques més estranyes sobre la vida cultural britànica és que el Ministeri de Defensa gasta més per mantenir bandes militars del que gasta el govern en totes les orquestres i companyies d'òpera professionals de la país". La banda militar més antiga de les Forces Armades Britàniques és la Royal Artillery Band. La banda pot remuntar els seus orígens al 1557 a la batalla de Sant Quintí, tot i que no es va fer oficial fins al 1762. Una sèrie de revisions de l'exèrcit que van començar el 1994 van reduir el nombre de bandes militars de l'Exèrcit Britànic de 69 a 22 bandes i el nombre de personal de 2.000 a 1.100.
Totes les bandes de l'Exèrcit Regular de l'Exèrcit Britànic formen part del Royal Corps of Army Music i actualment hi ha 22 bandes en servei. Aquestes bandes tenen una plantilla de 64 a 15 persones i inclouen: grups tradicionals de marxa, muntats i concerts, a més de grups de rock i una petita orquestra de corda. Les bandes del Royal Corps of Army Music són:
- Band of The Household Cavalry - Hyde Park Barracks, London i Combermere Barracks Windsor
- Banda del Royal Armoured Corps - Catterick, North Yorkshire
- Royal Artillery Band - Tidworth
- Banda del Cos d'Enginyers Reials - Chatham, Kent
- Banda del Reial Cos de Senyals - RAF Cosford, West Midlands
- Band of the Grenadier Guards - Wellington Barracks, centre de Londres
- Banda dels Guàrdies de Coldstream - Wellington Barracks, centre de Londres
- Banda dels guàrdies escocesos - Wellington Barracks, centre de Londres
- Banda dels guàrdies irlandesos - Wellington Barracks, centre de Londres
- Banda dels guardes gal·lesos - Wellington Barracks, centre de Londres
- Banda del Royal Regiment of Scotland - Edimburg
- Banda de la Divisió de la Reina - RAF Henlow, Bedfordshire
- Banda de la Divisió del Rei - prop de Preston
- Banda de la divisió del Príncep de Gal·les - St Athan, Gal·les del Sud
- Banda i Bugles of The Rifles - Winchester
- Banda del Regiment de Paracaigudistes - Colchester
- Banda de la Brigada de Gurkhas - Shorncliffe, a prop de Folkestone
- Banda del cos aeri de l'exèrcit - Colchester
- Banda i Cos de Tambors del Royal Logistic Corps - prop de Camberley
- Banda del Cos de Reials Enginyers Elèctrics i Mecànics - Catterick, North Yorkshire
- Banda del cos d'adjutant general - prop de Winchester
- Orquestra de corda de la comtessa de Wessex - Woolwich, Londres

L'Exèrcit Britànic també compta amb 20 bandes militars de reserva situades a tot el Regne Unit i Gibraltar:
- Banda de la Honorable Artillery Company
- Regimental Band (Inns of Court & City Yeomanry) de la Royal Yeomanry
- Lancashire Artillery Volunteers Band
- Nottinghamshire Band of the Royal Engineers
- (Nord) Banda del Reial Cos de Senyals
- Lowland Band del Royal Regiment of Scotland
- Highland Band del Royal Regiment of Scotland
- Banda del Regiment Reial de la Princesa de Gal·les (Queen's i Royal Hampshires)
- Banda del Reial Regiment de Fusilers
- Banda del Royal Anglian Regiment
- Banda de voluntaris del Royal Gibraltar Regiment
- Banda del Royal Irish Regiment (27è (Inniskilling) 83è i 87è i Regiment de Defensa de l'Ulster)
- Band of the Royal Welsh: l'única banda de música de l'exèrcit de reserva
- Banda del Regiment del Duc de Lancaster (King's Lancashire and Border)
- Banda del Regiment de Yorkshire (14/15, 19 i 33 / 76è peu)
- Banda del Regiment Mercian
- Salamanca Band of The Rifles
- Waterloo Band of The Rifles
- Banda del 150è Regiment de Transports (Yorkshire), Royal Logistic Corps
- Banda dels Serveis Mèdics de l'Exèrcit

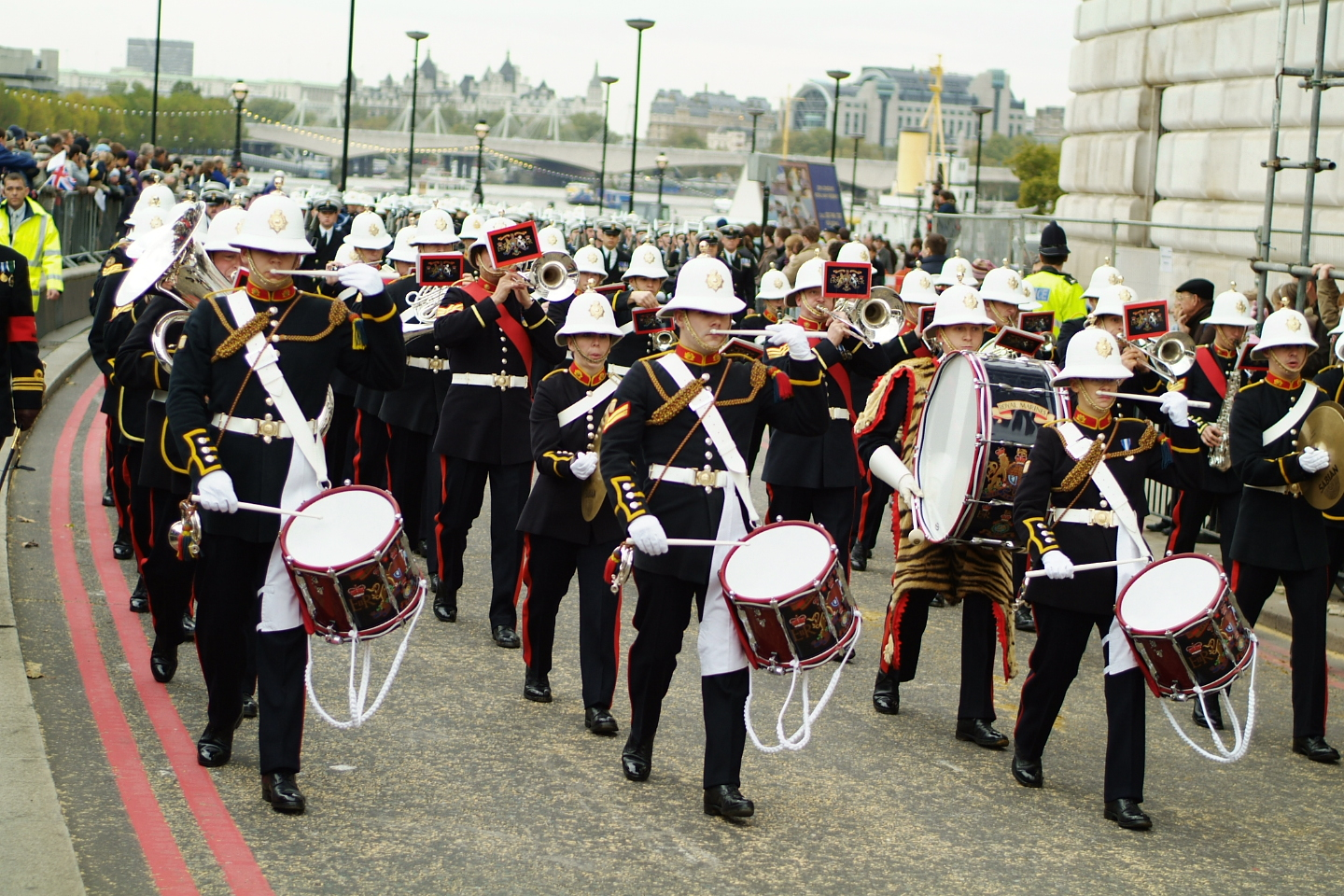
La Royal Marines Band Service és l'única ala musical que actua actualment a la Royal Navy.

La Royal Marines Band Service és, des de 1950, la dissolució de les bandes divisòries de la flota, l'única ala musical de la Royal Navy en servei. Actualment està format per sis bandes. Sens dubte, hi havia grups de músics al servei abans del 1767, quan es van formar les bandes divisòries de Royal Marines a les bases navals de Chatham, Plymouth i Portsmouth i al punt de trobada naval de Deal in the Downs i bandes marines (juntament amb bandes professionals pagades pels capitans) i els seus respectius cossos de tambors proporcionaven música a bord dels vaixells abans i durant les batalles de les guerres napoleòniques (per exemple, durant la llarga navegació a la batalla de Trafalgar).
Actualment, hi ha un total de cinc bandes marines reials i un cos de tambors:
- Banda de HM Royal Marines, Portsmouth (HMS Nelson)
- Banda de HM Royal Marines, Plymouth (HMS Raleigh)
- Banda de HM Royal Marines, Escòcia (HMS Caledonia, Rosyth)
- Band of HM Royal Marines, HMS Collingwood (en substitució de la Band of Britannia Royal Naval College)
- Banda de HM Royal Marines, Commando Training Center Royal Marines

La Banda de la Royal Marines School of Music de Portsmouth (The Training Band) puja el nombre total a 6.
La Royal Air Force Music Services és l'organització que proporciona suport musical militar a la Royal Air Force. Amb seu a RAF Northolt (anteriorment a RAF Uxbridge) i RAF Cranwell, forma l’administració central de cent setanta músics dividits entre la banda central de la Royal Air Force, la banda del Royal Air Force College, la banda del Royal Regiment de la Força Aèria i Serveis de Música del Quarter General. Aquestes principals bandes militars tenen dins de les seves files els Royal Squadronnaires de la Força Aèria, la Royal Air Force Swing Wing, la Royal Air Force Shades of Blue i la Salon Orchestra de la banda central de la Royal Air Force.

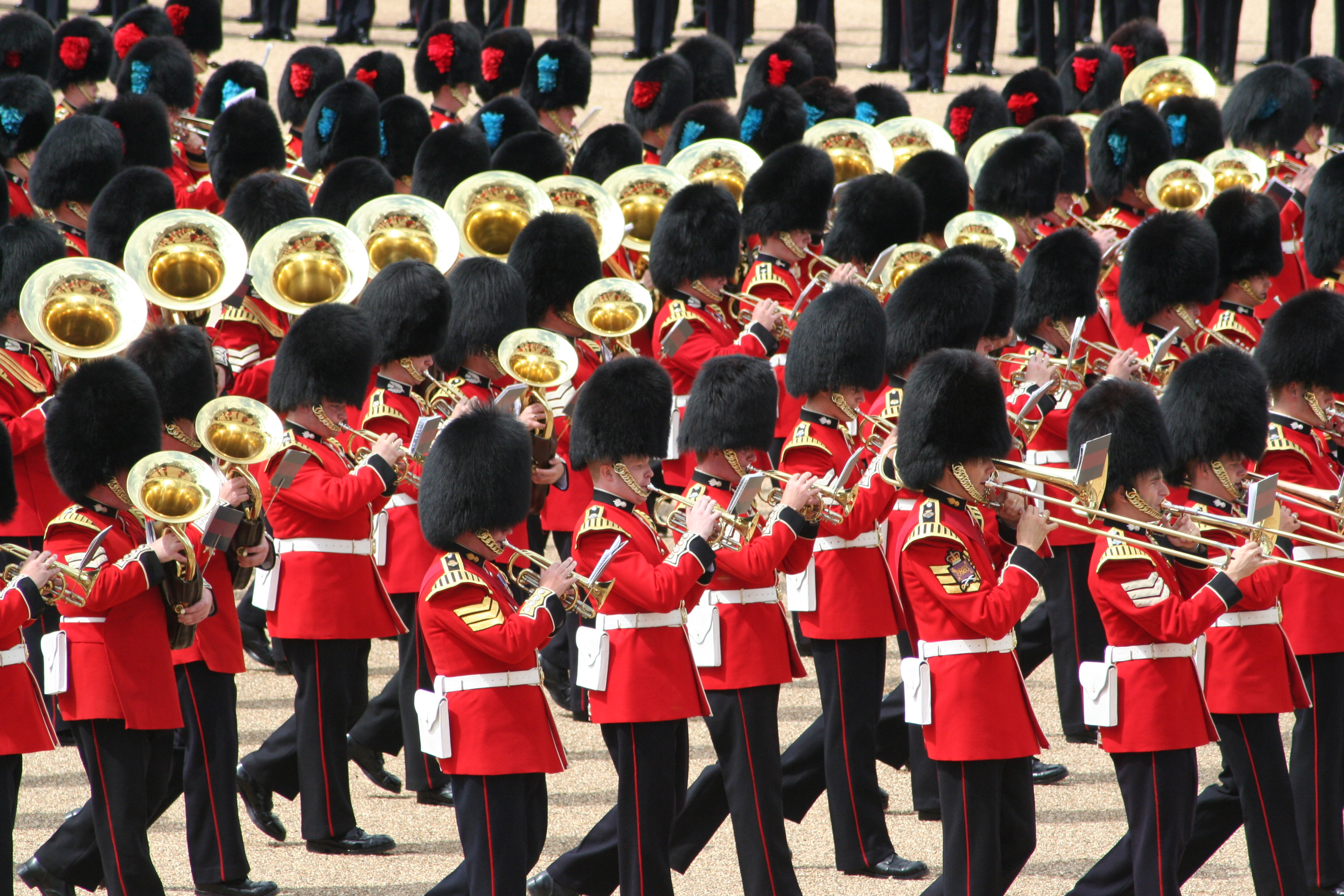
Bandes nombroses dels músics militars britànics de peu durant el 2007 Trooping the Color, en una cerimònia anual.

Al Regne Unit, la Mounted Band of the Household Cavalry i les Massed Bands of the Household Division actuen al Trooping the Color, una cerimònia anual que se celebra cada juny a Horse Guards Parade per les celebracions oficials de l'aniversari de la reina. Les Massed Bands i la banda muntada tenen un paper central en aquesta cerimònia. El terme "massed bands" denota la formació de més d'una banda independent que actua junta, ja sigui pertanyent a un o més regiments, o de fet països.

#### Reserva de les Forces Armades, bandes civils i militars de joves militars
Les diverses bandes de reserva de voluntaris dels tres serveis de les Forces Armades Britàniques reflecteixen les de les bandes de les forces regulars, així com les bandes de marxa d’estil militar (per exemple, la Royal British Legion, que manté les seves pròpies bandes).
Els diversos serveis uniformats de joventut militar del Regne Unit tenen les seves pròpies bandes amb les mateixes formacions esmentades anteriorment:
- Les bandes de la Força de Cadets de l'Exèrcit i les bandes d'organització de Cadets Aeris del Regne Unit es troben sota la bandera de la Royal Air Force Air Cadets que utilitzen la formació general utilitzada per l'exèrcit britànic i la RAF, però diverses bandes de cadets de la RAF tenen tambors al front similar al Royal Marines
- La formació RM/DYRMS és una pràctica estàndard per a Sea Cadet Corps (Regne Unit), Royal Marines Volunteer Cadet Corps i les bandes Combined Cadet Force.

Els Cossos de Tambors civils i d'organitzacions uniformades segueixen en la seva majoria el format dels regiments de l'Exèrcit, mentre que els que no tenen vincles amb la infanteria lleugera no utilitze pifres. En el cas dels que formen part dels Cadets del Mar i del RMVCC, segueixen les tradicions del Cos de Tambors del RM, afegint glockenspiels i, en altres bandes, instruments de vent i de metall.
Les bandes de metall d’estil britànic tenen el mateix posicionament que les bandes de metall de l’Exèrcit Britànic, ja que estan compostes només per instruments de metall, saxhorns i percussions. El mateix s'aplica a les formacions de bandes de carnestoltes, tot i que tenen l'opció d'incloure vents de fusta.

## Bandes militars d'Oceania

### Austràlia

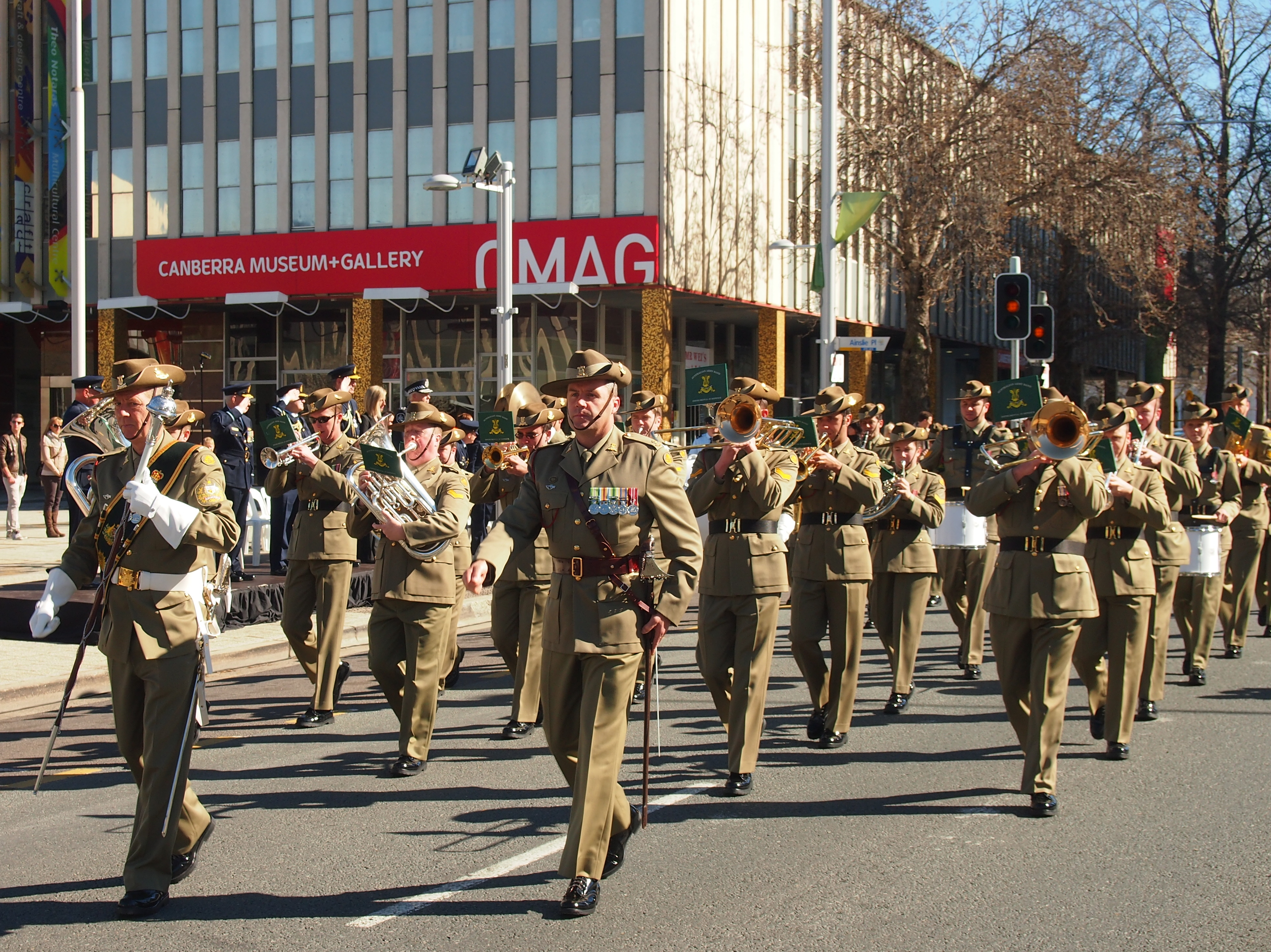
The Australian Army Band Corps, Canberra, 2013.

Les bandes militars britàniques van servir a les colònies australianes des de la seva arribada el 1788 fins a l'any 1870. Durant aquest període, les bandes provenien de la visita de vaixells navals britànics i no britànics. Aquestes bandes inclouen la Banda del New South Wales Corps i la Banda del 73è (Perthshire) Regiment of Foot. Amb la formació de l'exèrcit regular el 1947 es van crear bandes militars en cadascun dels cinc comandaments i el 1955 ja hi havia 12 bandes de l'exèrcit. La més important d'aquestes bandes era la Northern Command Band de Townsville. La RAAF Band va ser la primera a adoptar el format de la banda de concerts que reflectia les bandes de la comunitat local en aquest moment. En un moment donat, la Australian Broadcasting Commission va mantenir la seva pròpia banda militar. Denominat com a banda militar de l'ABC, es va formar a l'octubre de 1933 i comprenia 40 jugadors de tots els estats australians, tocant concerts durant la guerra per recaptar fons per als soldats australians. Es va dissoldre el setembre de 1951 a causa del poc finançament.
Les bandes militars de la Força de Defensa Australiana, i les seves formacions en cerimònies i desfilades, es deriven de les del Regne Unit, i cada servei (Royal Australian Navy, Australian Army i Royal Australian Air Force) té el seu propi enfocament, basat en el bandes militars de servei al Regne Unit. Per exemple, la Royal Australian Navy Band marxa amb tambors al davant, mentre que les bandes de les altres branques de servei tenen la seva secció de trombó a la part davantera. La instrumentació també varia de banda a banda, igual que la mida del conjunt.
La Royal Australian Navy Band manté dues seccions de músics, una amb seu a Sydney i una altra prop de Melbourne (a HMAS Cerberus). L'Australian Army Band Corps té bandes a temps complet amb seu a Canberra, Wagga Wagga, Sydney, Brisbane i Townsville, a més de bandes a temps parcial (Reserva) a Melbourne, Adelaida, Brisbane, Perth, Sydney, Newcastle, Hobart i Darwin. També hi ha moltes bandes de cornamuses i tambors de reserva connectades a diverses unitats. La Royal Australian Air Force Band consisteix en una única banda de 43 peces amb seu a Melbourne. Les bandes dels tres serveis actuen en funcions cerimonials, com ara cerimònies de commemoració i marxes del dia ANZAC, a més de proporcionar capacitat musical per als seus serveis respectius.

### Fiji

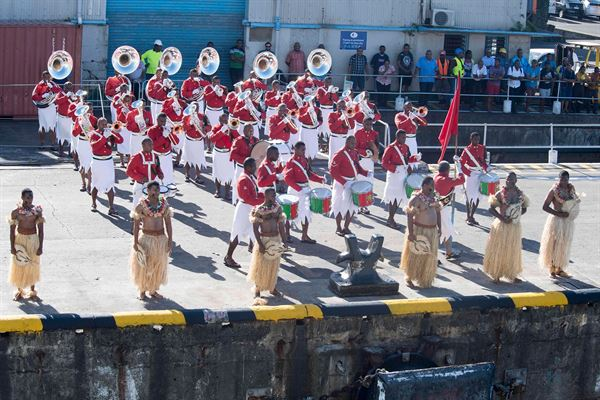
La banda de les forces militars de Fiji actua mentre la USS Michael Murphy atraca a Suva, Fiji.

Les Forces Militars de la República de Fiji només tenen una banda militar, la Banda de les Forces Militars de Fiji. L'actuació es fa amb l'uniforme de vestimenta cerimonial de la RFMF, que consisteix en un uniforme vermell amb un tradicional Sulu de Fiji, que també porten els guàrdies del palau presidencial del país. La formació de la banda RFMF és similar a la dels seus homòlegs britànics, particularment al Royal Marines Band Service, que té la seva secció de bateria a la part davantera de la formació.

### Nova Zelanda
Les bandes militars de Nova Zelanda deriven les seves formacions d'altres bandes de la Commonwealth i dels Estats Units. Es van originar a principis de la dècada de 1840, al començament del domini britànic. Des de llavors, han donat suport als esdeveniments i commemoracions militars britànics i posteriors de Nova Zelanda. Abans de 1910, les bandes militars de Nova Zelanda estaven adherides a unitats de força voluntàries, amb poques regulacions sobre l'estructura de les bandes.
El 1964 el nombre de bandes de l'exèrcit es va reduir a set, amb la intenció que la Banda de l'Exèrcit de Nova Zelanda substituís les unitats a temps parcial més petites per una banda principal. El 2012, nou de les dotze bandes militars de Nova Zelanda existents aleshores es van dissoldre per motius d’economia. Ara es conserva una única banda a temps complet per a cadascun dels tres serveis armats que formen la Força de Defensa de Nova Zelanda: la New Zealand Zealand Band, la Royal New Zealand Air Force Band i la Royal New Zealand Navy Band.
Tot i que la Força de Defensa de Nova Zelanda ara manté formalment només aquests tres serveis de bandes militars, també n’hi ha un (el de la Royal New Zealand Artillery) que sobreviu com a unitat voluntària separada dels serveis armats regulars. Des del 2021, aquesta banda del Royal Regiment of New Zealand Artillery, amb seu a Auckland, és la banda militar més antiga que va sobreviure al país, fundada el 1864.

### Papua Nova Guinea
La Força de Defensa de Papua Nova Guinea va crear una banda militar de mida de pelotó el 2016, amb l'ajuda de músics del Japó. La banda PNGDF remunta les seves tradicions i pràctiques a formacions d'altres bandes de la Commonwealth, específicament els seus antics governants, el Regne Unit i Austràlia; aquest últim, del qual Papua Nova Guinea era un antic territori administratiu. Fins al 1975, el cos de bandes de l'exèrcit australià, així com altres bandes militars de la Força de Defensa australiana, van donar suport musical al Reial Regiment de les Illes del Pacífic, que encara avui es troba a l'illa.

## Bandes militars internacionals
Algunes bandes militars estan sota el comandament d'una determinada organització política o militar com l'OTAN o la Unió Europea. Altres bandes militars pertanyen a un determinat país, però recluten la majoria dels seus membres de països estrangers en la seva àrea de responsabilitat (com la Banda d'Europa de les Forces Navals dels Estats Units).

### OTAN
La Banda Internacional SHAPE és la banda militar oficial del Comandant Suprem Aliat d’Europa (SACEUR) de l'OTAN. Oficialment, té la seu a la central suprema Allied Powers Europe de Mons, Bèlgica i funciona com una unitat de relacions públiques que representa el SACEUR i l’OTAN en el seu conjunt. Tot i estar format principalment per músics de les Forces Armades dels Estats Units, també està format per músics d'altres països de l'aliança.

### NORAD
La Banda de Comandament de la Defensa Aèria Nord-americana (NORAD) era una banda militar patrocinada per la Força Aèria dels Estats Units i composta per membres de l'exèrcit, la Marina i la Força Aèria dels Estats Units, així com de la Força Aèria Reial del Canadà. Es va crear el 1959 i funcionava com una orquestra de gira de 90 membres. Entre els membres més destacats hi ha el músic escocès-canadenc Bobby Herriot. El 1991, la banda va ser designada com a "America's Band in Blue" abans de fusionar-se amb la 15a banda de la Força Aèria del Golden West el 1994, proporcionant la premissa del que és avui la banda de la Força Aèria dels Estats Units del Golden West.

### IMMS
La International Military Music Society (IMMS) és una organització pública amb seu al Regne Unit que es dedica a preservar les bandes militars i la seva història a nivell internacional. La societat té sucursals i membres a 38 països.